# Liste der Straßennamen von Wien/Leopoldstadt
Liste der Straßen, Gassen und Plätze des heutigen 2. Wiener Gemeindebezirks Leopoldstadt.

## Charakteristische Straßennamen in der Leopoldstadt
In der Leopoldstadt so wie auch in der Brigittenau sind die donaunahen Straßen im Zusammenhang mit dieser bzw. der Donauregulierung benannt. Im seit etwa 2010 entstehenden Nordbahnviertel wurden bevorzugt Namen mit Bezug zur Nordbahn gegeben.
- Folgende Verkehrsflächen wurden nach Nebenflüssen der Donau benannt:

Ennsgasse, Erlafstraße, Innstraße, Ybbsstraße; dazu im 20. Bezirk Kampstraße, Leithastraße, Pielachstraße, Salzachstraße und Traisengasse. In dieses Umfeld gehören auch die Wachaustraße und im 20. Bezirk die Donaueschingenstraße, die Marchfeldstraße und die Pöchlarnstraße.
- Folgende Verkehrsflächen wurden nach Personen benannt, die mit der Donauregulierung in Zusammenhang stehen:

Engerthstraße, Wehlistraße, Pasettistraße, nur im 20. Bezirk: Gasteigergasse, Wexstraße
- Verkehrsflächen mit Bezug zur Nordbahn im neuen Nordbahnviertel:

An den Kohlenrutschen, Krakauer Straße, Lembergstraße, Rabensburger Straße. In dieses Umfeld gehören auch der Rothschildplatz (Financiers des Eisenbahnbaus) sowie der Eva-Popper-Weg und die Fanny-Mintz-Gasse, die stellvertretend für Personen stehen, die über die Nordbahn deportiert wurden. Bereits zur Zeit des alten Nordbahnhofes wurde die Nordbahnstraße benannt.
Eine Besonderheit der Leopoldstadt sind die Benennungen von Konrad Ley (1801–1881). Der Bezirksvorsteher 1862–1874 hatte die Angewohnheit, neu entstandene Verkehrsflächen nach den Vornamen seiner Verwandten zu benennen. Resultat sind Helenengasse, Herminengasse, Josefinengasse, Konradgasse und (möglicherweise) die Hedwiggasse. Nach ihm selbst wurde später die Leystraße benannt.
| Historische Straßennamen – Einzelnachweise – Literatur – Weblinks |

## A

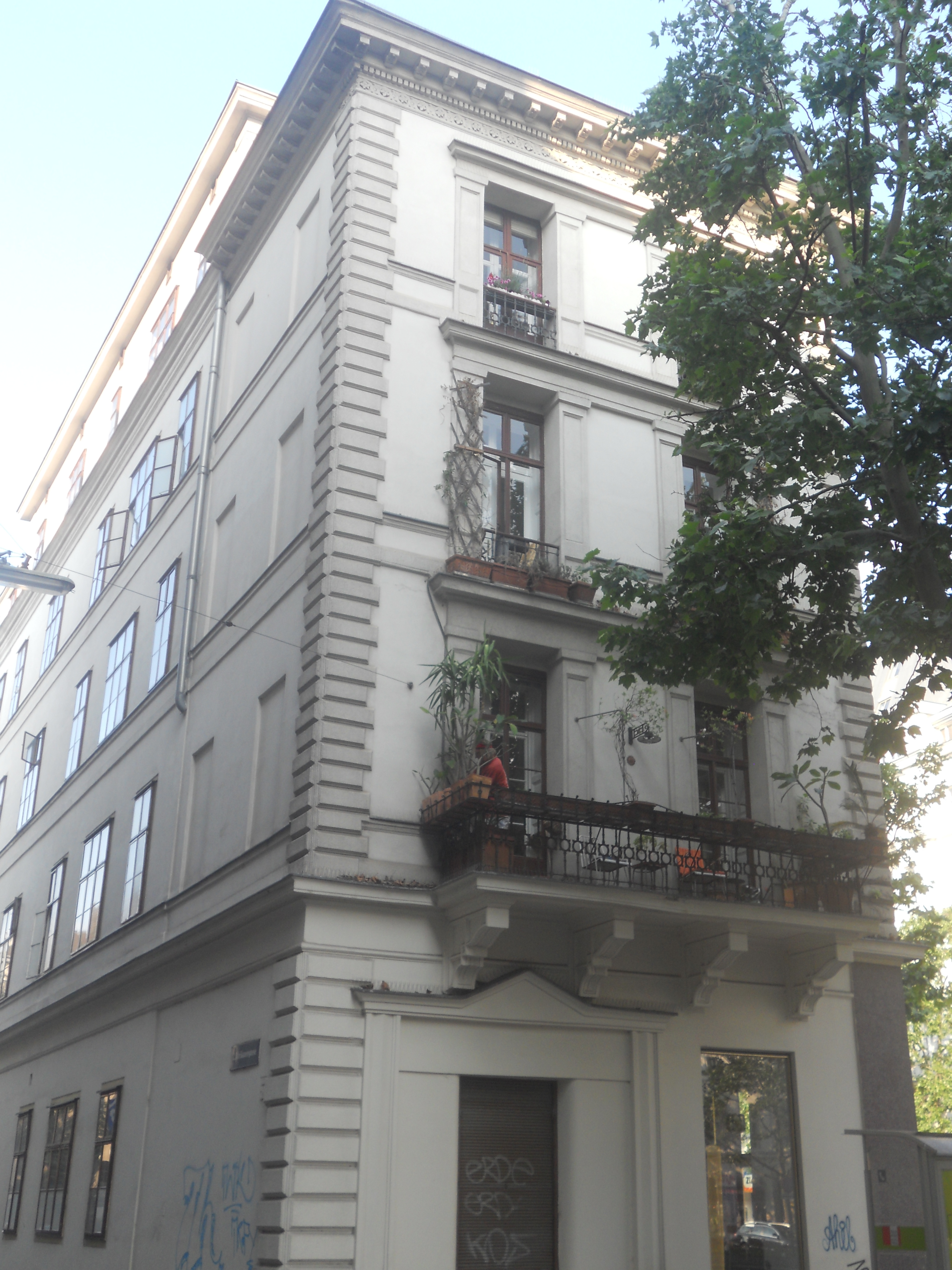
Bei Afrikanergasse 2 (links) / Praterstraße 51 (rechts) zweigt die Gasse von der Straße ab.

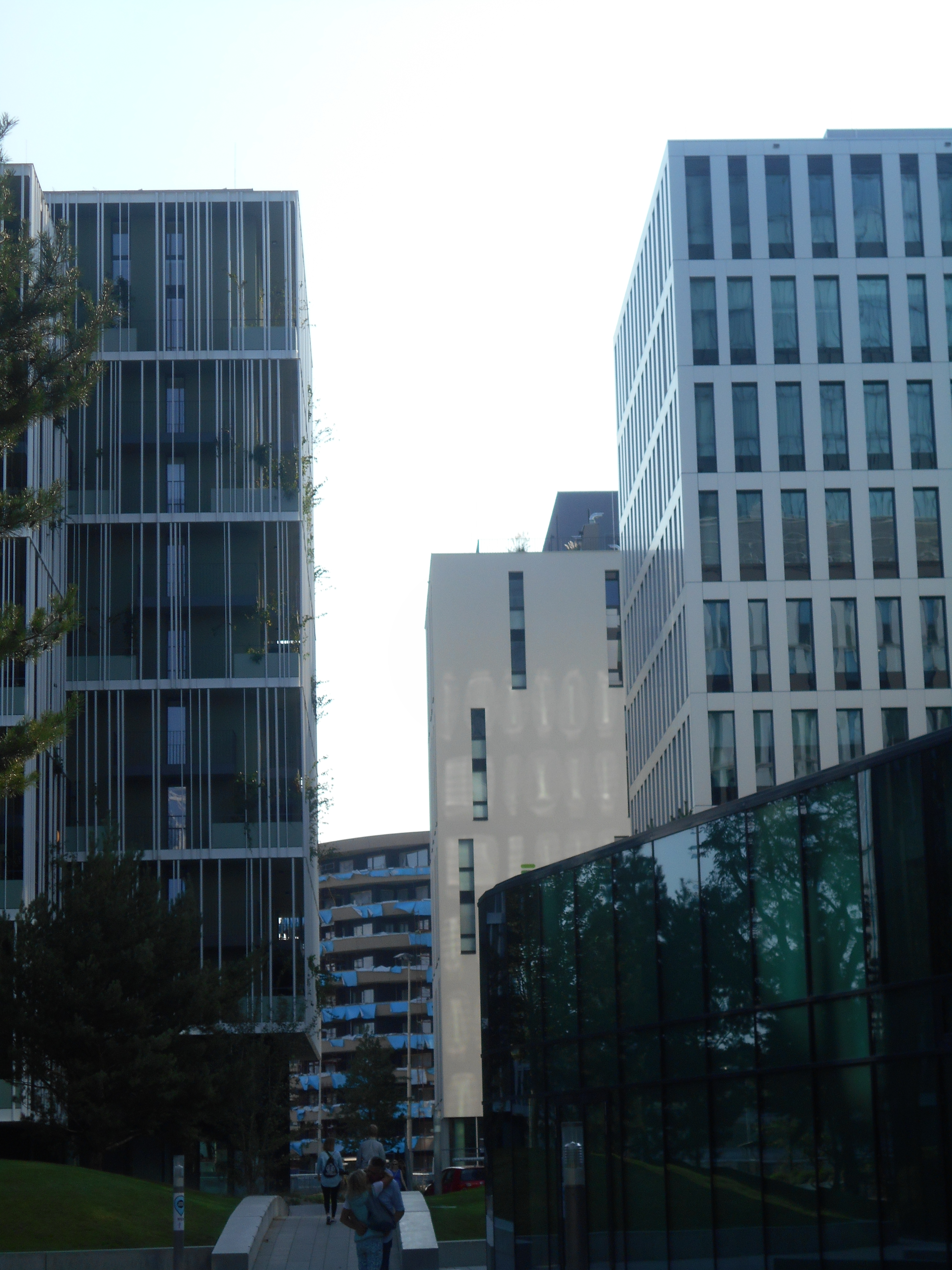
Der erst 2016/17 angelegte Straßenzug „Am grünen Prater“

- Adambergergasse, 1894 benannt nach der Schauspielerin Antonie Adamberger (1790–1867); sie debütierte 1807 am Burgtheater und wurde sofort als Hofschauspielerin engagiert. Sie glänzte vor allem in naiven Rollen und wurde der Liebling des Wiener Publikums. Von Zeitgenossen wurde sie „wegen ihrer Schönheit, ihres Talents und ihrer Sittenreinheit“ gerühmt.[1] Adamberger war 1812–1813 mit dem Theaterdichter Theodor Körner verheiratet, ab 1817 mit dem Archäologen Joseph von Arneth, siehe die Arnethgasse im 16. Bezirk Ottakring. Die Gasse hieß davor Theresiengasse und bestand um 1830 noch nicht.
- Adele-Jellinek-Promenade, 2022 benannt nach Adele Jellinek (1890–1943). Sie war Schriftstellerin und schrieb Essays und Erzählungen in der Sozialdemokratie nahestehenden Zeitungen und Zeitschriften. 1943 wurde sie ins Ghetto Theresienstadt deportiert. Die Promenade ist ein Teil des Gehweges entlang des Donaukanals, zwischen der Bezirksgrenze und dem Siemens-Nixdorf-Steg.
- Adele-Perlmutter-Platz, 2021 benannt nach der Fotografin Adele Perlmutter (1845–1941). Sie kam um 1860 mit ihrer Familie aus Galizien nach Wien. 1862 gründete ihr Vater das Fotoatelier Adèle, das sie gemeinsam mit ihren Brüdern Max und Wilhelm betrieb. Sie hatte rasch großen Erfolg als Porträtfotografin. Unter anderem wurde sie 1868 zur k.k. Hoffotografin ernannt; in dieser Funktion war sie für einige Porträtaufnahmen von Mitgliedern der Kaiserhauses verantwortlich. Sie erhielt zahlreiche Auszeichnungen, unter anderem bei der Weltausstellung 1873, und wiederholt wurde ihr von der Photographischen Gesellschaft die Medaille des Guten Geschmacks verliehen. Der Platz entspricht der Verbreiterung am Anfang der Praterstraße bei der Abzweigung zur  Ferdinandstraße 2.
- Afrikanergasse, 1862 indirekt benannt nach dem nordafrikanischen Staat Marokko. Im Jahr 1783 traf eine Gesandtschaft aus Marokko in Wien ein, die mit Kaiser Joseph II. Verhandlungen über einen Handels-, Friedens- und Freundschaftsvertrag führte. Der Besuch der Delegation war der Höhepunkt des gesellschaftlichen Lebens Wiens im Jahr 1783 und fand in Straßennamen, Wirtshausschildern und zeitgenössischen Darstellungen einen reichen Niederschlag. Die Gasse hieß daher ursprünglich Marokkanergasse. Zur Beseitigung der Doppelbezeichnung mit der Marokkanergasse im 3. Bezirk wurde sie 1862 in Afrikanergasse umbenannt. Bezug nehmend auf diese Gasse, die Kleine und die Große Mohrengasse wurde das Stadtviertel in den 2010er Jahren inoffiziell Afrikanerviertel genannt.
- Alexander-Poch-Platz, 1970 benannt nach dem Geistlichen Alexander Poch (1904–1966), Pfarrer der Leopoldskirche (1938–1966). Er zeichnete sich besonders während der NS-Zeit durch seine Ablehnung des Regimes aus. Durch seine Hilfsbereitschaft für Verfolgte und Gefährdete war er weit über seine Pfarrgemeinde hinaus bekannt und geschätzt.[2] Poch stellte u. a. falsche Taufscheine aus, um Juden zu retten.[3] Siehe auch Arnezhoferstraße. Der Platz ist der Vorplatz der 1671 eingeweihten Leopoldskirche zwischen Großer und Kleiner Pfarrgasse; der Durchbruch zu dieser erfolgte nach 1912 und vor 1925.
- Alliiertenstraße, 1909 benannt nach den Verbündeten Österreichs während des Wiener Kongresses. 1814 empfing Kaiser Franz I. seine Alliierten, Zar Alexander von Russland und König Friedrich Wilhelm von Preußen, die geplantermaßen gleichzeitig zum Wiener Kongress eintrafen, Am Tabor, am stadtzentrumsseitigen Ende der damaligen Straße nach Prag, mit großem Gefolge und zog mit ihnen durch die Jägerzeile (heute Praterstraße) in die Stadt. (Das 1896/1897 erbaute Haus Praterstraße 33 erhielt in Erinnerung daran den Namen Zu den drei Alliierten und wird heute als Alliiertenhof bezeichnet.) Die Alliiertenstraße war bis 1909 ein durch die Donauregulierung und den Bau des Nordbahnhofs vom weiteren Verlauf getrennter Teil der Prager Reichsstraße; siehe auch Alliiertenviertel und die Prager Straße im 21. Bezirk Floridsdorf.
- Aloisgasse, 1858 benannt nach dem Unternehmer Alois Miesbach (1791–1857); er war einer der bedeutendsten Industriellen Österreichs. Er baute einen Baustoffkonzern auf, der sich – von seinem Neffen Heinrich Drasche weitergeführt – zum heutigen Weltkonzern Wienerberger entwickelte. Miesbach führte sein Unternehmen als Patriarch alten Stils. Er fühlte sich für seine Arbeiter verantwortlich und spendete einen Teil seiner Einnahmen für soziale Einrichtungen (Krankenhaus, Kinderbetreuungseinrichtungen) und Stiftungen. Seine Arbeiter rekrutierte er zumeist aus Böhmen und Mähren (Ziegelböhm). Er kaufte in der Leopoldstadt Grundstücke auf und baute ab 1850 zahlreiche Zinshäuser. Die Miesbachgasse ist ebenfalls nach ihm benannt.
- Am Augartenspitz, 2014 benannt. Die Ecke Obere Augartenstraße / Castellezgasse wird seit etwa 2006 volkstümlich „Augartenspitz“ genannt und wurde nun amtlich registriert. Bei der Verkehrsfläche handelt es sich um ein ca. 45 m langes Stück des Gehsteigs vor dem Haus Obere Augartenstraße 1E, dem MuTh. Die Fläche vor der Castellezgasse gehört nicht dazu. Da – als Novum in Wien – nur der Gehsteig, nicht aber die Straße umbenannt wurde, ändert sich an den Adressen nichts.[4]
- Am Auwald, 2016 benannt nach der Au-Landschaft des Praters. Ein Auwald ist eine natürliche Pflanzengesellschaft entlang eines Baches oder Flusses (hier der Donau), die von Überschwemmungen und hohen Grundwasserpegeln stark beeinflusst wird. Ein feuchtes Augebiet existiert im Prater nur mehr südöstlich des Lusthauses. Die Verkehrsfläche befindet sich im Neubaugebiet Viertel Zwei bei der Trabrennbahn Krieau.
- Am grünen Prater, 2016 benannt nach dem Prater, einem weitläufigen, etwa 6 km² umfassenden Areal in der Leopoldstadt. Die älteste Erwähnung des Praters findet sich in einer Urkunde aus dem Jahr 1162, in der Kaiser Friedrich I. Barbarossa Grundstücke zwischen der Schwechat und der Donau bei Mannswörth, die Pratum (lateinisch „Wiese“) genannt werden („quod dictur Pratum“) einem Adeligen namens Conrad de Prato („Cuonradus, qui dictur de Prato“) schenkte.[5] Die Familie de Prato nannte sich später Prater. Die Verkehrsfläche befindet sich im Neubaugebiet Viertel Zwei bei der Trabrennbahn Krieau.
- Am Tabor, nichtamtlich vor 1830, offiziell 1890 benannt nach der Bezeichnung eines im 15. Jahrhundert an anderer Stelle (nahe dem Gaußplatz im 20. Bezirk) zur Verteidigung gegen die Hussiten errichteten Tabors, einer Wehranlage, die auch als Mautstelle an der Brücke über die unregulierte Donau fungierte. Der Name wurde 1698 auf den hier angelegten neuen Tabor mit gleicher Funktion übertragen (das Mauthaus Am Tabor 2, Ecke Taborstraße 80, besteht noch; um 1830 befand sich das k.k. Mauthaus in einem anderen Gebäude direkt an der heutigen Alliiertenstraße). Die Straße Am Tabor wurde 2008[6] und 2013 auf dem Stadtentwicklungsgebiet Nordbahnhof um vier Häuserblöcke bis zur Ernst-Melchior-Gasse verlängert. Siehe auch Taborstraße und Volkertviertel.
- An den Kohlenrutschen, 2008 benannt nach den ehemaligen Förderanlagen für Kohle im Bereich des Nordbahnhofs. Die Kaiser Ferdinands-Nordbahn beschaffte ihre Kohlen für den Bahnhof u. a. aus dem Ostrauer Revier. Am Nordbahnhof gab es noch nach dem Zweiten Weltkrieg Kohlenhöfe und Kohlenrutschen zwischen bzw. an den Gleisdämmen, von wo aus über Kohlenhändler Haushalte mit Kohle zum Heizen beliefert wurden. Die Gasse befindet sich im Nordbahnviertel.
- Anitta-Müller-Cohen-Platz, 2018 benannt nach der Sozialarbeiterin, Politikerin und Journalistin Anitta Müller-Cohen (geb. Rosenzweig, 1890–1962); während des Ersten Weltkriegs war sie am Ausbau der Sozialfürsorge in Wien beteiligt. 1929 wurde sie zu einer der Vize-Präsidentinnen der World Federation of Jewish Women gewählt. 1935 emigrierte sie mit ihrer Familie nach Palästina. Während des Zweiten Weltkriegs und danach konzentrierte sie ihre Aktivitäten auf neue Immigranten, insbesondere Flüchtlinge aus Österreich. Der Platz befindet sich an der Abzweigung der Straße der Wiener Wirtschaft (bis 2018 Walcherstraße) von der Lassallestraße beim Praterstern. Der Platz hieß 2018–2019 Müller-Cohen-Platz.
- Arnezhoferstraße, 1906 benannt nach dem Geistlichen Johann Ignaz Arnezhofer († 1679); er war von 1671 bis 1679 erster Pfarrer der auf den Grundsteinen der ehemaligen Synagoge errichteten Leopoldskirche; siehe auch Alexander-Poch-Platz. Die Benennung der Straße erfolgte auf Veranlassung des antisemitischen Bürgermeisters Karl Lueger. Die Behauptung, Arnezhofer habe 1670 im Auftrag von Kaiser Leopold I. als Kommissar zur Ordnung israelitischer Angelegenheiten die Vertreibung der Juden aus dem Ghetto Unterer Werd organisiert, wurde 2006 in einem Gutachten des Wiener Stadt- und Landesarchivs als mit größter Wahrscheinlichkeit falsch bezeichnet, obwohl bei der Straßenbenennung 1906 darauf Bezug genommen wurde.[7] Die Arnezhoferstraße verbindet die Venediger Au und die Wolfgang-Schmälzl-Gasse; sie war zuvor ein Teil der Erlafstraße.
- Aspernallee, 1907 benannt nach der ehemals selbstständigen Gemeinde Aspern. Die Straße wurde als eine von sechs Alleen vom 1560 erstmals erwähnten Lusthaus im Wiener Prater am Ende der Hauptallee aus angelegt und zielt auf das jenseits der Donau gelegene Dorf Aspern. Siehe auch Belvedereallee. Die Straße endet am südöstlichen Ende des Handelskais bzw. am Beginn der Hafenzufahrtsstraße an der Donau. Die Bezeichnung war zuvor schon volkstümlich in Gebrauch, mitunter auch als Aspernalleestraße. Siehe auch die Aspernstraße im 22. Bezirk Donaustadt.
- Aspernbrückengasse, 1909 benannt nach der Aspernbrücke. Sie wurde 1863–1864 als Kettenbrücke auf Kosten des Stadterweiterungsfonds durch die Ingenieure Johann Fillunger und Friedrich Schnirch als Verlängerung der neu errichteten Ringstraße in die Leopoldstadt errichtet. Benannt wurde sie 1864 nach dem Schauplatz der Schlacht bei Aspern 1809 bzw. deren hundertjährigem Jubiläum. Die Brücke wurde 1913 ersetzt und 1949–1951 abermals neu gebaut. Die Gasse hieß bis 1862 Schmidgasse, dann 1862–1864 Untere Fischergasse und 1864–1909 Asperngasse.

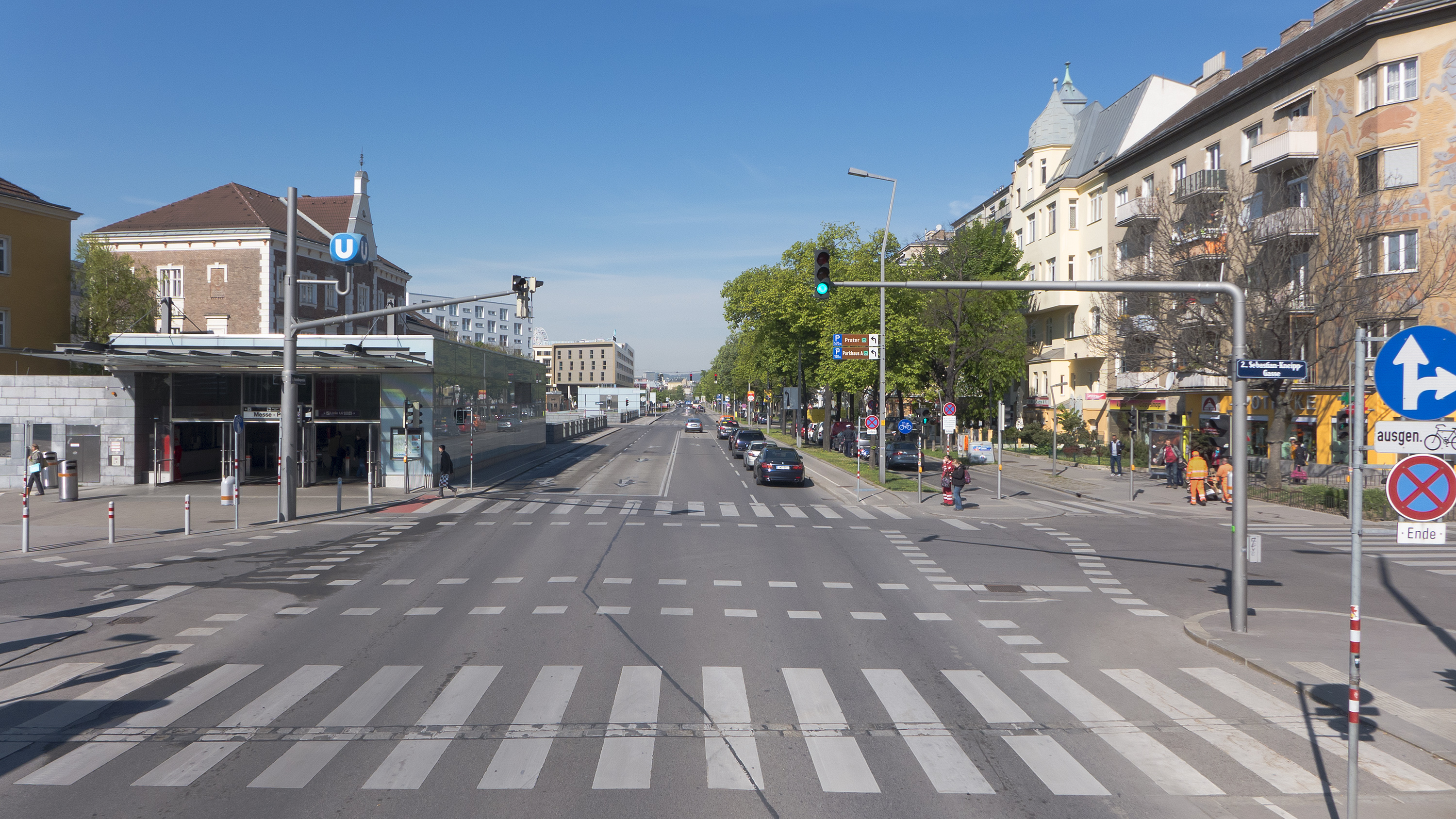
Die Ausstellungsstraße bei der U-Bahn-Station Messe-Prater

- Ausstellungsstraße, 1872 benannt nach der dort geplanten und ein Jahr später abgehaltenen Wiener Weltausstellung. Die Ausstellung sollte das wieder gewachsene Selbstbewusstsein Österreichs nach mehreren verlorenen Kriegen präsentieren. Es wurden 20 Millionen Besucher erwartet, jedoch haben nur 7,25 Millionen die Weltausstellung besucht; das Defizit betrug 14,9 Millionen Gulden. Die Straße hieß zuvor Feuerwerksallee nach den berühmten Feuerwerken des Johann Georg Stuwer und seiner Nachkommen (siehe die Stuwerstraße und das Stuwerviertel). Sie beginnt beim Praterstern und führt entlang des Wurstelpraters und der Messe Wien bis zum Elderschplatz an der Vorgartenstraße. Unter einem Großteil der Straße verkehrt seit 2008 die U-Bahn-Linie U2.

## B
- Belvedereallee, volkstümlich vor 1825, offiziell 1912 benannt. Die Allee, die (als eine von sechs) vom 1560 erstmals erwähnten Lusthaus im Wiener Prater am Ende der Hauptallee aus angelegt wurde, zielt auf das jenseits des Donaukanals auf einer Anhöhe gelegene Schloss Belvedere. Siehe auch Aspernallee. „Belvedere“ (von italienisch bel vedere, „schöne Aussicht“) ist ein Begriff der Architekturgeschichte für ein Gebäude, das angelegt ist, um einen schönen und weiten Ausblick zu ermöglichen. Der Name der Allee war schon vor 1825 in Gebrauch.[8]
- Blumauergasse, 1874 benannt nach dem Schriftsteller Aloys Blumauer (1755–1798); er arbeitete als Buchhändler, Bücherzensor, Journalist und Schriftsteller. In den Jahren 1781 bis 1794 gab er gemeinsam mit Joseph Franz Ratschky den Wiener Musen-Almanach heraus; siehe die Ratschkygasse im 12. Bezirk, Meidling. Blumauer war ein Anhänger der Aufklärung und der Reformen des Kaisers Joseph II. und ein bekannter Polemiker, Satiriker und Parodist. Sein Hauptwerk war die aufklärerische Travestie Virgils Aeneis, travestiert (1782), in der er gegen die weltliche Macht der Kirche und für deren Erneuerung eintrat. Der Abschnitt Glockengasse–Taborstraße wurde nach Czeike 1894 angelegt.
- Böcklinstraße, 1919 benannt nach dem Schweizer Maler, Zeichner, Grafiker und Bildhauer Arnold Böcklin (1827–1901); er war einer der Hauptvertreter des Symbolismus, der mit der dominierenden akademischen Malerei und dem vorherrschenden Naturalismus der zweiten Hälfte des 19. Jahrhunderts brach. Zu seinen bedeutendsten Werken zählen die fünf Varianten der Villa am Meer, das Selbstbildnis mit fiedelndem Tod (1872) und die fünf Varianten der Toteninsel (1880–1886). Die Straße, die zum Pratercottage zählt, hieß vorher 1876–1919 Valeriestraße nach Erzherzogin Marie Valerie, Tochter des Herrscherpaars Franz Joseph I. und Elisabeth (nach deren Familie die kreuzende Wittelsbachstraße benannt ist). In der Böcklinstraße 1 befinden sich die denkmalgeschützten Bildhauerateliers der Akademie der bildenden Künste.
- Brandgasse, 1876 benannt nach dem Landschaftsmaler, Zeichner, Radierer und Kupferstecher Johann Christian Brand (1722–1795), Kammermaler (ab 1766), Professor an der k.k. Hofakademie (ab 1772). Seine Kunst bildet den Übergang vom Barock zur Landschaftsauffassung des 19. Jahrhunderts; er gilt als Vater der österreichischen Landschaftsmalerei seines Jahrhunderts. Brand schuf zahlreiche interessante Ansichten des Wiener Praters.
- Brigittenauer Lände, 1868 benannt nach dem zum Anlegen von Schiffen geeigneten Donaukanalufer in der Brigittenau. Eine Lände oder Schiffslände ist eine wasser- und landseitig leicht zugängliche Uferstrecke an einem schiffbaren Gewässer. Anders als bei einem Hafen besteht keinerlei bauliche Abgrenzung zur Wasserstraße. An der Brigittenauer Lände legten seinerzeit die flussabwärts fahrenden Donauschiffe an. Die Brigittenau entstand zu einem guten Teil auf durch die Wiener Donauregulierung gewonnenem Neuland und wurde 1900 als 20. Bezirk von der Leopoldstadt abgetrennt. Die Benennung erfolgte nach der heiligen Birgitta von Schweden (1303–1373). Die Straße hieß vorher Alleegasse bzw. Donaustraße. Die Lände reicht von Norden her nur ein kurzes Stück in den heutigen 2. Bezirk und wird hier auf der Uferböschung von der Anton-Schmid-Promenade begleitet.
- Bruno-Marek-Allee, 2009 benannt nach dem Politiker und Wiener Bürgermeister Bruno Marek (1900–1991), Direktor der Wiener Messe (ab 1945), Bezirksobmann der SPÖ Mariahilf, Präsident des Wiener Landtags (ab 1949). Von 1965 bis 1970 war er Bürgermeister von Wien. In seine Amtszeit fiel die Entscheidung über den Bau der Wiener U-Bahn, den Bau der UNO-City und über die Anlage der Neuen Donau mit der Donauinsel. Sein Vorgänger als Bürgermeister war Franz Jonas (siehe den Franz-Jonas-Platz im 21. Bezirk Floridsdorf), sein Nachfolger war Felix Slavik (siehe die Felix-Slavik-Straße in Floridsdorf). Der Bruno-Marek-Hof  im 6. Bezirk Mariahilf ist ebenfalls nach ihm benannt. Die Allee, 2019 im nördlichen Teil noch unfertig, befindet sich im Stadtentwicklungsgebiet Nordbahnviertel.

## C

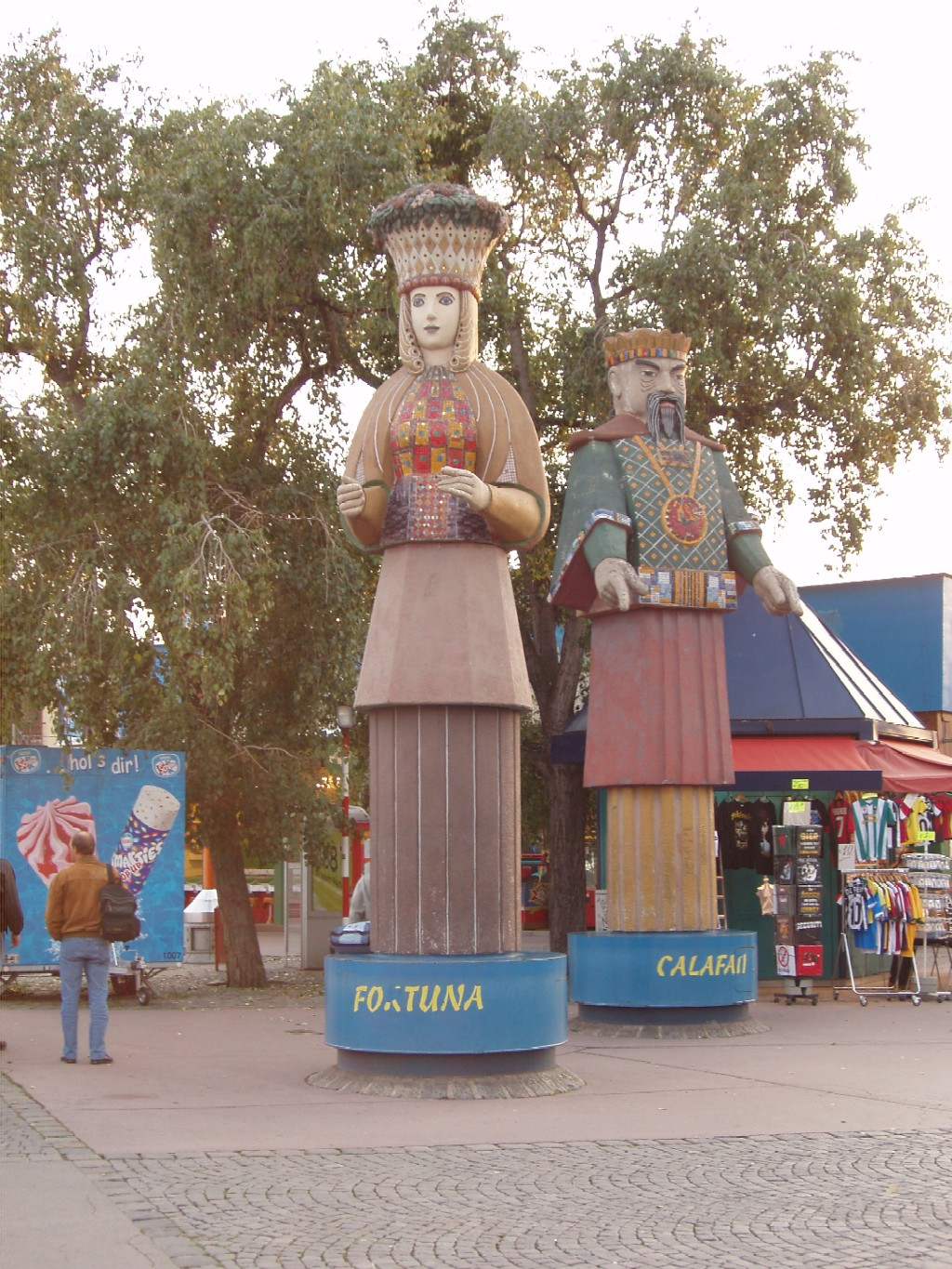
Der Calafattiplatz im Wiener Wurstelprater

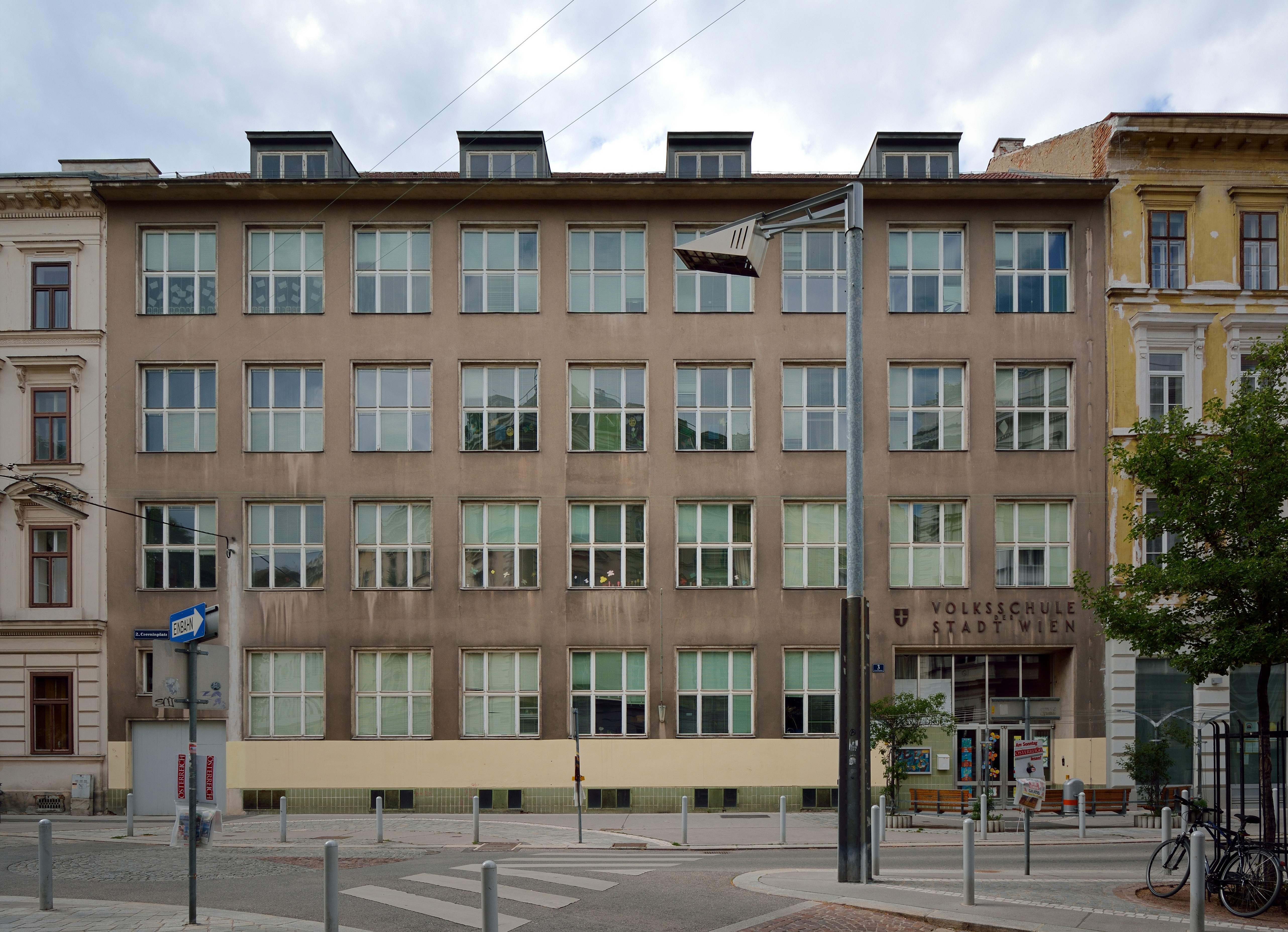
Volksschule am Czerninplatz

- Calafattiplatz, 1963 in falscher Schreibweise benannt nach dem Zauberkünstler, Schausteller und Gastwirt Basilio Calafati (1800–1878); er trat ab 1820 als Zauberer im Wurstelprater auf und besaß ab 1834 hier mehrere Fahrgeschäfte. 1840 errichtete er ein Ringelspiel mit Holzpferden, in dessen Mitte sich ab 1854 eine neun Meter hohe Figur eines Asiaten befand. Diese Figur wurde zunächst volkstümlich „Großer Chineser“ genannt und später „Calafati“; sie ist neben dem Riesenrad und dem Watschenmann eines der Wahrzeichen des Wurstelpraters. Basilio Calafati eröffnete 1846 auch ein Restaurant und später einen Billardsalon im Prater. Der Platz hieß vorher 1. Rondeau.
- Castellezgasse, 1876 benannt nach dem Mediziner Anton Castellez (1779–1837), Professor am Josephinum (ab 1804). Er eröffnete eine Arztpraxis in der Leopoldstadt in der Körnergasse 7 (damals Magazingasse), wo er armen Leuten notfalls auch ohne Bezahlung half und deshalb sehr angesehen war.
- Chrastekgasse, 2002 benannt nach dem Elektroinstallateur Eduard Chrastek (1913–1988); er war in der Ständestaatsdiktatur Mitglied der illegalen Sozialisten und wurde zeitweise verhaftet. Von 1954 bis 1978 war er Bezirksrat für die SPÖ Leopoldstadt.
- Csardastraße, 1910 benannt nach dem Unterhaltungslokal „Magyar Csarda“ im Prater.[9] Das Lokal bestand von 1873 bis 1909 in dieser Straße und hatte sich auf die hier so genannte „Zigeunermusik“ spezialisiert. Der Csárdás (von ungarisch csárda: Wirtshaus, Dorfschänke) bezeichnet eine Musik und eine traditionelle Tanzform Ungarns und der ungarischsprachigen Bevölkerung der Nachbarländer.
- Czerningasse, seit 1813 neben dem (dann abkommenden) alten Namen, offiziell 1882 benannt nach dem leitenden Hofbeamten Johann Rudolf Czernin von und zu Chudenitz (1757–1845); als Oberstkämmerer (ab 1823) war er mit der Leitung der kaiserlichen Hofsammlungen betraut und war auch für das k.k. Hof-Burgtheater zuständig. Um 1800 fing er an zu sammeln und besaß zwanzig Jahre später die wichtigste private Kunstsammlung der Monarchie; 1813 kaufte er z. B. „Die Malkunst“, ein Gemälde von Johannes Vermeer. Von 1823 bis 1827 war Czernin Präsident der k.k. Hofakademie. Das Grünareal um die spätere Gasse war in Czernins Besitz und wurde 1795–1813 parzelliert. Die Gasse wurde nach Czeike 1790 bis 1845 als Schabdenrüsselgasse nachgewiesen, nach einem ehemaligen Hausschild auf Nr. 4. Ab 1813 wurde sie auch Czerningasse genannt (auf dem Vasquez-Plan um 1830 ausschließlich so). Sie war im östlichen Teil bis 1886 durch eine private Gartenanlage unterbrochen, jenseits derer sie bis zur Franzensbrückenstraße Adelengasse hieß. Die Verbreiterung bei der Abzweigung von Fruchtgasse (1862 neu angelegt) und Lichtenauergasse (seit vor 1830) wurde offiziell 1882 Czerninplatz benannt; dieser unterbricht die Häusernummerierung der Gasse.[10] Die Einmündung der Gasse in die Praterstraße bildet seit 1932 den Nestroyplatz.
- Czerninplatz, 1882 benannt nach Johann Rudolf Czernin von und zu Chudenitz; siehe Czerningasse. Platz und Gasse wurden 1813 auf ehemaligem Gartengrund der Familie Czernin von und zu Chudenitz angelegt. Hier befand sich auf Nr. 4/5 das Czerninsche Gartenschloss.

## D

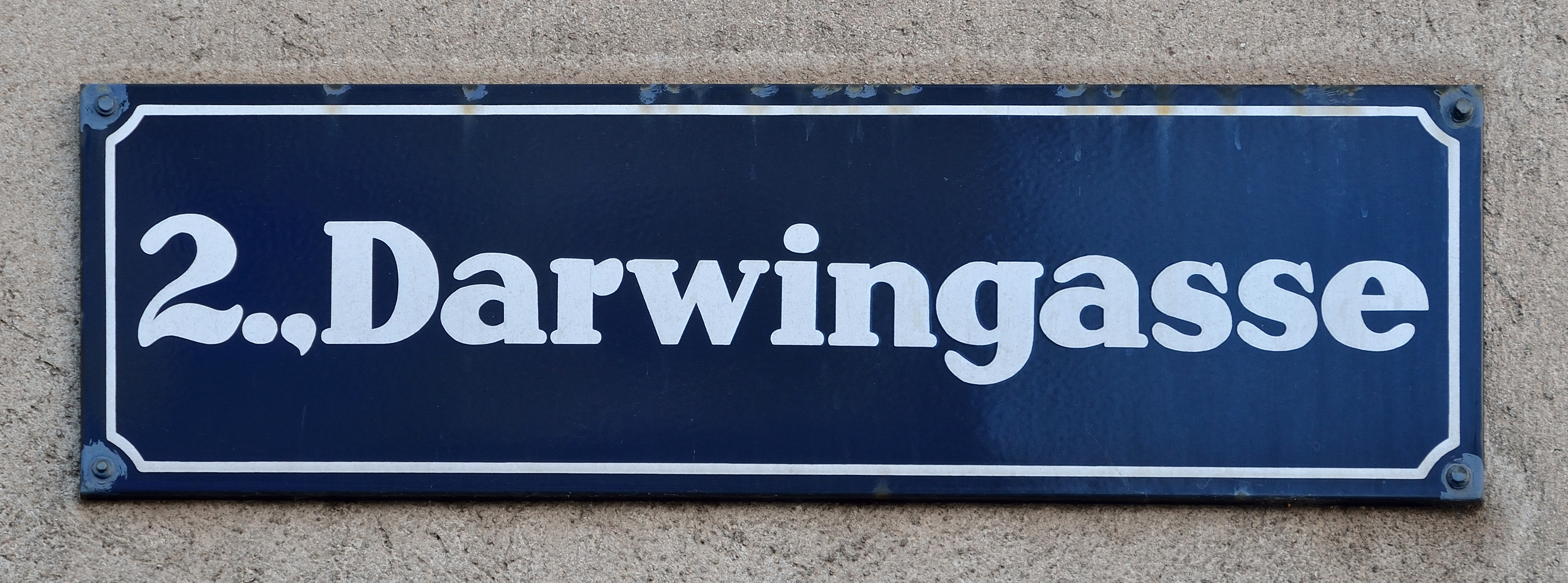
Straßenschild der Darwingasse

- Dammhaufengasse, 1999 benannt nach dem historischen Flurnamen Dammhaufen. Als „Haufen“ bezeichnete man gelegentlich eine Flussinsel, in diesem Fall eine Insel in der unregulierten Donau. Die Gasse ist ein Weg in der Gartensiedlung „Dammhaufen“ am Nordrand des Praters.
- Darwingasse, 1872 benannt nach dem englischen Naturforscher Charles Darwin (1809–1882); er gilt wegen seiner wesentlichen Beiträge zur Evolutionstheorie als einer der bedeutendsten Naturwissenschaftler. Darwin veröffentlichte 1859 sein Hauptwerk Über die Entstehung der Arten, das als streng naturwissenschaftliche Erklärung für die Diversität des Lebens die Grundlage der modernen Evolutionsbiologie bildet und einen entscheidenden Wendepunkt in der Geschichte der modernen Biologie darstellt.
- Dresdner Straße, 1875 benannt nach Dresden, Hauptstadt des deutschen Königreichs Sachsen. Der Name „Dresden“ stammt von sorbisch: Drježdźany für Sumpf- oder Auwald-Bewohner. Die Benennung Dresdner Straße bezieht sich darauf, dass in Dresden kurz zuvor eine Wiener Straße benannt wurde. (Das Kaisertum Österreich und Sachsen waren im Deutschen Krieg 1866 Verbündete; siehe auch Leipziger Platz bzw. Straße und Sachsenplatz im 20. Bezirk.) Diese Straße erinnert daran, dass Dresden 1874 über die Österreichische Nordwestbahn und die Elbtalbahn mit Wien verbunden wurde. Die Bahnstrecke ist heute Teil der Transeuropäischen Netze als Strecke Nr. 22 (Athen – Sofia – Budapest – Wien – Prag – Nürnberg/Dresden). Die Dresdner Straße befindet sich seit 1900 größtenteils im 20. Bezirk; im 2. Bezirk grenzt sie an den nördlichsten Teil des Stadtentwicklungsgebiets Nordbahnhof.
- Dritter-Mann-Weg, nicht amtlich benannter Weg im Wurstelprater. Der britische Film Der dritte Mann (1949) von Carol Reed beinhaltet eine längere Sequenz, in der Orson Welles und Joseph Cotten ein Gespräch im Wiener Riesenrad führen.
- Dr.-Natterer-Gasse, 1916 benannt nach dem Naturforscher, Zoologen und Sammler Johann Natterer (1787–1843) und seinem Sohn, dem Arzt Johann August Natterer (1821–1900). Johann Natterer wurde 1809 Assistent am Hof-Naturalien-Cabinet. 1817 nahm er an der Hochzeitsfahrt der Erzherzogin Maria Leopoldine nach Brasilien teil und bereiste anschließend fast 20 Jahre, bis 1836, das Land. Von dort brachte er eine reiche Sammlung nach Wien zurück: 12.000 Vögel, 24.000 Insekten sowie zahlreiche Säugetiere, Reptilien und Fische, die in das Naturalienkabinett (heute: Naturhistorisches Museum) kamen. Sein Vater Josef Natterer (1754–1823) war Falkner und Ornithologe; seine Sammlung heimischer Vögel und Säugetiere bildete den Grundstock der Wirbeltiersammlung des Naturalienkabinetts.[11] Sein Bruder Joseph Natterer (1786–1852) war ebenfalls Ornithologe und ab 1806 Mitarbeiter des Naturalienkabinetts.[12] Sein Sohn Johann August Natterer (1821–1900) war Mediziner, bis 1874 praktischer Arzt in der Leopoldstadt und 1861–1879 Mitglied des Wiener Gemeinderats. Er beschäftigte sich auch mit wissenschaftlichen Experimenten und mit der Entwicklung der Fotografie.[13] Dessen Sohn Konrad Natterer (1860–1901) war Chemiker und Professor an der Universität Wien.[14]

## E

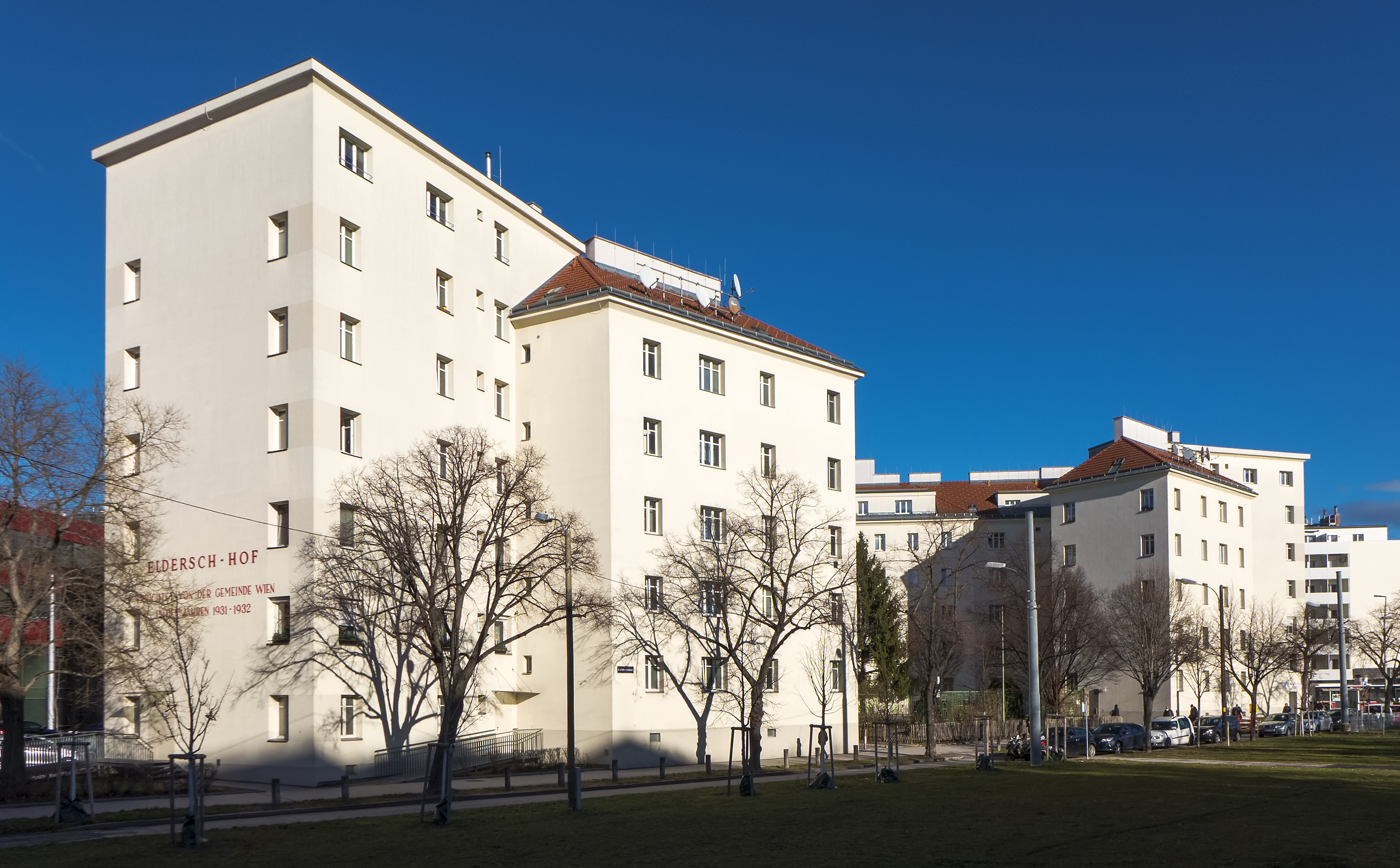
Gemeindebau am Elderschplatz

- Eberlgasse, 1888 benannt nach dem Holzhändler Karl Eberl (1820–1887); er war ab 1868 Mitglied des Leopoldstädter Bezirksausschusses, ab 1871 Mitglied des Ortsschulrats und 1875–1887 Mitglied des Wiener Gemeinderats. Eberl gehörte der „Mittelpartei“ an und war Vorstand des Holzhändlergremiums.
- Eduard-Lang-Weg, 1997 benannt nach dem Unternehmer Eduard Lang (1912–1995); der gelernte Goldschmied kaufte ab 1952 zahlreiche Fahrgeschäfte im Wurstelprater, wurde damit erfolgreich und besaß letztlich 11 Betriebe. Von 1980 bis zu seinem Tod 1995 war er Obmann des Verbandes der Praterunternehmer; er wurde volkstümlich als „der letzte König des Wiener Praters“ bezeichnet.[15] Der Weg, der die Trasse der Liliputbahn ein Stück weit begleitet, bildet mit ihr die südliche Begrenzung des Wurstelpraters zum grünen Prater.
- Elderschplatz, 1933 benannt nach dem Politiker Matthias Eldersch (1869–1931); er war 1901–1911 Abgeordneter zum Reichsrat, 1911 Reichskommissar für die Krankenkassen und 1919–1920 Abgeordneter zur Konstituierenden Nationalversammlung. 1919/1920 war er in der Staatsregierung Renner III Staatssekretär (= Minister) für Inneres und Unterricht, 1919–1923 Mitglied des Wiener Gemeinderates. Von 1920 bis zu seinem Tod war Eldersch Abgeordneter zum Nationalrat (SDAP), 1930/1931 auch Nationalratspräsident. Der 1930/1931 errichtete Gemeindebau Elderschhof am Elderschplatz 1–2 wurde 1933 ebenfalls nach ihm benannt. Der Platz hieß 1897–1933 Santa-Lucia-Platz (nach Santa Lucia bei Verona, wo Feldmarschall Radetzky 1848 gegen die Piemontesen kämpfte); 1937–1947 hieß er Vierundachtzigerplatz (nach dem niederösterreichischen k.u.k. Infanterieregiment Nr. 84 Freiherr von Bolfras, dessen Soldaten meist Wiener waren und dessen I. Bataillon in der anrainenden Erzherzog-Albrecht-Kaserne stationiert war); ab 1947 hieß er wieder Elderschplatz.
- Elsa-Bienenfeld-Weg, 2019 benannt nach der Musikhistorikerin und Musikkritikerin Elsa Bienenfeld (1877–1942); sie promovierte 1904 als erste Frau am Institut für Musikwissenschaft der Universität Wien. Sie unterrichtete an Volkshochschulen und an der Wiener Urania.
- Engerthstraße, 1886 benannt nach dem Architekten und Ingenieur Wilhelm von Engerth (1814–1884), Direktor der Staats-Eisenbahn-Gesellschaft (ab 1855). Bekannt wurde er als der Entwickler der für die Semmeringbahn entworfenen Engerth-Lokomotive, der ersten praxistauglichen Gebirgslokomotive. Engerth war einer der eifrigsten Förderer der Wiener Donauregulierung: Die nach ihm benannte lange, zur Donau im 20. und 2. Bezirk rechtsufrig parallele Straße entstand durch diese. Er erfand 1873 das Schwimmtor in der Nähe der späteren Nußdorfer Sperranlage, durch das der Donaukanal vor Eisstößen und Überschwemmungen geschützt wurde.
- Emilie-Turecek-Promenade, 2022 benannt nach der Volkssängerin Emilie Turecek (1846–1889). Die allgemein als Fiaker-Milli bekannte Entertainerin war eine populäre Interpretin der damals beliebten Fiakerlieder, Aufsehen erregten auch ihre für die damalige Zeit gewagten Bühnenkostüme (Jockey-Dressen mit enganliegenden kurzen Hosen und Reitgerte).  Ein beträchtlicher Teil ihrer Einkünfte kam karitativen Einrichtungen zugute. Nachdem sie einen Fuhrwerksbesitzer geheiratet hatte, wollte sie sich dem Unternehmen widmen, scheiterte aber als Geschäftsfrau. Sie starb erst 42-jährig an Leberzirrhose, blieb aber im volkstümlichen Gedächtnis noch lange populär. In der Oper Arabella kommt sie als Rolle für eine Gesangseinlage vor. Die Promenade ist ein Teil des Gehweges entlang des Donaukanals, zwischen Franzensbrücke und Rotundenbrücke.
- Ennsgasse, 1891 im nach der Donauregulierung neu angelegten Stuwerviertel benannt nach der Enns, einem südlichen Nebenfluss der Donau. Sie ist mit 254 km der längste Binnenfluss Österreichs und bildet im Unterlauf die Grenze der Bundesländer Oberösterreich und Niederösterreich, einst offiziell Österreich ob der Enns und Österreich unter der Enns. Der Name des Flusses und der gleichnamigen Stadt Enns geht auf den römischen Ortsnamen Anisa zurück, der wiederum keltische Wurzeln hat.
- Erlafstraße, 1889 bzw. 1905 benannt nach der Erlauf, einem südlichen Nebenfluss der Donau in Niederösterreich sowie teilweise auch in der Steiermark. Der heutige Name des Flusses entstand aus der früheren Namensform Erlaf. In der Zeit der Römer hieß der Fluss Arelape, gleich wie ein römischer Flottenstützpunkt an der Donau. Die Erlauf ist insgesamt etwa 70 km lang und mündet bei Pöchlarn in die Donau. Die Schreibweise der Straße war 1889–1905 Erlaufstraße. Bis 1906 war die heutige Arnezhoferstraße Teil der Erlafstraße.
- Ernst-Melchior-Gasse, 2001 benannt nach dem Fußballspieler Ernst Melchior (1920–1978); der rechte Flügelstürmer galt als einer der erfolgreichsten und populärsten Spieler der frühen österreichischen Nachkriegszeit. Er kam 1946 zur Wiener Austria, erzielte in 158 Meisterschaftsspielen 122 Tore für die Austria, die mit ihm drei Mal österreichischer Meister wurde. 1953 ging er nach Frankreich, spielte für den FC Rouen und den FC Nantes und war ab 1959 als Trainer bei mehreren europäischen Vereinen tätig. Die Gasse entstand, als die nördliche Straßenseite der Lassallestraße verbaut wurde, was der erste Schritt zur neuen Nutzung des Nordbahnhofgeländes war. 2008 wurde sie im Projektstadium nach Norden bis zur projektierten Verlängerung der Schweidlgasse verlängert.
- Ernst-Renz-Gasse, 1993 benannt nach dem deutschen Artisten und Zirkusdirektor Ernst Renz (1815–1892); er gründete 1842 einen Wanderzirkus, siedelte sich 1846 in Berlin an und benannte ab 1850 sein Unternehmen „Circus Renz“. Sein Unternehmen wurde zum bekanntesten Zirkus Europas und besaß feste Zirkusbauten in Berlin, Wien, Hamburg und Breslau. Der Wiener Circus Renz wurde 1854 in der Großen Fuhrmanns-Gasse (seit 1862: Zirkusgasse) eröffnet und 1883–1884 umgebaut. Er wurde im November 1944 durch einen Bombenangriff stark beschädigt und 1957 abgetragen. Die an seiner Stelle errichtete Wohnhausanlage heißt Renzhof; die gegenüber neu angelegte Gasse befindet sich in unmittelbarer Nähe zum einstigen Zirkusstandort.[16] Siehe auch Zirkusgasse.
- Eva-Popper-Weg, 2019 benannt nach Eva Popper (1942–1943); das Kleinkind wurde vom Nordbahnhof ins KZ Theresienstadt deportiert und verstarb dort. Der projektierte Verkehrsweg im nördlichen Teil des Nordbahnviertels schien 2011 bis 2019 in Stadtplänen als Eva-Popper-Gasse auf. Der Grund für die Umbenennung ist eine Änderung des Bebauungskonzepts: in der Gegend des projektierten Weges wird sich eine „Stadtwildnis“ erstrecken.

## F

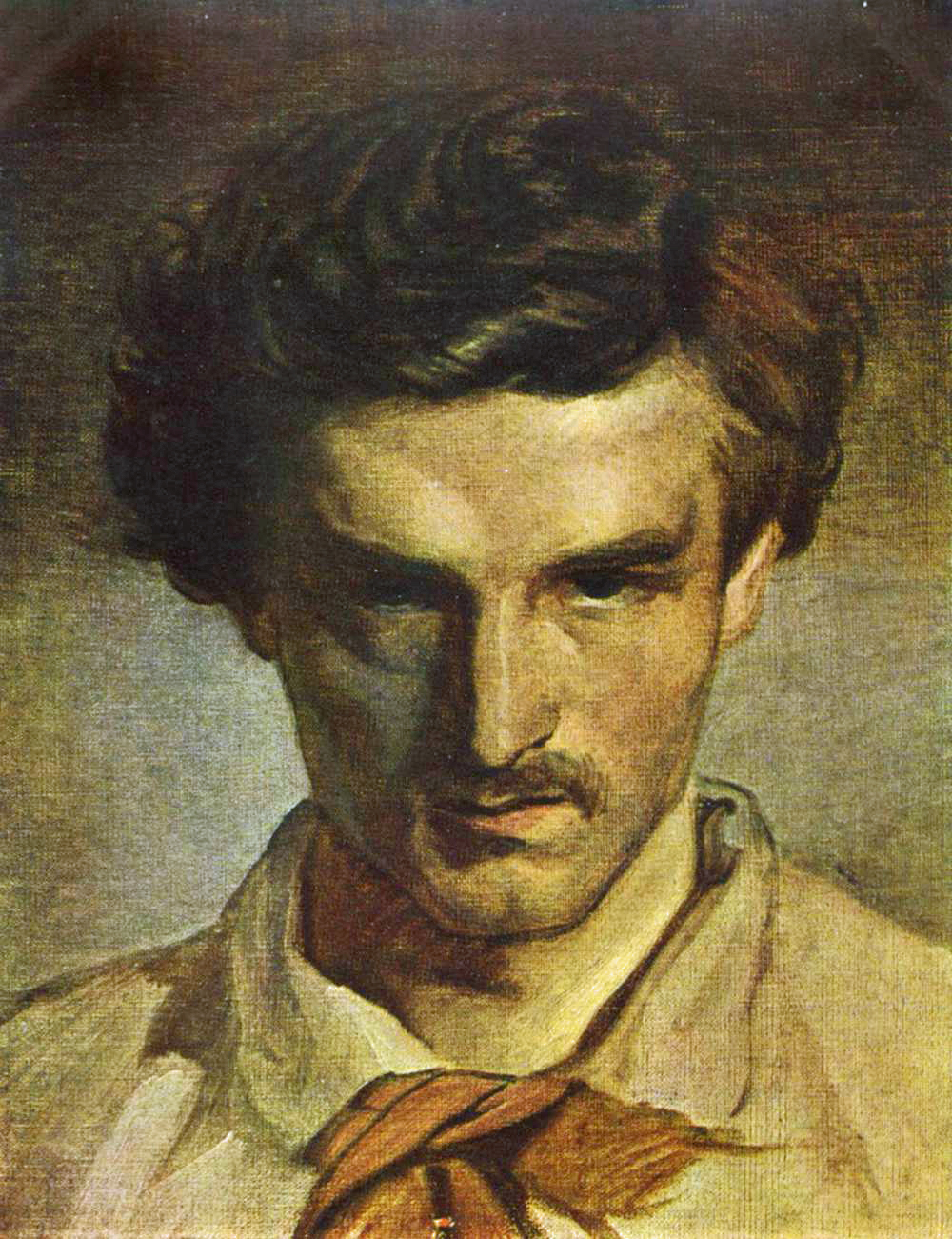
Anselm Feuerbach

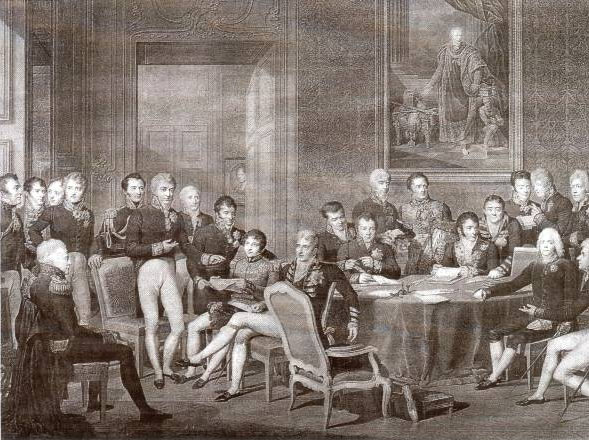
Wiener Kongress

- Fanny-Mintz-Gasse, 2008 benannt nach der Ärztin Fanny Mintz (1892–1944); sie wurde 1943 vom Nordbahnhof weg ins KZ Theresienstadt deportiert, von dort 1944 ins KZ Auschwitz gebracht und ist seither verschollen.[17] Die Gasse befindet sich auf dem Stadterweiterungsgebiet Nordbahnhofgelände.
- Ferdinandstraße, 1840 benannt (ursprünglich Ferdinandsstraße) nach Kaiser Ferdinand I.; er war von 1835 bis 1848 Kaiser von Österreich und König von Böhmen. Er galt als entscheidungsschwach und als Monarch teilweise handlungsunfähig. Im Laufe des Jahres 1848 „verbrauchte“ der ratlose Kaiser nicht weniger als sechs Ministerpräsidenten. In der Folge dankte er auf Anraten seiner Familie zugunsten seines Neffen Franz Joseph ab. Die Kaiser Ferdinands-Nordbahn (heute: Nordbahn) wurde 1837 nach ihm benannt, ebenso 1819 die Ferdinandsbrücke (heute: Schwedenbrücke) und 1841 die Kaiser-Ferdinand-Infanteriekaserne (später: Heumarktkaserne, 1910 abgerissen). Die Straße hieß früher An der Holzstätte; um 1830 reichte diese, da die Südseite größtenteils unverbaut war, bis zum Donaukanal. An der heutigen Abzweigung der Straße von der Praterstraße wurde 2021 der Adele-Perlmutter-Platz benannt.
- Feuerbachstraße, 1899 benannt nach dem deutschen Maler Anselm Feuerbach (1829–1880); er kam 1872 nach Wien und wurde Professor an der Akademie der bildenden Künste. Hauptthema seiner Malerei war die Sehnsucht nach Idealität, wie er sie in einer verklärten Antike sah. Feuerbachs Bilder sind von feierlicher Erhabenheit und zeigen idealistische, hoheitsvolle Figuren mit strenger Gestik. Seine Bilder galten zeitweise als überholt, weil er zu offensichtlich den großen Renaissance-Vorbildern Raffael und Tizian nacheiferte.
- Fischergasse, 1864 offiziell benannt zur Erinnerung daran, dass Fischer die ersten Bewohner des Unteren Werds waren, aus dem später die Leopoldstadt entstand. („Werd“ oder „Wörth“ ist mittelhochdeutsch für Flussinsel.) Ein großer Teil des Unteren Werds war Auwald, der von vielen Donauarmen durchzogen wurde, deren Lauf sich durch Hochwässer stark verändern konnte. Die Gasse schien in Lehmann bereits 1859 als Fischergasse auf; 1862–1864 hieß sie Obere Fischergasse, die benachbarte Aspernbrückengasse hieß in diesem Zeitraum Untere Fischergasse.
- Floßgasse, 1862 benannt nach den Holzflößen, die hier an einer Lände am nördlichen Ufer der Donau (heute: Donaukanal) anlegten. Die Gasse hieß auf dem Vasquez-Plan um 1830 und in Lehmann 1859 Kleine Schiffgasse; sie verläuft parallel zur Großen Schiffgasse.
- Förstergasse, 1886 benannt nach dem Architekten Ludwig Förster (1797–1863); er gründete 1836 die „Allgemeine Bauzeitung“ und war 1842–1845 Professor an der Wiener Akademie. Ab 1839 war er freischaffender Architekt, in seinem Atelier arbeitete unter anderem der junge Otto Wagner. Von 1846 bis 1852 war Förster gemeinsam mit seinem Schwiegersohn Theophil von Hansen tätig und beteiligte sich an der Planung der Wiener Ringstraße. 1854–1858 baute er den 1938 zerstörten Leopoldstädter Tempel.
- Fortunagasse, nicht amtlich benannter Weg im Wurstelprater. Die Fortuna, eine mehr als drei Meter hohe Frauengestalt, war Mittelpunkt eines Ringelspiels, das an der Straße des 1. Mai lag. Sie wurde noch vor dem großen Praterbrand modernisiert, danach bot der Besitzer die Fortuna und andere Teile des Ringelspiels dem Praterhistoriker Hans Pemmer an; siehe den Hans-Pemmer-Weg. Pemmer bewahrte die Fortuna dann bis zur Errichtung des Pratermuseums in seiner Wohnung auf. 1966 wurde eine Kopie der Figur im Wurstelprater aufgestellt.[18]
- Franzensbrückenstraße, 1845 als Gasse, 1875 als Straße benannt nach der Franzensbrücke über den Donaukanal. Nach einem hölzernen Vorgängerbau aus dem Jahr 1782 wurde die Brücke 1801–1803 als Weißgerberbrücke erbaut (benannt nach der Vorstadt Weißgerber). 1825 wurde die Brücke auf einem Stadtplan bereits als Franzensbrücke eingetragen, 1848 erfolgte die offizielle Benennung nach Kaiser Franz II., König aus dem Haus Habsburg-Lothringen und letzter Kaiser des Heiligen Römischen Reiches, von 1804 bis 1835 als Franz I. Kaiser von Österreich. Vor der definitiven Benennung der Brücke hieß die Straße bis 1845 Franzallee bzw. Franzensallee (auf dem Vasquez-Stadtplan um 1830 Franzens-Allee-Brücken-Gasse) nach dem römisch-deutschen Kaiser Franz I. Stephan von Lothringen, in der Habsburgermonarchie Mitregent und Ehemann von Maria Theresia;[19] siehe die Lothringerstraße im 1., 3. und 4. Bezirk. Siehe auch Fugbachgasse.
- Franz-Hochedlinger-Gasse, 1919 benannt nach dem Kaufmann Franz Hochedlinger (1833–1917), Mitglied des Wiener Gemeinderats (1877–1880) und Hausbesitzer; er stiftete der Gemeinde Wien eines seiner Häuser für wohltätige Zwecke. Die Gasse war vorher (ebenso wie die 1862 benannte Floßgasse) Teil der Kleinen Schiffgasse, die um 1830 im Abschnitt Untere Augartenstraße–Schiffamtsgasse noch nicht bestand.
- Freudenauer Hafenstraße, 1894 benannt nach dem Freudenauer Winterhafen an der Donau. Der Hafen wurde 1899–1902 erbaut; schon vor der Fertigstellung suchten hier während der Wintermonate Schiffe Schutz, darunter einmal fünf Schiffmühlen und ein Wiener Strombad. 1925 befand sich hier im Winterhafen ein Landeplatz für Schwimmer- und Flugboote, der von der ÖLAG und der ungarischen Fluglinie Aero-Express genutzt wurde. Vor 1927 und 1945–1958 war die die Donau rechtsufrig begleitende Straße, eine Verlängerung des Straßenzuges Handelskai–Hafenzufahrtsstraße, eine Sackgasse; seit 1958 verbindet die im Südosten anschließende Freudenauer Hafenbrücke die Straße über Hafen und Donaukanal hinweg mit dem Simmeringer Bezirksteil Kaiserebersdorf. Siehe auch Hafenzufahrtsstraße, Handelskai und Seitenhafenstraße.
- Freudplatz, 2014 benannt nach dem Neurologen, Tiefenpsychologen, Kulturtheoretiker und Religionskritiker Sigmund Freud (eigentlich Sigismund Schlomo Freud, 1856–1939) und seiner Tochter, der Psychoanalytikerin Anna Freud (1895–1982). Sigmund Freud gilt als Begründer der Psychoanalyse und als einer der einflussreichsten Denker des 20. Jahrhunderts; seine Theorien und Methoden werden bis heute kontrovers diskutiert. Anna Freud lebte ab 1938 in Großbritannien und beschäftigte sich vor allem mit Kinderanalyse. Der Platz ist die nordöstliche Verlängerung der Straße des Ersten Mai im Prater und war zuvor Teil der Messestraße. Neben dem straßenförmigen Platz wurde auf dem westlichsten Teilstück des Areals der Weltausstellung 1873 und späteren Messegeländes bis 2015 das neue Gebäude der Sigmund-Freud-Privatuniversität gebaut.
- Friedensgasse, 1876 benannt nach einem Friedensfest oder Friedenskongress im Prater. Die Benennung ist unklar. Möglicherweise bezieht sie sich darauf, dass die Weltausstellung 1873 von Politikern als „völkerverbindendes Friedensfest“ bezeichnet wurde.[20]
- Friedl-Dicker-Brandeis-Promenade, 2022 benannt nach der Malerin, Designerin und Innenarchitektin Friedericke Dicker-Brandeis. Sie war Schülerin von Johannes Itten am Bauhaus in Weimar und stand im Kontakt mit einer Reihe von Künstlern aus diesem Umfeld. Sie gründete mit Franz Singer eine Ateliergemeinschaft in Berlin, bei der sie sich auf Innenarchitektur spezialisierte, gründete aber 1931 in Wien ihr eigenes Atelier. 1936 emigrierte sie in die Tschechoslowakei, wurde aber 1942 nach Theresienstadt deportiert und 1944 im KZ Auschwitz ermordet. Die Promenade ist ein Teil des Gehweges entlang des Donaukanals, zwischen Rossauer Brücke und Schützenhaus.
- Friedrich-Hillegeist-Straße, 1980 benannt nach dem Gewerkschafter Friedrich Hillegeist (1895–1973); er war 1945–1963 Vorsitzender der Gewerkschaft der Privatangestellten (GPA) und Obmann der Angestelltenversicherungsanstalt, 1959–1962 Vizepräsident des ÖGB, sowie Präsident des Hauptverbandes der Sozialversicherungsträger. 1945–1962 war er Abgeordneter zum Nationalrat (SPÖ) und 1961–1962 Zweiter Präsident des Nationalrates. Die sehr kurze Straße hieß vorher 1911–1980 nach Franz Schalich (1845–1910), Nordbahnsekretär und Gemeinderat 1908–1910, Schalichgasse. Die aus der Fusion der von Hillegeist geleiteten Angestelltenpensionsversicherung und der für Arbeiter zuständigen Anstalt hervorgegangene einheitliche Pensionsversicherungsanstalt hat hier ihren Sitz.
- Friedrich-Wilhelm-Raiffeisen-Platz, 1997 benannt nach dem deutschen Beamten und Sozialreformer Friedrich Wilhelm Raiffeisen (1818–1888). Auf Grund wirtschaftlicher Probleme der Landbevölkerung gründete er 1862 einen Darlehensverein, aus dem sich die Raiffeisenorganisation entwickelte. „Raiffeisen“ ist heute der Marken- bzw. Namensteil von weltweit mehr als 330.000 Unternehmen. Der österreichische Raiffeisenverband wurde 1898 gegründet und umfasst u. a. die Raiffeisengenossenschaften und die Raiffeisen Zentralbank. Mit über 50.000 Mitarbeitern ist die Raiffeisengruppe der größte private Arbeitgeber Österreichs. Der Platz (eigentlich die Kreuzung Hollandstraße / Obere Donaustraße) wurde auf Initiative des Raiffeisenverbands benannt; hier befindet sich dessen Zentrale im „Raiffeisen-Haus“.
- Fruchtgasse, 1862 neu angelegt, aber als namenlose Verbindung zwischen dem heutigen Czerninplatz und dem Donaukanalufer bereits um 1830 auf dem Vasquez-Stadtplan eingetragen; nach einem Magazin für Früchte und Getreide, das der Wiener Magistrat nach einer Missernte 1804 hier errichtete und das bis 1849 bestand (siehe Körnergasse, sowie Czerningasse und Czerninplatz).
- Fugbachgasse, 1862 benannt nach dem ehemaligen Fugbach im Unteren Werd (heute: Leopoldstadt). Der Fugbach war ein kleiner, schmaler Donauarm, der vom „Fahnenstangenwasser“ genannten Arm (hier landeten Holz liefernde Schiffe an mit Fahnen gekennzeichneten Stellen; auf dem heutigen Nordbahnhofgelände) über das Gebiet des heutigen Pratersterns verlief und etwa bei der heutigen Verbindungsbahnbrücke in den Donaukanal mündete.[21] Da der Bach den Prater von der Leopoldstadt abschnitt, ließ ihn Kaiser Joseph II. um 1775, als er die Gitter um den Prater entfernen und das Gelände auch nachts zugänglich machen ließ, zuschütten. Die Gegend längs des ehemaligen Bachbetts hieß nun Am Fugbach. Auf einem Teil des planierten Areals entstand schließlich die Franzensallee (heute: Franzensbrückenstraße; siehe diese). Die Fugbachgasse erinnert an den Bach, entspricht aber nicht seinem Verlauf im Teil nordöstlich des Pratersterns.

## G
- Gabelsbergergasse, 1886 benannt nach dem deutschen Beamten und Stenografen Franz Xaver Gabelsberger (1789–1849); er war mit seiner Gabelsberger-Kurzschrift der Erfinder eines kursiven (grafischen) Kurzschriftsystems und damit eines Vorläufers der heute gebräuchlichen Deutschen Einheitskurzschrift. Gabelsberger wurde der erste Parlamentsstenograf des Bayerischen Landtags. Seine Kurzschrift war das mit Abstand erfolgreichste Stenografiesystem in Deutschland und Österreich; die Zahl der systemkundigen Stenografen wurde um 1900 auf etwa vier Millionen Bürger geschätzt.
- Gabor-Steiner-Weg, 1987 benannt nach dem Unternehmer und Theaterdirektor Gabor Steiner (1858–1944). Er pachtete ab 1894 die Kaiserwiese am Beginn des Wiener Praters und ließ dort den Vergnügungspark Venedig in Wien errichten, der 1895 eröffnet wurde. 1896 pachtete er das daneben liegende Grundstück und ließ von englischen Ingenieuren das Riesenrad erbauen. 1897 wurde er Leiter von Danzers Orpheum und 1909–1912 war er Direktor des Etablissements Ronacher. Der Fußweg verbindet am nördlichen Rand der Kaiserwiese den Praterstern mit dem als Entrée zum Wurstelprater gestalteten Riesenradplatz.
- Gärtnerstraße, führt im Prater südlich des Lusthauses als Zufahrt zu Gärtnereibetrieben und Reitställen nahe der Galopprennbahn Freudenau von der Rennbahnstraße zum Kabelsteg über den Donaukanal; nicht amtlich benannt, aber schon um 1925 auf dem Stadtplan zu finden, heute auch auf dem elektronischen Stadtplan der Wiener Stadtverwaltung. Der nördliche Teil der Straße wurde bis 1969 von den Gleisen der Straßenbahnlinie 80 begleitet, die ihre Endstation beim Lusthaus hatte; im Mittelteil der Straße kreuzten bis dahin die Gleise der vom 80er abzweigenden Bedarfslinie 181 zum Rennplatz Freudenau.
- Gaudeegasse, 2021 benannter Weg im Volksprater, Verbindung von der Ausstellungsstraße südwärts zum Riesenrad. Im Mai 2021 im offiziellen Wiener Straßenverzeichnis noch nicht erfasst. Gaude(e) ist im Wiener Dialekt ein traditioneller Ausdruck für nicht näher definierte lustvolle Unterhaltung.
- Gaußplatz, 1919 benannt nach dem deutschen Mathematiker, Astronomen, Geodäten und Physiker Carl Friedrich Gauß (1777–1855). Nach ihm benannt ist unter anderem: das gaußsche Fehlerintegral, das gaußsche Gesetz in der Elektrostatik, die gaußsche Osterformel, zur Berechnung des Osterdatums, die gaußsche Normalverteilung, die gaußschen Zahlen, eine Erweiterung der ganzen Zahlen auf die komplexen Zahlen, die Gaußsche Gravitationskonstante, und viele weitere. Der Platz an der Nordwestecke des Augartens hieß ursprünglich Alter Tabor (nach der 1698 zur heutigen Straße Am Tabor im 2. Bezirk verlegten Befestigungsanlage und Brückenmautstelle) und 1868–1919 Mathildenplatz (nach Erzherzogin Mathilde, 1849–1867, der durch einen Kleiderbrand zu Tode gekommenen Tochter von Erzherzog Albrecht von Österreich-Teschen). Von den an den Platz grenzenden Liegenschaften zählen nur die Nr. 1, 2, 3 und 14 zum 2. Bezirk, alle anderen und der Platz selbst gehören zum 20. Bezirk.
- Gilmagasse, 2002 benannt nach Ferdinand Gilma (1905–1990), einem sehr wenig bekannten Sport- und Bildungsfunktionär. Laut dem Straßenverzeichnis der Stadtverwaltung veranstaltete er 1948–1985 mit seiner Gattin Hedwig Kino- und Fernsehabende. Die kurze Verbindung von der Wehlistraße zum Handelskai war lang unbewohnt (Anrainer um 1925: Margarine-, Stearin- und Kerzenfabrik) und bis 2002 unbenannt.
- Gisela-Werbezirk-Promenade, 2022 benannt nach der Schauspielerin Gisela Werbezirk (1875–1956). Ihre Theaterkarriere begann in Pressburg, danach war sie an diversen Wiener Bühnen aktiv. Sie hatte nach 1919 auch Rollen in Stummfilmen wie z. B. Die Stadt ohne Juden. 1938 emigrierte sie in die Vereinigten Staaten, wo sie in Theater, Film und Fernsehen mitwirkte, aber nur mehr kleinere Rollen bekam. Die Promenade ist ein Teil des Gehweges entlang des Donaukanals, zwischen Marienbrücke und Aspernbrücke.
- Glockengasse, benannt (Datum unbekannt, um 1830 auf dem Vasquez-Stadtplan) nach der Glockengießerei des Franz Josef Scheichel, die sich von ca. 1724 bis 1850 in dieser Gasse (heutige Nr. 10) befand. Scheichel goss u. a. 1772 die Glocken im nördlichen Heidenturm und das „Primglöcklein“ des Stephansdoms sowie Glocken für die Wallfahrtskirche Maria Taferl[22] und die Kirche von Mailberg.
- Gredlerstraße, 1897 benannt nach dem aus dem Tiroler Zillertal stammenden Juristen und Politiker Andreas von Gredler (1802–1870); er war 1835–1865 als Hof- und Gerichtsadvokat und Wechselnotar in Wien tätig. Im Revolutionsjahr 1848 wurde er für den Wahlkreis Tirol und Vorarlberg in die Frankfurter Nationalversammlung gewählt. 1848/1849 gehörte er im Kaisertum Österreich dem Konstituierenden Reichstag an. Ab 1850 saß er im Verwaltungsrat der Österreichischen Creditanstalt und wurde dafür 1869 in den Adelsstand erhoben.
- Große Mohrengasse, 1862 benannt nach dem Hausschild „Zum großen Mohren“ auf Nr. 36. Der Begriff Mohr ist eine seit dem Mittelalter verwendete deutsche Bezeichnung für Menschen mit dunkler Hautfarbe, zum Beispiel historisch in Bezug auf Mauren, oder später allgemeiner für Schwarzafrikaner. Ursprünglich bezeichnete es im Mittelhochdeutschen (in der Form mōr oder mōre) einen Mauren. Der Begriff Maure selbst stammt vom Griechischen μαῦρος, was so viel wie „schwarz, dunkel, dunkelhäutig, dunkelhaarig“ bedeutet. Die Gasse hieß vorher Große Hafnergasse bzw. Mohrengasse. Hier befindet sich ein Eingang zum seit 1614 bestehenden und bis zur Taborstraße reichenden Spital der Barmherzigen Brüder. Siehe auch die kürzere, parallele Kleine Mohrengasse.
- Große Pfarrgasse, 1770 benannt nach der Leopoldskirche. Die Pfarrkirche ist dem Heiligen Leopold geweiht und entstand auf den Grundmauern der Synagoge, die 1670 nach der im Auftrag Leopolds I. erfolgten Vertreibung der Juden aus dem Unteren Werd niedergerissen wurde (Ursprung des Namens Leopoldstadt). Erster Pfarrer war Johann Ignaz Arnezhofer, dessen antisemitische Haltung strittig ist (siehe Arnezhoferstraße). Im Zuge der Zweiten Türkenbelagerung 1683 brannte die Leopoldskirche vollständig aus und wurde 1723 neu gebaut. Siehe auch Alexander-Poch-Platz und Kleine Pfarrgasse. Die Gasse hieß im jüdischen Getto 1625–1670 Obere Gasse und nach dessen Aufhebung 1670–1770 Obere Kirchengasse.
- Große Schiffgasse, benannt (Datum unbekannt, um 1830 auf dem Vasquez-Stadtplan) nach dem ehemaligen Hausschild „Zum großen goldenen Schiff“ auf Nr. 5, das sich auf das kaiserliche Schiffamt bezog (siehe Schiffamtsgasse am nördlichen Ende der Gasse) sowie auf die Gasthöfe und Herbergen der Donauschiffer am Donaukanal (südliches Ende der Gasse). Auf Nr. 8–10 stand 1864–1938 die Schiffschul genannte Synagoge; neben dem seit damals leeren Grundstück besteht auf Nr. 8 eine nach 1945 eingerichtete Synagoge, die wieder Schiffschul heißt. Die um 1830 teilweise parallele Kleine Schiffgasse heißt heute Franz-Hochedlinger-Gasse und Floßgasse.

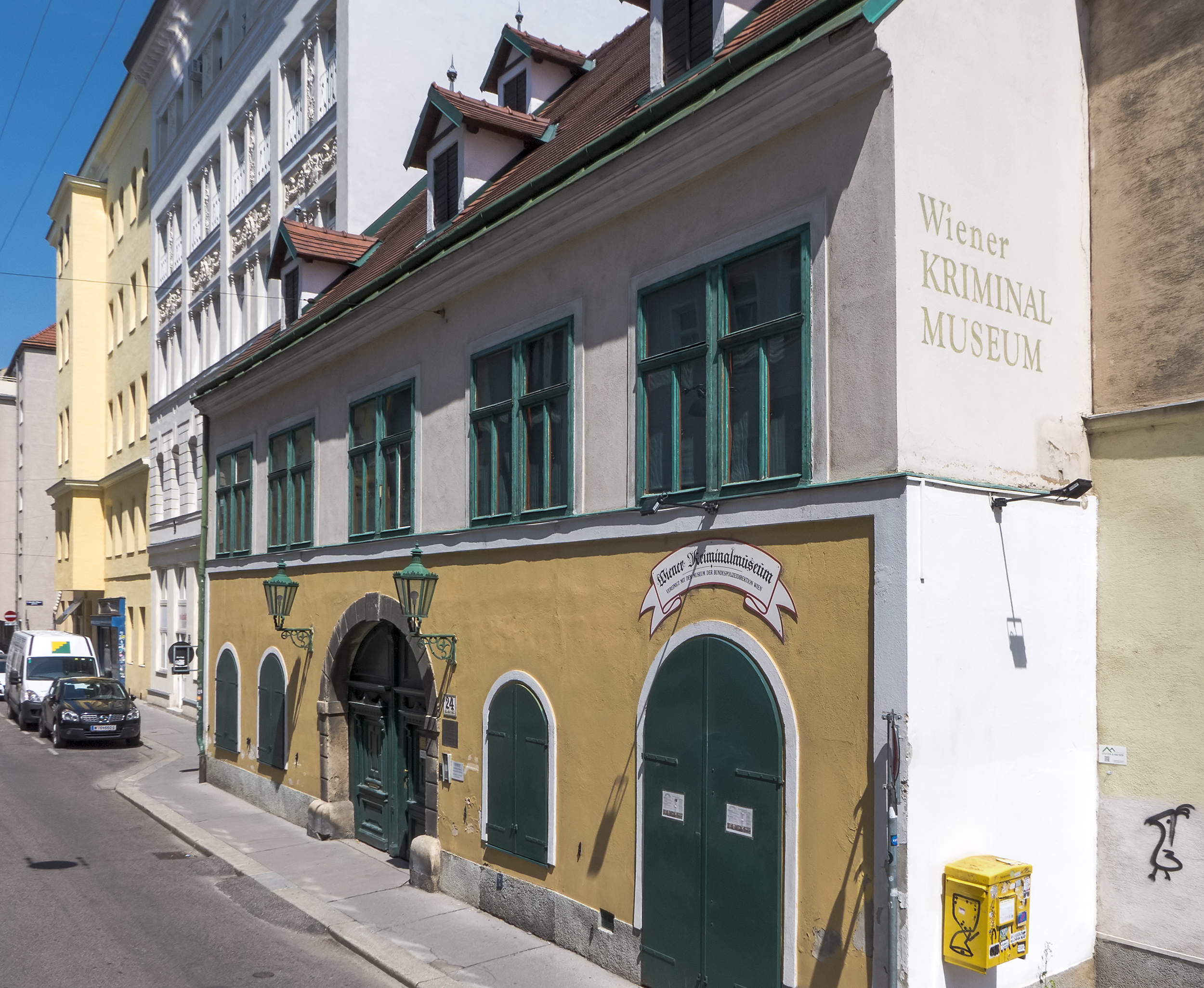
Das Wiener Kriminalmuseum in der Großen Sperlgasse

- Große Sperlgasse, 1862 benannt nach dem Tanzlokal Zum Sperl, das 1807 vom Wirt Johann Georg Scherzer eröffnet wurde; siehe auch Scherzergasse. Namensgebend war der Vorbesitzer seit 1701, Johann Georg Sperlbauer, der hier im 18. Jahrhundert das Wirtshaus „Zum Sperlbauer“ betrieben hatte. Das Lokal war sehr beliebt; Johann Strauss Vater widmete dem Lokal 1830 Sperls Festwalzer (op 30),[23] 1831 den Sperl-Galopp (op 42) und 1839 die Sperl-Polka (op 133).[24] 1857 wurde das Etablissement verkauft und verkam zu einem Treffpunkt der Halbwelt. Es wurde 1873 abgerissen; auf dem Grund an der anrainenden Kleinen Sperlgasse wurde ein Gymnasium erbaut (heute an anderem Standort: Sigmund-Freud-Gymnasium). Die Gasse hieß 1625–1670 Hauptgasse, dann ab 1670 Große Gasse und später bis 1862 Herrengasse. Auf Nr. 24 befindet sich das Wiener Kriminalmuseum, vereinigt mit dem Museum der Landespolizeidirektion Wien.
- Große Stadtgutgasse, um 1830 (mit dem westlichen Ende bei der Taborstraße; heute einen Häuserblock länger) auf dem Vasquez-Stadtplan, 1885 amtlich bestätigt, benannt nach dem ehemaligen Stadtgut im Unteren Werd (heute: Leopoldstadt). Im 14. Jahrhundert hatte Herzog Wilhelm, Sohn des Herzogs Leopold III., mehrere Inseln zwischen den Donauarmen gekauft und dann seinem Kämmerer Lorenz geschenkt. Dieser verkaufte sie 1396 an die Stadt Wien.[25] Das Stadtgut wurde zu einem Teil des Praters und ab 1684 zum Teil mit Häusern und Gärten verbaut.[26] Der verbleibende Teil wurde zu einem Vergnügungsgebiet mit Schaukeln, Kegelbahnen und anderen Belustigungen. Siehe auch Kleine Stadtgutgasse.
- Grünlandgasse, 2002 benannt nach der Kleingartensiedlung „Grünland“. Die Anlage, die trotz ihres Namens direkt am Fuß der als Hochstraße quer durch den Prater geführten, hier 1970 eröffneten Südosttangente liegt, besteht aus 188 Parzellen und wurde 1983 gegründet.[27] Die Gasse verläuft, zum Teil zwischen dieser Kleingartensiedlung und der Autobahn, von der Prater-Hauptallee, wo sie an Wiesen und Wäldchen grenzt, bis zum Handelskai an der Donau.

## H

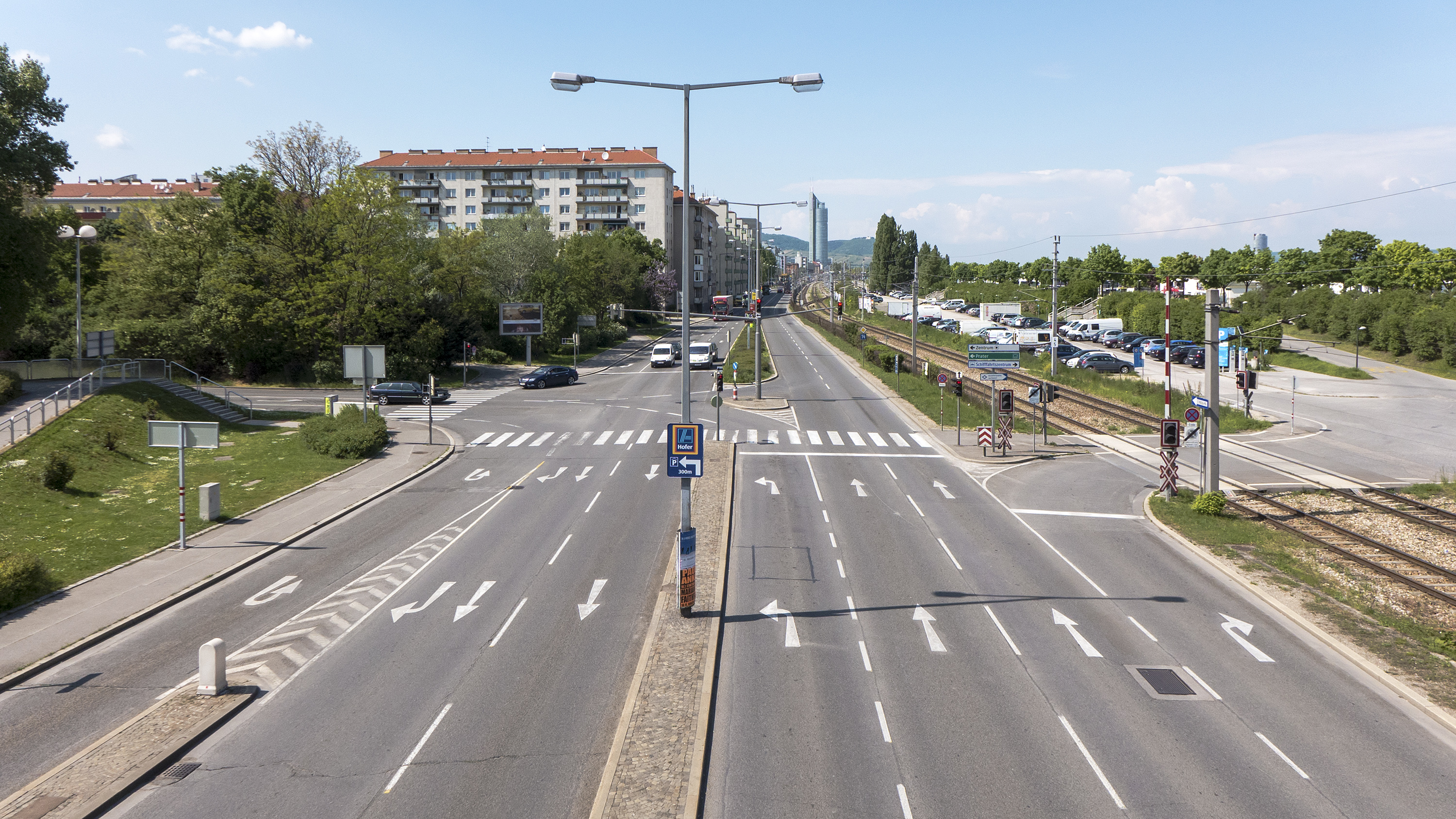
Der Handelskai, von der Reichsbrücke stromaufwärts gesehen

- Haasgasse, 1885 benannt nach dem Kaufmann Simon Anton Haas (1810–1879), Direktor der 1819 in der Leopoldstadt gegründeten Ersten österreichischen Spar-Casse. Er war 1874–1878 Bezirksvorsteher des 2. Bezirks und 1872–1879 Mitglied des Wiener Gemeinderats.
- Hafenzufahrtsstraße, 1912 benannt nach dem Freudenauer Hafen, zu dem die Straße, den Donaustrom rechtsufrig entlang, führt. Der Verkehrsweg, straßenbaurechtlich Teil der Landesstraße B14, setzt den Handelskai fort und wird seinerseits von der Freudenauer Hafenstraße fortgesetzt, die direkt durch das Hafengelände verläuft. Der Hafen wurde 1899–1902 erbaut. Schon zuvor suchten hier während der Wintermonate Schiffe Schutz in einem ehemaligen Donauarm, sodass der Hafen auch als Winterhafen bezeichnet wird.
- Hafnergasse, um 1830 als Kleine Hafnergasse (nur ein Häuserblock) auf dem Vasquez-Stadtplan, 1862 offiziell registriert, benannt nach dem ehemaligen Markt für Töpfer und Hafner, der hier ab 1671 nach der Aufhebung des Ghettos abgehalten wurde. Die Berufsbezeichnung Hafner bezeichnet in Süddeutschland, Österreich und der Schweiz das Gewerbe des Ofenbauers und bezieht sich auch auf Töpfer, die Ofenkacheln herstellen. Die frühere Große Hafnergasse wurde 1862 in Große Mohrengasse umbenannt.
- Haidgasse, 1862 offiziell benannt nach einer unverbauten Gemeindefläche, die ursprünglich als Weide diente. Im Ursprung bezeichnete das althochdeutsche Heide (auch Haide oder Heyde) einfach „unbebautes Land“. Dieser Name wurde auf die Allmendeweiden übertragen, die von allen Bauern der Gemeinde gemeinsam genutzt wurden. Jener Teil der Haidgasse, der zwischen Leopoldsgasse und Großer Sperlgasse verläuft, hieß bereits um 1830 so, die Verlängerung zur Taborstraße hieß damals Badgasse. Um 1625 hieß die Gasse im Ghetto Mittlere Gasse. Im Werd am heutigen westlichen Ende der Gasse jenseits des von ihr im Norden begrenzten Karmelitermarktes hieß um 1830 An der Haid.
- Halmgasse, 1876 benannt nach dem Dichter, Novellisten und Dramatiker Friedrich Halm (eigentlich Eligius Franz Joseph Freiherr von Münch-Bellinghausen, 1806–1871); er gilt als literarischer Repräsentant der sogenannten Makartzeit. Er übernahm 1845 mit dem Titel eines Hofrats die erste Kustosstelle an der k. k. Hofbibliothek; 1869–1871 leitete er als Generalintendant die beiden Wiener Hoftheater. Als Dramatiker gehört er in der Nachfolge Franz Grillparzers zu den beliebtesten Bühnenautoren seiner Zeit. Er hatte sogar mehr Erfolg als dieser auf dem Theater und orientierte sich gleichfalls am „spanischen Drama“.
- Hammer-Purgstall-Gasse, 1894 benannt nach dem Diplomaten und Orientalisten Joseph von Hammer-Purgstall (1774–1856), Dolmetscher und Legationssekretär in Istanbul (ab 1799), Hofdolmetscher der Hofkanzlei in Wien (ab 1807). Bekannt wurde er als Übersetzer orientalischer Literatur; er gilt als der Begründer der wissenschaftlichen Osmanistik und als österreichischer Pionier der Orientalistik. Er setzte sich für die Gründung der Akademie der Wissenschaften ein und war 1847–1849 deren erster Präsident. Die Gasse hieß vorher von 1842 an Antonsgasse (nach der heute nicht mehr vorhandenen Kirche St. Anton von Padua am Karmelitermarkt, die gleichzeitig mit dem Strafhaus abgerissen wurde); diese Benennung ging auf Antonie von Rettich geb. Lilienbrunn († 1859) und Therese von Lilienbrunn zurück, zwei Schwestern, die 1841 ihre hier gelegenen Grundstücke parzellieren und zwei Gassen anlegen ließen; die benachbarte Lilienbrunngasse geht ebenfalls darauf zurück.[28]

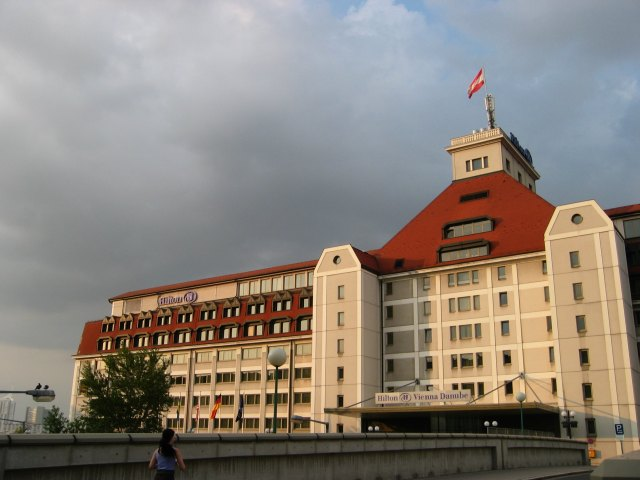
Der ehemalige Getreidespeicher am Handelskai 269 ist heute ein Hotel

- Handelskai, 1884 benannt nach dem Kai – einem durch Mauern befestigten Uferdamm – am rechten Ufer der Donau. Der Handelskai (früher Handelsquai) wurde ab 1875 nach der Wiener Donauregulierung von der damaligen nördlichen Spitze der Donauinsel oberhalb der Nordwestbahnbrücke stromabwärts parallel zum Donaustrom angelegt und nach den dortigen Anlagen der Handelsschifffahrt benannt. Er wurde sukzessive verlängert: 1892 bis zur Innstraße (ab 1900: Bezirksgrenze 2./20. Bezirk) und 1907 bis zur Aspernallee (ab der Hausnummer 454). Von dort ist seine Fortsetzung entlang der Donau die Hafenzufahrtsstraße bzw. die Freudenauer Hafenstraße bis zum südlichen Ende der Leopoldstädter Donauinsel. Er ist mit rund 8,5 Kilometer Länge eine der längsten Straßen Wiens.
- Hans-Kraus-Weg, 1997 benannt nach dem Volksschullehrer und Puppenspieler Hans Kraus (1923–1995); er gründete 1949 gemeinsam mit seiner Frau Marianne Kraus († 1999) das Wiener Urania-Puppentheater und leitete es bis zu seinem Tod 1995. Hans Kraus spielte im Puppentheater stets den Großvater Petz. Spielstätte war 1949 zunächst eine Freiluftbühne im Strandbad Gänsehäufel, 1950 wurde ein Saal in der Urania adaptiert. Das Kasperltheater mit den Figuren Kasperl und Petzi ist seit 1957 auch im ORF-Fernsehen präsent; es ist die weltweit älteste Kindersendung im Fernsehen. Der Weg befindet sich im Wurstelprater.
- Hans-Pemmer-Weg, 1997 benannt nach dem Lehrer und Heimatforscher Hans Pemmer (1886–1972); er verfasste hunderte Publikationen zum Thema Heimatgeschichte, unter anderem Bücher über die Wiener Friedhöfe und den Prater. Der Sankt Marxer Friedhof verdankt seine Erhaltung und Weiterführung als Parkanlage vor allem dem Einsatz von Hans Pemmer. Er war Mitbegründer mehrerer Bezirksmuseen und ab 1949 Leiter des Bezirksmuseums Landstraße. 1964 eröffnete das von ihm gegründete Pratermuseum neben dem Planetarium, an dem dieser Weg beim Eingang des Wurstelpraters liegt.
- Harkortstraße, 1898 benannt nach dem deutschen Eisenwarenfabrikanten Johann Caspar Harkort V. (1785–1877), Mitglied der Stahl-Dynastie Harkort. Unter seiner Leitung errichtete die Duisburger Firma anlässlich der Weltausstellung 1873 die von Carl von Hasenauer entworfene Rotunde; siehe auch Rotundenallee und Rotundenplatz. Zuvor hatte Harkort 1870 mit seinem Unternehmen die Ostbahnbrücke über den Donaukanal erbaut. Die Straße wurde 1905 bis zur Reichsbrücke verlängert; 1906 wurde ein Teil in Molkereistraße umbenannt.

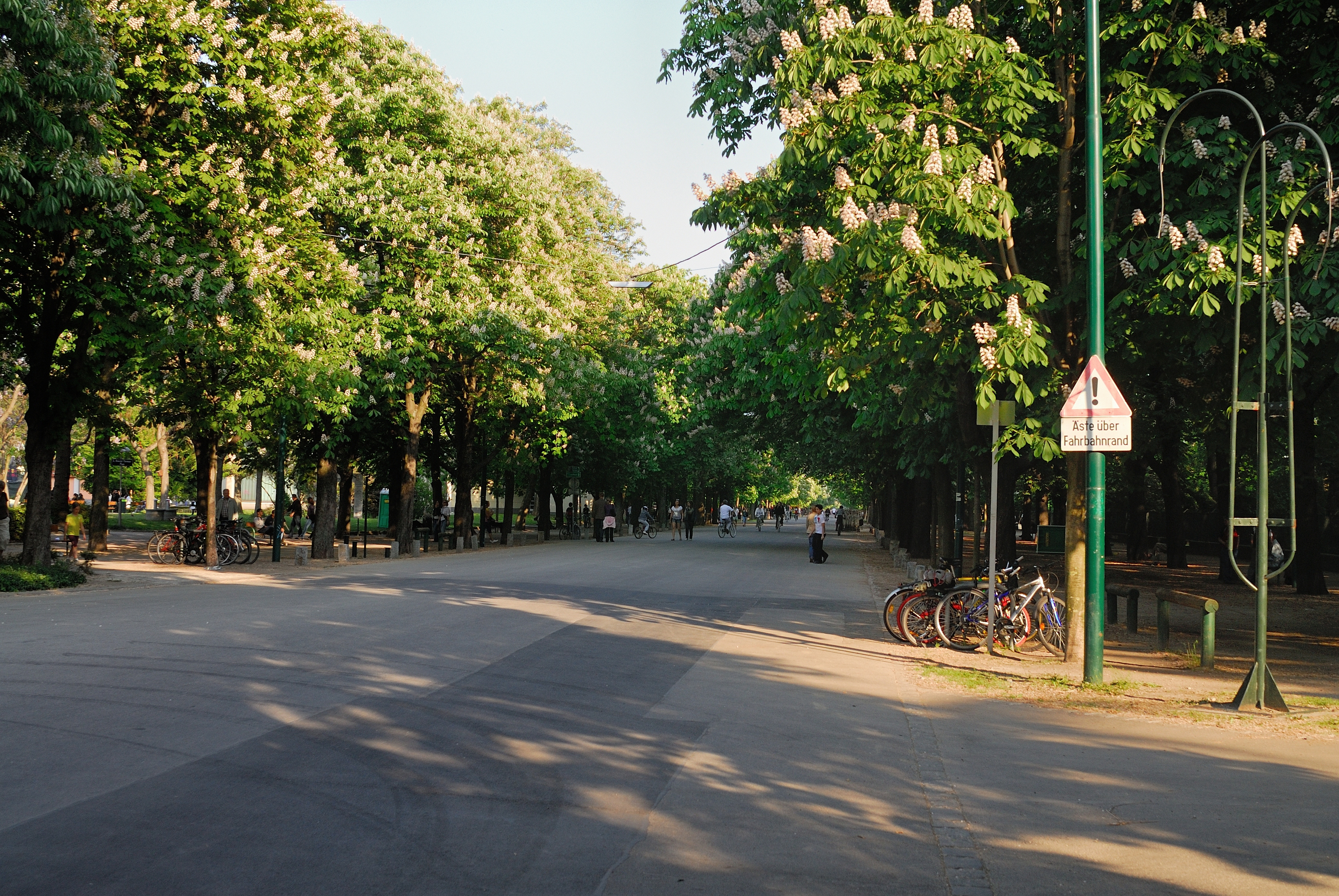
Die Hauptalle in der Nähe des Pratersterns

- Hauptallee, 1837 (volkstümlich schon früher) benannt nach ihrer Funktion als Hauptverbindung durch den Prater. Die heute 4,4 km lange Allee (bis zum Umbau des Pratersterns waren es 4,8 km) führt vom Praterstern zum Lusthaus. Sie entstand 1538 als Langer Gang durch Schlägerungen im Auwald, um eine Verbindung zwischen dem Palais Augarten und dem kaiserlichen Jagdgebiet im Prater herzustellen. Mit der heutigen Heinestraße war sie deshalb um 1830 als schnurgerade Allee vom Augarten zum Jäger-Haus auf dem Vasquez-Stadtplan verzeichnet.
- Haussteinstraße, 1899 benannt in Erinnerung an die Sprengung einer Donauinsel in Oberösterreich. Bei St. Nikola an der Donau befand sich eine Donauinsel, auf der die Ruine Hausstein stand und die eine Gefahr für die Donauschifffahrt darstellte. Nachdem der Dampfer Kaiser Franz Joseph 1854 einen Unfall hatte, wurde die Donau hier 1856–1858 reguliert[29] und die Insel („Haussteinfelsen“) samt Ruine gesprengt. Die Sprengung machte so großen Eindruck, dass eine Wiener Straße nach dem Ereignis benannt wurde. Die Haussteinkapelle in St. Nikola erinnert an die ehemalige Burg.
- Hedwiggasse, 1865 benannt nach einer Person namens Hedwig, deren Identität unbekannt ist. Vielleicht handelt es sich um eine Verwandte oder Bekannte des Bezirksvorstehers Konrad Ley.
- Heinestraße, 1919 benannt nach dem deutschen Dichter, Schriftsteller und Journalisten Heinrich Heine (1797–1856); er gilt als „letzter Dichter der Romantik“ und zugleich als deren Überwinder. Er machte die Alltagssprache lyrikfähig, erhob das Feuilleton und den Reisebericht zur Kunstform und verlieh der deutschen Literatur zuvor nicht gekannte elegante Leichtigkeit. Als kritischer, politisch engagierter Journalist, Essayist, Satiriker und Polemiker war Heine ebenso bewundert wie gefürchtet. Die Straße hieß früher Augarten-Allee (Praterplan 1825), Augarten-Alleestraße, Schavel-Allee und Kaiser-Joseph-Straße; 1938–1945 hieß sie Schönererstraße (nach Georg von Schönerer). Mit ihrer Verlängerung jenseits des Pratersterns, der Hauptallee, bildet die Straße eine schnurgerade historische Verbindung vom Augarten zum Lusthaus bzw. zum benachbarten Jägerhaus im unteren Prater.
- Helenengasse, 1865 benannt nach einer Verwandten des Bezirksvorstehers Konrad Ley.
- Henriette-Fahrbach-Promenade, 2022 benannt nach der Kapellmeisterin, Komponistin und Kaffeehausbesitzerin Henriette Fahrbach (1851–1923). Die Promenade ist ein Teil des Gehweges entlang des Donaukanals, zwischen Aspernbrücke und Franzensbrücke.
- Henriette-Willardt-Promenade, 2022 benannt nach der Schaustellerin und Raubtierbändigerin Henriette Willardt (1866–1923, Künstlername Miss Senide), die auch Inhaberin eines Pratergeschäfts war. Die Promenade ist ein Teil des Gehweges entlang des Donaukanals, zwischen Rotundenbrücke und Stadionbrücke.
- Herminengasse, 1868 benannt nach einer Verwandten des Bezirksvorstehers Konrad Ley.
- Hillerstraße, 1896 (im nach der Donauregulierung neu errichteten Stuwerviertel) benannt nach dem Offizier Johann von Hiller (1754–1819), Generalmajor (ab 1794), Feldmarschallleutnant (ab 1805). Er bewährte sich vor allem im Fünften Koalitionskrieg 1809, wo er in der Schlacht bei Aspern den rechten Flügel führte und sich gegen die französischen Truppen behaupten konnte. Daraufhin wurde er zum Feldzeugmeister (das war der höchste Rang nach dem Feldmarschall) befördert. Hiller wurde ein „Radetzky seiner Zeit“ genannt, da er nicht nur militärisch erfolgreich war, sondern wie dieser auch durch seine Fürsorge für die Truppe bei den Soldaten besonders beliebt war. Die Hillerkaserne in Linz Ebelsberg ist ebenfalls nach ihm benannt.
- Hochstettergasse, 1884 benannt nach dem Geologen, Naturforscher und Entdecker Ferdinand von Hochstetter (1829–1884). Er nahm 1857 an der Novara-Expedition teil. 1860 wurde er zum Professor für Geologie und Mineralogie an der Wiener Technischen Hochschule berufen und leitete ab 1876 als Direktor das Naturhistorische Hofmuseum (seit 1872 wurde am heutigen Gebäude des Museums gebaut; eröffnet wurde es erst 1889). Während dieser Zeit unternahm er wiederholt ausgedehnte Reisen in wissenschaftlichem Interesse. Nach Hochstetter sind mehrere geografische Orte und Tiere benannt: der Hochstetter Peak in Neuseeland, der Hochstetter-Fjord in Grönland, der Vogel Porphyrio hochstetteri, der Hochstetter-Frosch und der Pilz Entoloma hochstetteri.
- Hofenedergasse, angeblich 1862 benannt nach dem Fischhändler Karl Hofeneder (1814–1885), Mitbegründer der DDSG, der das erste Haus in dieser Gasse erbaut haben soll. Da aber die Gasse um 1830 bereits voll verbaut war und auf dem „Vasquez“-Plan eingetragen ist, ist diese in der Literatur angegebene Benennung nicht plausibel. Weiters wurde die DDSG 1829 gegründet, als Karl Hofeneder erst 15 Jahre alt war. Die Gasse dürfte also nach einer anderen, heute nicht mehr sicher identifizierbaren Person namens Hofeneder benannt sein. Möglicherweise handelt es sich um den Fischhändler Anton Hofeneder, der am 13. März 1812 in der Leopoldstadt eine Frau vor dem Ertrinken gerettet hat.[30] Altersmäßig als Mitbegründer der DDSG kommt Karl Hofeneders Vater, Anton Joseph Hofeneder (1783–1847), Salzhändler, in Frage.
- Hollandstraße, 1919 benannt zum Dank dafür, dass Holland (eigentlich: die Niederlande) nach dem Ersten Weltkrieg in den Jahren 1918–1923 humanitäre Hilfe für die Stadt Wien geleistet hatte. Die Straße, ursprünglich eine schmale Häuserzeile, hieß um 1830 Große Ankergasse (nach dem Hausschild „Zum großen Anker“ auf Nr. 6), die östlich parallele hieß Kleine Ankergasse (nach dem Hausschild „Zum kleinen Anker“ auf Nr. 8–10). Nach dem Abriss dieser Häuserzeile bekam die Straße die heutige Breite. Danach hieß sie 1883–1919 Stephaniestraße (nach Kronprinzessin Stephanie).
- Holubstraße, 1902 benannt nach dem Arzt und Afrikaforscher Emil Holub (1847–1902); er ging 1872 nach Südafrika, wo er sich in Kimberley als Arzt niederließ. Ab 1875 unternahm er mehrere Forschungsreisen durch Afrika. Holub erforschte Südafrika sowie das heutige Simbabwe und lieferte in seinen Publikationen wichtige Unterlagen für die Völkerkunde dieser Gebiete. Bei seiner Rückkehr nach Europa führte er mehr als 80 Kisten mit ethnographischen, botanischen, zoologischen und geologischen Objekten mit sich. Diese mehr als 30.000 Objekte verschenkte er an 200 verschiedene Institutionen. Holub lebte dann in der Leopoldstadt in einer Wohnung in der Rotunde, wo er auch verstarb.
- Holzhausergasse, 1872 benannt nach Ignaz Holzhauser (1758–1810); er war 1786–1810 Ortsrichter der Leopoldstadt und erwarb sich Verdienste während der französischen Besetzungen Wiens in den Jahren 1805 und 1809. Siehe auch Römisches Bad (Wien).
- Humbert-Spitzer-Platz, 2009 benannt nach dem Funktionär Humbert Spitzer (1923–2004); er war bereits bei seiner Geburt hochgradig schwerhörig und ertaubte schließlich vollständig. 1945 wurde er Mitglied des Wiener Taubstummen-Fürsorgeverbands, ab 1959 war er dessen Obmann. Er war Mitbegründer des Taubstummenheims in der Kleinen Pfarrgasse, erwirkte den Führerschein für Gehörlose und erreichte die Aufhebung des Verbotes der Gebärdensprache in den Gehörlosenschulen. Der Platz ist eine Baulücke mit der Adresse Taborstraße 40, Ecke Blumauergasse. Die Kleine Pfarrgasse zweigt gegenüber von der Taborstraße ab.

## I

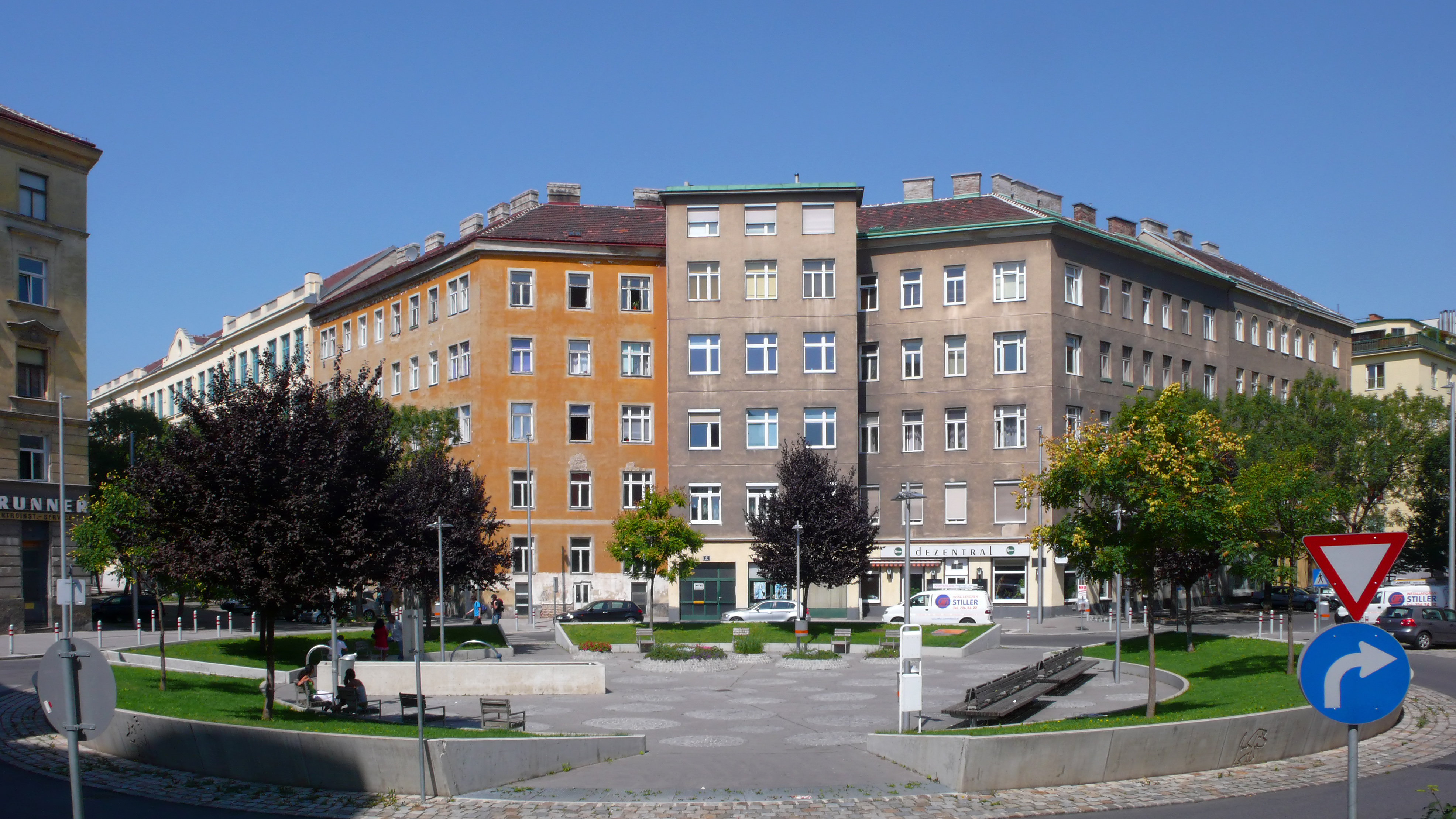
Ilgplatz

- Ilgplatz, 1899 benannt nach dem Kunsthistoriker Albert Ilg (1847–1896), ab 1873 Kustos des Museums für Kunst und Industrie in Wien, ab 1876 Kustos in den kaiserlichen Sammlungen (ab 1891: Kunsthistorisches Museum) und dort ab 1884 Direktor. Sein Hauptwerk ist die erste Monographie zu Johann Bernhard Fischer von Erlach. Zugleich war er Promotor des Neubarocks als österreichischer „Nationalstil“. Nach seinen Vorgaben wurden die Innenausstattung des Kunsthistorischen Museums und der Skulpturenschmuck der Neuen Burg gestaltet. Siehe auch Stuwerviertel.
- Im Werd, 1894 benannt zur Erinnerung an die Bezeichnung der Leopoldstädter Donauinsel als Unterer Werd („Werd“ oder „Wörth“ ist mittelhochdeutsch für Flussinsel). Die Anfänge der Besiedlung sind auf die Zeit um 1300 zu datieren. Aus dem Jahr 1368 stammt die Erwähnung einer Brücke zum Unteren Werd beim Rotenturmtor. Im 15. Jahrhundert erwarb die Stadt Wien hier Grundbesitz und Höfe; die Siedlung entstand in Augebiet, das zuvor hauptsächlich als Weideland diente. Nach der Aufhebung des jüdischen Ghettos 1670 und der Vertreibung der Juden erhielt der Untere Werd den Namen Leopoldstadt (nach Kaiser Leopold I.). Die Gasse hieß früher (z. B. Vasquez-Plan um 1830) Auf der Haid (siehe auch Haidgasse); damals stand östlich der Gasse ein Strafarbeitshaus. Seit 1910 bildet die Gasse den westlichen Rand des Karmelitermarktes.
- Innstraße, 1890 benannt nach dem Inn, einem rechten, 517 km langen Nebenfluss der Donau in Graubünden, Tirol und Bayern, in seinem Unterlauf Grenze zwischen Deutschland und Österreich. Der Name Inn leitet sich von den keltischen Wörtern en sowie enios ab, die frei übersetzt Wasser bedeuten. Die erste schriftliche Erwähnung aus den Jahren 105 bis 109 lautet: ripam Aeni fluminis, quod Raetos Noricosque interfluit (das Ufer des Flusses Inn, der zwischen den Rätern und den Norikern fließt).[31] Von der Dresdner Straße bis zum Handelskai an der Donau bildet die südliche Häuserfront der Innstraße (= gerade Hausnummern) seit 1900 die Grenze zwischen 2. und 20. Bezirk. Die Bezirksgrenze stellt die nördliche Begrenzung des in Verbauung befindlichen Nordbahnhofgeländes dar; drei bisher vom Norden in die Innstraße mündende Verkehrswege werden nach Süden in dieses Gelände verlängert.

## J
- Jakov-Lind-Straße, 2009 benannt nach dem gebürtigen Wiener Schriftsteller, Hörspielautor, Filmregisseur und Maler Jakov Lind (1927–2007). Er überlebte die NS-Zeit als „U-Boot“, emigrierte 1945 nach Palästina und schlug sich dort zunächst als Gelegenheitsarbeiter durch; ab 1954 lebte er in London. Lind verfasste in der Folge mehrere Bücher von oft autobiografischer Natur, in denen er u. a. seine Erlebnisse in Israel schildert. Die Straße verläuft am Südrand des Rudolf-Bednar-Parks im Stadtentwicklungsgebiet Nordbahnviertel und wurde bereits vor ihrer Fertigstellung benannt.
- Jantschweg, 1963 benannt nach dem Schauspieler und Theaterintendanten Heinrich Jantsch (1845–1899); er war ab 1866 in mehreren europäischen Städten als Schauspieler und Theaterdirektor tätig. 1898 übernahm er in Wien das nach seinem Vorgänger Johann Fürst benannte Fürst-Theater im Wurstelprater, das bald als Jantsch-Theater bekannt wurde. Zunächst auf heitere Theaterstücke spezialisiert, entwickelte es sich zu einem Haus, an dem auch gesellschaftspolitisch kritische Theaterproduktionen ihren Platz fanden. 1927 wurde das Theater in das Lustspielkino umgebaut; als letztes noch existierendes Praterkino brannte es 1981 ab. Der Weg befindet sich im Wurstelprater; siehe auch Johann-Fürst-Platz.
- Johann-Böhm-Platz, 2009 benannt nach dem Gewerkschafter und Politiker Johann Böhm (1886–1959), Mitglied des Wiener Gemeinderates (1927–1934), Abgeordnetem zum Nationalrat (1930–1934, SPÖ). Er gehörte 1945 zu den Gründern des Österreichischen Gewerkschaftsbundes und war 1945–1959 dessen Präsident. Böhm war einer der Hauptinitiatoren der „Sozialpartnerschaft“. An diesem Platz befindet sich seit 2010 als einzige Adresse die Zentrale des ÖGB („Catamaran“).
- Johannes-von-Gott-Platz, 2000 benannt nach dem spanischen Geistlichen Johannes von Gott (eigentlich João Ciudad Duarte, 1495–1550); er gründete 1539 ein Spital in Granada. In seiner Nachfolge entstand 1571 der Orden der Barmherzigen Brüder, der heute in 53 Ländern in der Pflege und der Fürsorge tätig ist. Das Wiener Krankenhaus der Barmherzigen Brüder, das älteste Spital Wiens, wurde 1614 gegründet. Es befindet sich seit damals an der Taborstraße und der Großen Mohrengasse, an deren Kreuzung mit der Schmelzgasse der Platz und der neuere Spitalseingang bestehen.
- Johann-Fürst-Platz, 1940 benannt nach dem Volkssänger, Schauspieler und Theaterdirektor Johann Fürst (1825–1882). Er übernahm im Wurstelprater das Schreyersche Affentheater und gründete es 1862 als Fürst-Theater neu; es zählte bald zu den beliebtesten Volksbühnen Wiens. Fürst machte sich auch einen Namen als Autor von Couplets, Volksstücken und Possen. Weiters leitete er 1865–1866 und 1871–1877 das Theater in der Josefstadt. Das Fürst-Theater wurde 1898 zum Jantsch-Theater (siehe Jantschweg), 1927 zum Lustspielkino, und brannte 1981 ab. Der Platz, heute ein Durchgang von der Ausstellungsstraße zum Riesenradplatz, befindet sich fast genau an der Stelle, an der die Vorderfront des Theaters stand.
- Josef-Fritsch-Weg, 1997 benannt nach Josef Fritsch (1912–1993); als langjähriger Obmann des Fußballvereins FS Elektra Wien machte er sich u. a. um die Modernisierung der Sportanlagen verdient. Der Verein wurde 1921 von Angestellten des Kraftwerkes Engerthstraße in der Leopoldstadt gegründet und spielt heute in der Wiener Oberliga B, der fünfthöchsten Spielklasse Österreichs. Nachdem die alte Sportanlage in der Engerthstraße einer Wohnhausanlage weichen musste, übersiedelte der FS Elektra 1980 in die neue Sportanlage der KSV Wienstrom nahe dem Ernst-Happel-Stadion, an der sich der vorher unbenannte und noch in den 1980er Jahren für eine Straßenbahnschleife genützte Weg befindet.
- Josef-Gall-Gasse, 1908 benannt nach dem Journalisten Josef Gall (1820–1898). Neben seiner Tätigkeit als Beamter („Staatshauptkassier“) schrieb er ab 1852 als politischer Journalist für mehrere Tageszeitungen. Er gründete 1861 die Korrespondenz Gall und 1875 das Wiener Communalblatt; aus diesen Medien ging 1900 die Rathauskorrespondenz hervor, die seit 1922 der amtliche Nachrichtendienst der Wiener Stadtverwaltung ist.[32][33] Siehe auch Pratercottage.
- Josefine-Lauterbach-Platz, 2022 benannt nach der Sportlerin Josefine Lauterbach (1909–1972); sie war zunächst als Handballerin aktiv und lief in dieser Sportart Ende der 1920er Jahre bei Stadtwettkämpfen für die Wiener Mannschaft auf. Als Mittelstreckenläuferin stellte sie 1927 einen österreichischen Rekord im 800-Meter-Lauf auf und nahm ein Jahr später in derselben Disziplin an den Olympischen Spielen in Amsterdam teil. Zudem gewann sie 1936 mit dem  DFC Austria die erste Damenfußballmeisterschaft und wurde Torschützenkönigin.
- Josefinengasse, 1862 benannt nach Josefa Ley (1816–1901), Frau des Bezirksvorstehers Konrad Ley (1801–1881). Ley benannte die (nach 1830 angelegte) Gasse ursprünglich im Jahr 1860 Mariengasse nach seiner Tochter Marie Kunigunde Ley; wegen der Namensgleichheit mit der Mariengasse im 1. Bezirk (heute: Ertlgasse) musste er sie jedoch nach seiner Frau umbenennen.
- Joseph-Roth-Gasse, 2001 benannt nach dem Schriftsteller und Journalisten Joseph Roth (1894–1939). Sein Frühwerk setzt sich mit den traumatischen Erfahrungen der aus dem Krieg heimkehrenden Offiziere auseinander, in seinen journalistischen Arbeiten vertrat er zunächst sozialdemokratische Standpunkte. Seine Erfolge in den 1920er Jahren und sein später Ruhm gründen sich auf die mythisierende Darstellung der Habsburgermonarchie kurz vor ihrem Untergang (Radetzkymarsch, 1932). Die neu angelegte Gasse führt im Stadterweiterungsgebiet Nordbahnhofgelände gegenüber der Venediger Au von der Lassallestraße zur später projektierten Bruno-Marek-Allee.
- Judith-Deutsch-Steg, 2014 benannt nach der Sportlerin Judith Deutsch (1918–2004); sie war in den 1930er Jahren lange Zeit hindurch die österreichische Rekordhalterin über alle Kurz-, Mittel- und Langstrecken im Schwimmsport. 1935 wurde sie zur Österreichischen Sportlerin des Jahres gewählt. 1936 weigert sie sich, an den Olympischen Spielen teilzunehmen, wurde als Folge lebenslang gesperrt und emigrierte noch im selben Jahr nach Palästina. Steg über den Handelskai in Verlängerung der Holubstraße.
- Jungstraße, 1905 benannt nach dem Unternehmer Karl Jung (1848–1905), in der Leopoldstadt ansässigem Hersteller von Backöfen; er war 1902–1905 Mitglied das Wiener Gemeinderats. Die Straße liegt am Südrand des von 1957 an abgesiedelten städtischen Reservegartens, auf dessen Areal Bauten in Grünanlagen errichtet wurden, mitten im Stuwerviertel.

## K

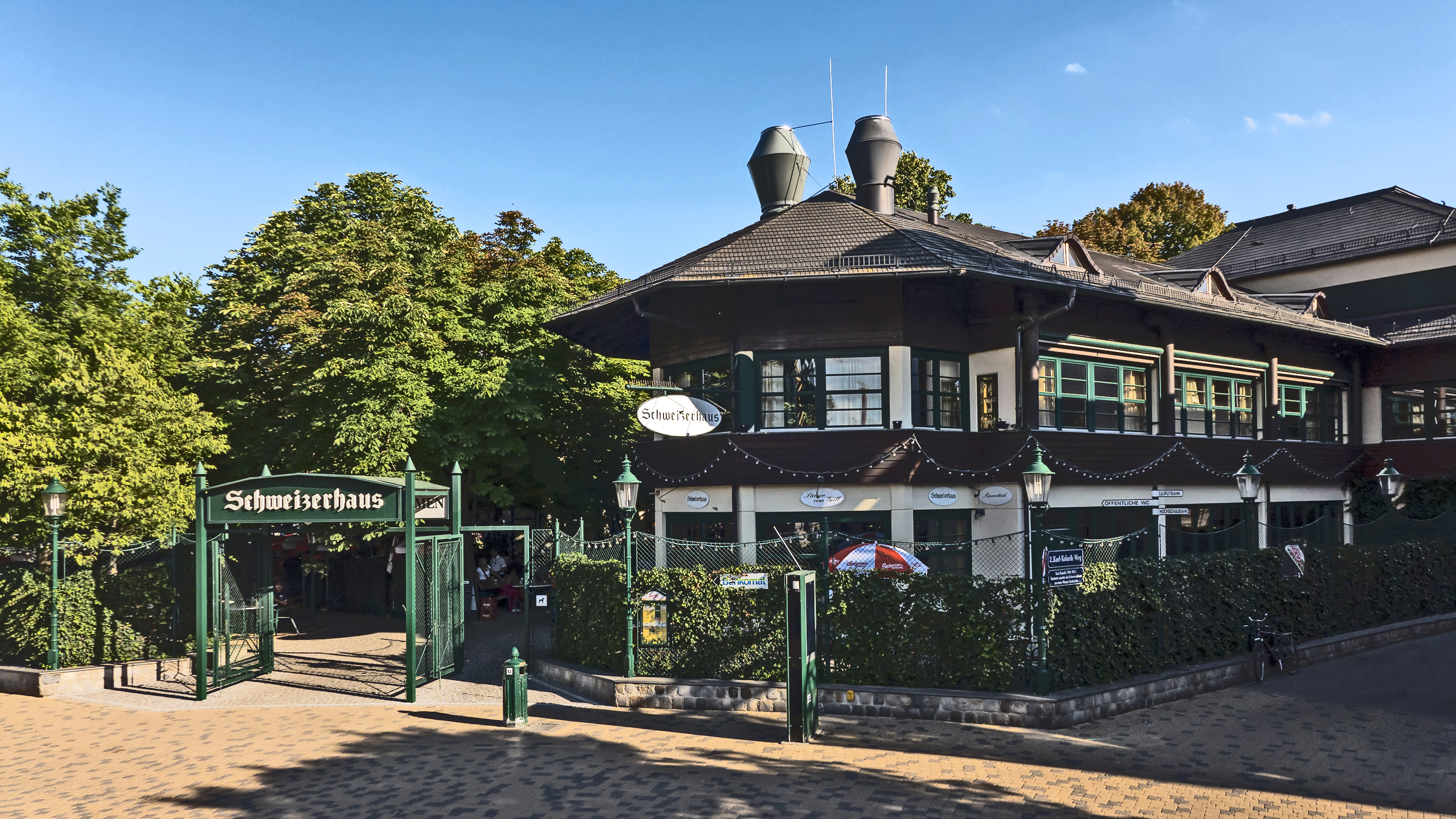
Das Schweizerhaus an der Straße des Ersten Mai. Hinter dem Gebäudeteil rechts verläuft der Karl-Kolarik-Weg.

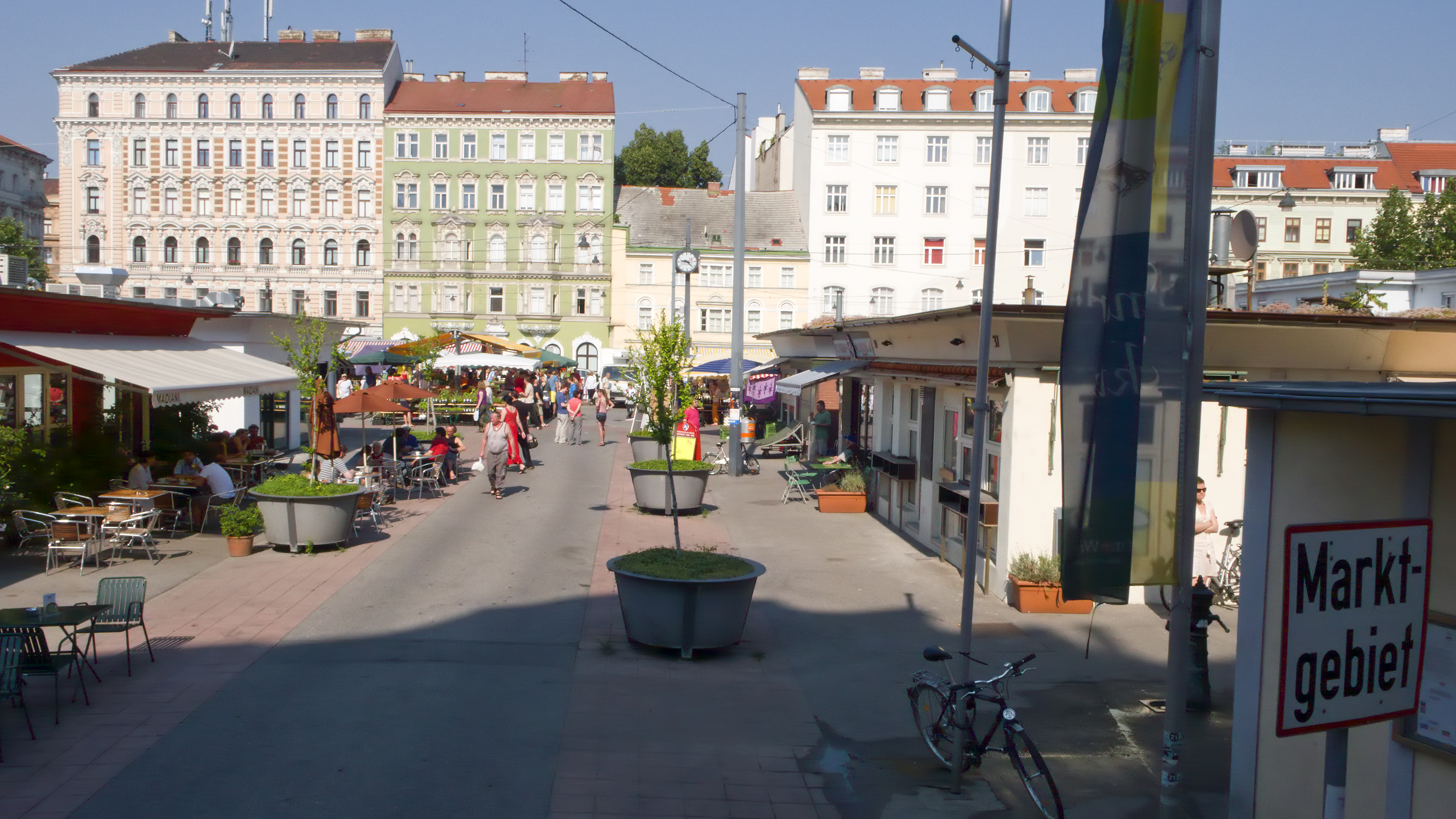
Der Karmelitermarkt: keine Verkehrsfläche, sondern ein Marktareal.

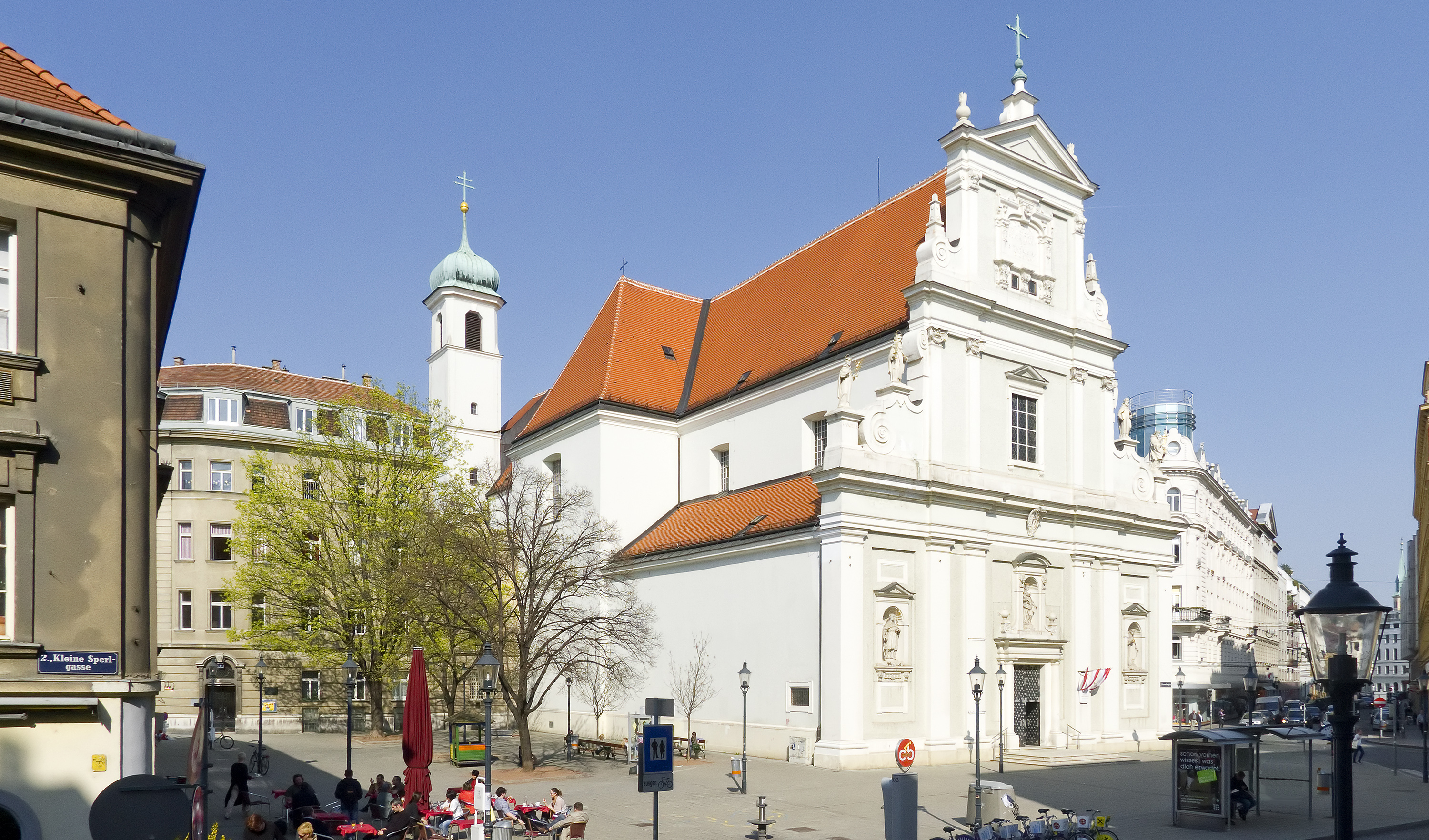
Karmeliterplatz; links vorne anschließend: Kleine Sperlgasse; links hinten: Karmelitergasse; rechts hinten: Schmelzgasse

- Kafkastraße, 1956 benannt nach dem deutschsprachigen Prager, bei Wien verstorbenen Schriftsteller Franz Kafka (1883–1924); sein Hauptwerk bilden neben drei Romanen bzw. Romanfragmenten (Der Process, Das Schloss und Der Verschollene) zahlreiche Erzählungen. Kafkas Werke wurden zum größeren Teil erst nach seinem Tod und gegen seinen erklärten Willen von Max Brod, einem engen Freund und Schriftstellerkollegen, veröffentlicht (siehe die Max-Brod-Gasse im 17. Bezirk, Hernals). Seither zählen sie zum unbestrittenen Kanon der Weltliteratur mit vielfältigen, anhaltenden Wirkungen. Die seit 1896 von der Erzherzog-Wilhelm-Kaserne (bis 2005) und bis heute von der 1991 umbenannten Erzherzog-Albrecht-Kaserne eingefasste Straße hieß vorher seit 1906 Josef-Christ-Gasse nach einem in den napoleonischen Kriegen mit dem Militär-Maria-Theresien-Orden ausgezeichneten Offizier.
- Kaiserallee, 1884 benannt nach Kaiser Franz Joseph I. (1830–1916) aus dem Haus Habsburg-Lothringen. Er war von 1848 bis zu seinem Tod 1916 Kaiser von Österreich, König von Böhmen etc. und Apostolischer König von Ungarn. Mit einer Regierungszeit von 68 Jahren saß er länger auf dem österreichischen Thron als jeder Habsburger oder Habsburg-Lothringer vor ihm. Der Franz-Josefs-Kai im 1. Bezirk, Innere Stadt, und die Kaiser-Franz-Josef-Straße im 23. Bezirk, Liesing, sind ebenfalls nach ihm benannt, ebenso die von Wien ausgehende Franz-Josefs-Bahn. Die Allee führte bis 1937 direkt auf das Südportal der Rotunde zu (heute: Rotundenplatz), später auf das Hauptportal des Messegeländes, seit 2013 auf den Neubau der Wirtschaftsuniversität Wien.
- Kanalwächterhausweg, 1998 offiziell benannter Weg, großteils entlang des Donaukanals, vom Gaswerksteg bis zur Gärtnerstraße. Die Bezeichnung war schon zuvor ortsüblich. Das Kanalwächterhaus, schon 1925 auf dem Stadtplan, steht etwa 150 m oberhalb der Ostbahnbrücke am Donaukanal. 1976 schien der Weg als Verlängerung der Schüttelstraße auf dem Stadtplan auf, von der er durch den in den 1970er Jahren entstandenen Autobahnknoten Prater getrennt ist. Die Wegführung entspricht der bis 1969 benützten Trasse der Straßenbahnlinien 80 und 181 und am Donaukanal einer Teilstrecke der Ostautobahn Richtung Stadtzentrum, an deren nördlichem Rand der Weg verläuft.
- Karl-Kolarik-Weg, 1996 benannt nach dem Gastwirt Karl Kolarik (1901–1993). Der gelernte Fleischer und Selcher übernahm 1920 das damals schon beliebte Schweizerhaus im Wurstelprater und baute es weiter aus. Seit 1926 importierte er in der Kolarik & Buben GesmbH Budweiser Bier. Das heute umsatzstärkste Lokal Österreichs bietet 2.400 Gästen Platz, davon 650 im Innenbereich und ca. 1.700 im 3.200 Quadratmeter großen Gastgarten. Der Weg befindet sich an der Seitenfront des Lokals.
- Karmelitergasse, 1905 benannt nach der Kirche und dem ehemaligen Kloster der Karmeliten in der Leopoldstadt. Der Orden der Karmeliten wurde um das Jahr 1150 am Karmelgebirge in Palästina gegründet. Die Mitglieder des in der zweiten Hälfte des 15. Jahrhunderts gegründeten weiblichen Ordenszweiges werden Karmelitinnen genannt. Am westlichen Ende der Gasse befindet sich der Karmelitermarkt, am östlichen Ende zwischen Karmeliterplatz und Taborstraße die 1620–1624 als Teil eines Klosters erbaute Karmeliterkirche. Die Gasse hieß vorher (z. B. Vasquez-Plan um 1830) Josephsgasse nach dem Hl. Josef, Schutzpatron der Karmeliterkirche, und mündete westlich neben der Kirche in die Kleine Sperlgasse (dieser Gassenteil gehört seit 1905 zum Karmeliterplatz); der geradlinigen Fortsetzung der Karmelitergasse zur Taborstraße stand das Karmeliterkloster im Weg. Bei dessen Demolierung 1904–1906 wurde die Gasse an die Nordseite der Kirche verlegt. Siehe auch die Karmeliterhofgasse im 15. Bezirk Rudolfsheim-Fünfhaus.
- Karmelitermarkt, marktrechtliche Bezeichnung für das keine Verkehrsfläche bildende Areal, in den elektronischen Stadtplan der Wiener Stadtverwaltung übernommen (die ursprüngliche amtliche Bezeichnung Markt Im Werd hat sich nicht durchgesetzt). Der Markt wird (im Uhrzeigersinn) von Haidgasse, Leopoldsgasse, Krummbaumgasse und „Im Werd“ (mit ihren Hausnummern) begrenzt und weist selbst Stand-, aber keine Hausnummern auf. Der Name des Markts bezieht sich auf die Karmeliterkirche, vor bzw. neben der der Markt bis 1910 abgehalten wurde. Die ersten Markthütten am heutigen Standort wurden 1893 errichtet; 1910 wurde der Markt komplett hierher verlegt. Der Markt wurde namensgebend für das Karmeliterviertel, er ist nicht mit dem Karmeliterplatz zu verwechseln.
- Karmeliterplatz, 1905 benannt nach der Kirche und dem ehemaligen Kloster der Karmeliten; siehe Karmelitergasse. Als Vorplatz der Karmeliterkirche wird er durch die Taborstraße begrenzt; die Kleine Sperlgasse, vorher bis zur Taborstraße geführt, mündet in den Platz. Bis 1905 war der Großteil des heutigen Platzes Teil der Karmelitergasse, die damals neben der Kirche in die Kleine Sperlgasse mündete; der geradlinigen Fortsetzung der Karmelitergasse zur Taborstraße stand das Karmeliterkloster im Weg. Bei dessen Demolierung wurde die Gasse an die Nordseite der Kirche verlegt und der Platz benannt.
- Katharina-Ennöckl-Platz, 2024 benannt nach der Wiener Schauspielerin Katharina Ennöckl (1790–1869). Sie debütierte 1804 im Alter von 15 Jahren am Leopoldstädter Theater. Nachdem sie von 1807 bis 1813 als Vorleserin bei Aloys von Kaunitz-Rietberg tätig war, folgte ein kurzes Engagement am Theater an der Wien. 1814 kehrte sie ans Leopoldstädter Theater zurück und blieb dort bis zu ihrer Entlassung 1829 aktiv. Kurz danach heiratete sie den Schriftsteller Adolf Bäuerle; Bühnenauftritte folgten keine mehr.
- Klanggasse, 1877 erstmals in Lehmann genannt, 1954 bestätigt, nach Dominik Klang (1806–1859); er war 1847–1859 Ortsrichter in der Leopoldstadt. Es handelt sich um die Fortsetzung der Heinestraße (Allee mit Nebenfahrbahnen!) um einen Häuserblock nach Nordwesten, von der Taborstraße zur Castellezgasse. Mit dem nordwestlich anschließenden, zuvor in die Gasse einbezogenen Grünstreifen, 2008 Lili-Grün-Platz benannt, erreicht der Straßenzug die Augartenmauer. Die Gasse bestand auf Stadtplänen von 1912 und 1925 größtenteils aus einer Grünanlage bzw. Eislauf- und Tennisplätzen als Unterbrechung der kreuzenden Castellezgasse. Auf dem Stadtplan um 1960 erscheint die Gasse voll befahrbar.
- Klaschkaweg; nicht amtliche Bezeichnung für einen Weg in der Kleingartenanlage „Wasserwiese“. Die Anlage wurde 1916 unter Kaiser Franz Joseph I. aus kriegswirtschaftlichen Gründen geschaffen. Die zur Verfügung gestellten Gründe durften daher von den Siedlern nur zum Anbau von Nahrungsmitteln, im Besonderen von Gemüse und Erdäpfeln, zur Pflanzung von Obstbäumen und zur Haltung von Kleintieren verwendet werden. Diese Funktion des Gartens stand auch in den Kriegs- und Nachkriegsjahren des Zweiten Weltkriegs im Vordergrund.[34]
- Kleine Mohrengasse, 1876 benannt nach dem ehemaligen Hausschild „Kleiner Mohr“ auf Nr. 5; siehe Große Mohrengasse. Die Gasse hieß vorher Kleine Fuhrmanngasse.
- Kleine Pfarrgasse, 1770 benannt nach der Leopoldskirche; siehe Große Pfarrgasse. Die Gasse hieß vorher Rauchfangkehrergasse.

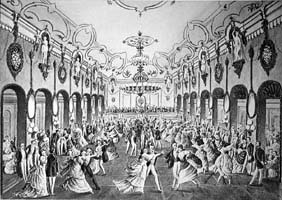
Ballveranstaltung im Sperlsaal

- Kleine Sperlgasse, 1862 benannt nach dem Tanzlokal Zum Sperl; siehe auch Große Sperlgasse. Die Gasse hieß davor (schon vor 1830) Sperlgasse.
- Kleine Stadtgutgasse, 1859 in der ersten Lehmann-Ausgabe genannt; 1885 amtlich bestätigt; nach dem ehemaligen Stadtgut im Unteren Werd (heute: Leopoldstadt). Siehe auch Römisches Bad. Die Große Stadtgutgasse ist wesentlich älter; sie war schon um 1830 auf dem Stadtplan ersichtlich.
- Kolnhoferweg, 2021 nicht amtlich benannt nach der Praterdynastie Kolnhofer. Philipp Kolnhofer (1889–1950) war ab 1921 Unternehmer im Prater. Von 1945 bis 1953 war er Präsident des Praterverbands, wo er den Wiederaufbau des zerstörten Praters vorantrieb. Sein Urenkel Stefan Sittler-Koidl ist heute Präsident des Verbands. Straße im Wurstelprater.[35]
- Komödiengasse, 1797 benannt nach dem mit seiner Seitenfront anrainenden Leopoldstädter Theater an der heutigen Adresse Praterstraße 31, das 1781 von Karl von Marinelli gegründet wurde; siehe Marinelligasse. Ab 1821 inszenierte Ferdinand Raimund hier als Regisseur, 1828–1830 leitete er das Theater; siehe Raimundgasse. 1838 kaufte Carl Carl das Schauspielhaus, ließ es neu bauen und eröffnete es 1847 als Carltheater. Hier erlebten viele Stücke des Alt-Wiener Volkstheaters von Johann Nestroy ihre Uraufführung; Nestroy war 1854–1860 auch Direktor des Theaters; siehe Nestroygasse und Nestroyplatz. 1944 wurde das Haus zerstört. In der Komödiengasse befand sich ein Kulissendepot des Theaters. Die Gasse hieß vorher Schauspielgasse.
- Konradgasse, 1854 benannt nach Konrad Ley, dem gleichnamigen Sohn des Bezirksvorstehers Konrad Ley (1801–1881).
- Körnergasse, 1862 benannt nach einem Magazin für Früchte und Getreide, das der Wiener Magistrat nach einer Missernte 1804 hier errichtete und das bis 1849 bestand; siehe auch Fruchtgasse. „Korn“ (plural Körner) war eine übliche Bezeichnung für Getreide. Die Gasse hieß vorher Magazingasse.
- Krafftgasse, 1885 benannt nach dem deutschen Maler Johann Peter Krafft (1780–1856), Mitglied (ab 1813) und Professor (ab 1823) an der Wiener Akademie. Ab 1828 war er Direktor der kaiserlichen Gemäldegalerie und Schlosshauptmann des Schlosses Belvedere. Krafft war führender Historien- und Porträtmaler des klassizistischen Stils in Wien, hatte aber später auch Einfluss auf die Entwicklung der Genremalerei des Wiener Biedermeiers. Während und nach der Zeit der Koalitionskriege schuf er bedeutende Historienbilder vaterländischen und patriotischen Inhalts für das Kaiserhaus.
- Krakauer Straße, 2008 benannt nach der polnischen Stadt Krakau an der oberen Weichsel, rund 250 km südlich der Landeshauptstadt Warschau. Die Benennung bezieht sich darauf, dass die Nordbahn (früher: Kaiser Ferdinands-Nordbahn) vom ehemaligen Nordbahnhof aus seit 1848 Wien mit Krakau verbindet, das bis 1918 zum österreichischen Kronland Galizien zählte. Die Straße ist die nördliche Begrenzung des Rudolf-Bednar-Parks im Nordbahnviertel.
- Krammerweg nicht amtlich benannt nach dem Beamten Josef Otto Krammer (* 1880); der Ministerialrat, Mitglied des Katholischen Deutschen Juristenvereins, war in der Ständestaatsdiktatur ab 1934 Vorsitzender des Österreichischen Verbandes der Kleingärtner, Siedler und Kleintierzüchter. Der Weg befindet sich in der Kleingartenanlage „Wasserwiese“;[36] siehe Klaschkaweg.
- Kratky-Baschik-Weg, 1963 benannt nach dem Zauberkünstler und Schausteller Anton Kratky-Baschik (1821–1889). Nach Tourneen in England und Amerika, bei denen er sich ursprünglich auf Gespenstervorführungen spezialisierte, kam er 1862 nach Wien und eröffnete 1864 auf der Stuwer’schen Feuerwerkswiese (siehe Stuwerviertel), damals noch Teil des Wurstelpraters, sein erstes festes Zaubertheater. Im Winter gab er Zaubersoireen im Dianasaal (in dem 1867 Johann Strauss’ Donauwalzer uraufgeführt wurde).[37] 1873 erbaute er zur Wiener Weltausstellung im Prater sein „Theater für Zauberei“, das mit nahezu 1.000 Sitzplätzen als eines der größten Zaubertheater der Welt galt. Heimito von Doderer publizierte 1956 die Erzählung Ein anderer Kratky-Baschik. Der Weg befindet sich im Wurstelprater.
- Krieaupromenade, 2016 benannt nach dem Stadtteil Krieau in der Leopoldstadt, einem Teil des Praters. Der Name leitet sich möglicherweise von Kriegsau ab: Um den Besitz des Areals gab es ab Mitte des 16. Jh. fast sieben Jahrzehnte lang Streit zwischen dem Stift Klosterneuburg und der Stadt Wien, bis die Krieau 1618 Wien zugesprochen wurde.[38] Die Verkehrsfläche befindet sich im Neubaugebiet Viertel Zwei bei der Trabrennbahn Krieau.
- Krummbaumgasse, vor 1830 bzw. 1862 benannt nach dem ehemaligen Hausschild „Zum krummen Baum“ auf Nr. 18. Die Gasse hieß um 1800 Krongasse und von vor 1830 bis 1862 Krumme Baumgasse. Sie bildet seit 1910 die südliche Begrenzung des dorthin verlegten Karmelitermarkts.
- Kurzbauergasse, neu angelegt und 1889 benannt nach dem Maler Eduard Kurzbauer (1840–1879). Der zu seiner Zeit wenig geschätzte Maler wurde zumindest wegen der Farbgebung seiner Werke gelegentlich erwähnt. Allerdings verband er als Genremaler einen klaren Blick für das Charakteristische an Menschen und Situationen mit tiefem Verständnis des künstlerisch Verwertbaren und schalkhaftem Humor. Zuletzt versuchte er sich auch als Illustrator.

## L

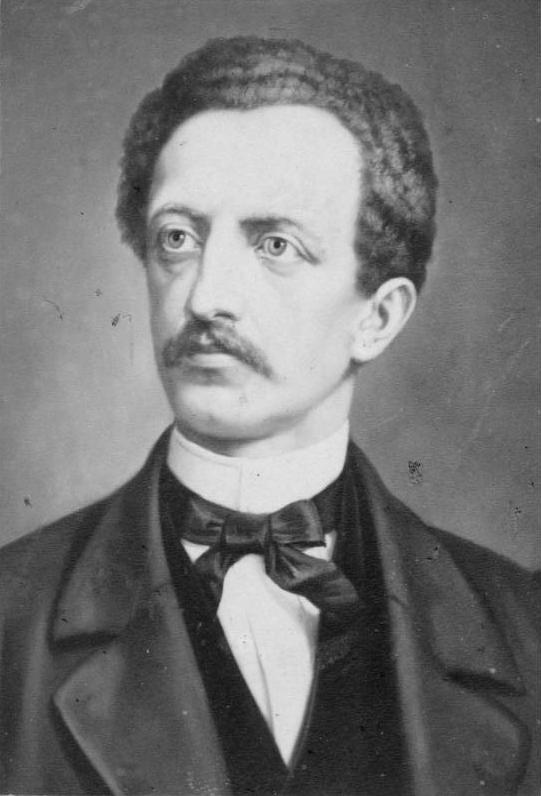
Ferdinand Lassalle

- Lampigasse, 1875 benannt nach dem Maler Johann Baptist von Lampi (1751–1830), Professor an der Wiener Akademie (ab 1786); er galt als einer der besten Porträtmaler seiner Zeit. Seine gedämpfte Farbgebung verlieh den dargestellten Persönlichkeiten des Hochadels eine Aura des Unnahbaren und Vergeistigten. Es gelang ihm vom spätbarock-klassizistischen Adelsporträt bis zum bürgerlichen Bildnis des frühen 19. Jahrhunderts ein hervorragender Menschendarsteller zu sein. Die großen Maler der Biedermeierzeit, wie Ferdinand Georg Waldmüller oder Peter Fendi, hatten ihn zum Lehrer. Die Gasse begrenzt den Augarten gegenüber den Bauten an der parallelen, 1874 benannten Nordwestbahnstraße mit dem 1870–1873 errichteten ehemaligen Nordwestbahnhof; zuvor war das Gebiet als Taborhaufen Teil des Auwaldes der unregulierten Donau.
- Lancplatz, 2016 benannt nach dem Mediziner Arthur Lanc (1907–1995) und seiner Frau Maria Lanc (1911–1995). Arthur Lanc war Amtsarzt in Gmünd und von 1955 bis 1970 Mitglied im Gmünder Gemeinderat (ÖVP). Während der NS-Zeit hatte das Ehepaar sieben jüdische Zwangsarbeiter in seinem Haus versteckt und rettete sie dadurch.
- Lassallestraße, 1919 vom Roten Wien benannt nach dem deutschen Schriftsteller und Politiker Ferdinand Lassalle (1825–1864). Als einer der Wortführer der frühen deutschen Arbeiterbewegung gilt er als einer der Gründerväter der aus der SDAP hervorgegangenen SPD. Der Gemeindebau Lassalle-Hof an dieser Straße ist ebenfalls nach ihm benannt. Die Straße hieß ursprünglich ab ca. 1813 Schwimmschulallee (nach der k.k. Militär- und Zivil-Schwimmschule an der unregulierten Donau). Nach der Donauregulierung bis 1875 und der Errichtung der Reichsbrücke (damals: Kronprinz-Rudolf-Brücke) hieß sie 1876–1919 Kronprinz-Rudolf-Straße, 1919–1934 Lassallestraße, 1934–1949 Reichsbrückenstraße und ab 1949 wieder Lassallestraße. Vom Praterstern aus gesehen erstreckte sich fast an der ganzen linken Straßenseite das Nordbahnhofgelände, das parallel zur Absiedlung des Frachtenbahnhofs seit den 1990er Jahren sukzessive verbaut wird. An die rechte Straßenseite grenzt das Stuwerviertel. Unter der Straße verläuft seit 1982 die U-Bahn-Linie U1.
- Lassingleithnerplatz, 1912 benannt nach dem Steuermann Johann Lassingleithner (1788–1834), Schiffmeister am Donaukanal; er rettete bei der großen Überschwemmung des Jahres 1830 mit seiner Zille 126 Menschen das Leben. Am 1. März war die Donau nach einem Eisstoß über die Ufer getreten, die (Obere) Augartenstraße stand zwei Meter unter Wasser. Lassingleithner brachte unter Lebensgefahr zahlreiche Menschen in der Leopoldstadt in Sicherheit, am folgenden Tag rettete er viele Bewohner der Brigittenau.[39] Der Platz ist nur von der Taborstraße aus (zwischen deren Häusern Nr. 17 und 17A) zugänglich und erschließt ein Ensemble von Jugendstil-Zinshäusern.
- Laufbergergasse, 1889 benannt nach dem Maler und Grafiker Ferdinand Laufberger (1829–1881), Professor an der Kunstgewerbeschule in Wien (ab 1868). Er begann seine Laufbahn als Illustrator und Zeichner, konzentrierte sich dann auf Genrebilder, und schuf später auch allegorisch-dekorative Monumentalmalerei. Er gestaltete u. a. den Bühnenvorhang des k.k. Hof-Operntheaters (1869), mehrere Glasfenster in der Rotunde (1873) und einige Deckengemälde im Naturhistorischen und im Kunsthistorischen Museum (ab 1881).[40]
- Leichtweg, 1963 benannt nach der Kleinkunstbühne Varieté Leicht. Der Schausteller Ferdinand Leicht senior hatte ab 1888 im Restaurant „Zur weißen Gans“ im Wurstelprater Varietévorstellungen gegeben. Seine Söhne Ferdinand Leicht (1870–1922) und Wilhelm Leicht (1876–1946) übernahmen 1895 das Gasthaus „Zum schwarzen Tor“ und führten es als typisch wienerisches Varieté: mit Artistik und Operette, Dramatik und Dressur, Magie, Komik, Kabarett und Ballett. Neben volkstümlichen Stücken wurden auch Werke von Wedekind und Goethe gespielt, wobei Künstler wie Girardi, Moissi, Aslan und Paula Wessely auftraten. 1945 wurde das Theater im Kampf um Wien zerstört.[41][42][43] Der Weg befindet sich im Wurstelprater.
- Lembergstraße, 2013 benannt nach der Stadt Lemberg (ukrainisch Львів / Lwiw), heute die siebentgrößte Stadt der Ukraine. 1772 fiel die Stadt mit der ersten Teilung Polens an die Habsburgermonarchie. Lemberg wurde Hauptstadt des Königreichs Galizien und Lodomerien und viertgrößte Stadt im Vielvölkerstaat. 1918 fiel die Stadt an Polen, 1939 wurde sie in die Ukrainische Sowjetrepublik eingegliedert, 1941 von deutschen Truppen okkupiert und 1945 wieder unter sowjetische Herrschaft gestellt. Seit 1991 ist Lemberg Teil der unabhängigen Ukraine. Die Straße im Stadtentwicklungsgebiet Nordbahnviertel wurde bereits vor ihrer Fertigstellung benannt. Vom Nordbahnhof aus verkehrten bis 1918 Züge bzw. Kurswagen der k.k. Staatsbahnen nach Lemberg.
- Leopoldine-Schlinger-Gasse, 2009 benannt nach der Schneiderin und Lokalpolitikerin Leopoldine Schlinger (1905–1990); sie war von 1954 bis 1971 als Abgeordnete der SPÖ Leopoldstadt Mitglied des Wiener Gemeinderats. Die Gasse befindet sich im Stadtentwicklungsgebiet Nordbahnhofgelände südlich des Rudolf-Bednar-Parks.
- Leopold-Moses-Gasse, 1998 benannt nach dem Historiker Leopold Moses (1888–1943); er beschäftigte sich u. a. mit den jüdischen Landgemeinden in Niederösterreich. Ab 1934 war er Archivar der Wiener Israelitischen Kultusgemeinde und später deren Bibliotheks- und Archivvorstand. 1943 wurde er Chefredakteur und verantwortlicher Leiter des Jüdischen Nachrichtenblattes, Ausgabe Wien. Ende des gleichen Jahres wurde er nach Auschwitz deportiert und dort wenig später ermordet.[44] Die von der Lassallestraße abzweigende Gasse befindet sich auf dem ehemaligen Nordbahnhofgelände.
- Leopoldsgasse, 1862 benannt nach Kaiser Leopold I. (1640–1705), von 1658 bis 1705 Kaiser des Heiligen Römischen Reiches. Machtpolitisch stand seine Regierungszeit im Westen ganz im Zeichen der Abwehr der französischen Expansion unter Ludwig XIV., im Osten war sie durch die erfolgreiche Abwehr der Zweiten Türkenbelagerung geprägt. Leopolds Regierungszeit gilt als Beginn der Großmachtstellung der Habsburgermonarchie. Im Reich dagegen trat er als Bewahrer des Ausgleichs der Konfessionen auf; nichtsdestoweniger ließ er 1670 im Wiener Unteren Werd das Ghetto aufheben und die dortigen Juden des Landes verweisen. Als Dank benannte die Wiener Bevölkerung zu Ehren des Kaisers das Gebiet in Leopoldstadt um. Die Gasse hieß um 1830 im Norden von der heutigen Malzgasse bis zur Schiffamtsgasse Am Gottesacker und südlich der Haide bzw. der Haidgasse Zuchthausgasse; 1819–1862 hieß sie Strafhausgasse (nach dem anrainenden ehemaligen Gefängnis). 1850 wurde die Gasse im Norden zur Unteren Augartenstraße verlängert; sie ist seit 1910 die östliche Begrenzung des Karmelitermarkts.
- Lessinggasse, 1872 benannt nach dem deutschen Schriftsteller Gotthold Ephraim Lessing (1729–1781), bedeutender Dichter der deutschen Aufklärung. Mit seinen Dramen und seinen theoretischen Schriften, die vor allem dem Toleranzgedanken verpflichtet sind, hat dieser Aufklärer der weiteren Entwicklung des Theaters einen wesentlichen Weg gewiesen und die öffentliche Wirkung von Literatur nachhaltig beeinflusst.
- Leystraße, 1884 benannt nach Konrad Ley (1801–1881), Bezirksvorsteher (1862–1874) des 2. Bezirks, zu dem damals auch der heutige 20. Bezirk gehörte. Er war Initiator der Errichtung des Leopoldstädter Kinderspitals. Ley benannte – als einziger Bezirksvorsteher – mehrere Straßen nach seinen Verwandten, und zwar die Josefinengasse nach seiner Frau, die Konradgasse nach seinem Sohn, sowie die Helenengasse und (vermutlich) die Herminengasse nach Verwandten. Die Straße befand sich seit 1900 nur im 20. Bezirk; seit 2008 wird sie im neuen Nordbahnviertel des 2. Bezirks bis zum Rudolf-Bednar-Park verlängert.
- Lichtenauergasse, 1816 benannt nach dem Juristen Franz Lichtenauer (1744–1805), Hof- und Gerichtsadvokat in der Leopoldstadt; seine Erben ließen den Grund – ursprünglich die Gärten des Czerninschen Gartenschlosses – parzellieren und machten so die Anlage der Gasse möglich (siehe Czerningasse und -platz).
- Lilienbrunngasse, 1842 benannt nach Therese Adler, Edle von Lilienbrunn (geb. Therese Scheitenberger, 1760–1846), Witwe des Regierungsrats Johann Baptist Adler (1741–1817), der als Kameral-Tabak-Direktor und Siegelgefälledirektor 1790 als „Edler von Lilienbrunn“ nobilitiert wurde.[45] Therese Adler ließ hier 1841 ein Haus erbauen und eröffnete dadurch die Gasse, die noch zu ihrer Lebenszeit benannt wurde.
- Lili-Grün-Platz, 2008 benannt nach der Schriftstellerin und Schauspielerin Lili Grün (1904–1942); sie wirkte in den 1920er Jahren an der neu gegründeten Bühne der Sozialistischen Arbeiterjugend mit und war in Kontakt mit dem Schriftsteller Hugo Bettauer. In den 1930er Jahren schrieb sie zwei autobiografische Romane. 1942 wurde sie nach Minsk deportiert und dort ermordet. Der Platz ist eine Grünanlage mit Zugang zum Augarten bei der Klanggasse; siehe diese.
- Lösslweg (bis 1999 amtlich: Lößlweg), 1960 benannt nach dem Ingenieur und Erfinder Friedrich von Lössl (1817–1907); er war zunächst als Eisenbahn- und Hochbauingenieur für die Planung und den Bau von Eisenbahnlinien und Brücken in Bayern tätig. 1856 wechselte er als Ingenieur I. Klasse nach Österreich zur Kaiserin-Elisabeth-Westbahn; 1868–1880 leitete er die Trassierung zahlreicher neuer Strecken. Daneben betätigte er sich als Vermessungsingenieur und Kartograf sowie als Erfinder und beschäftigte sich mit Aerodynamik. Der Weg befindet sich nahe der 1876–1880 errichteten Donauuferbahn.
- Ludwig-Hirsch-Platz, 2016 benannt nach dem Liedermacher und Schauspieler Ludwig Hirsch (1946–2011), einem bedeutenden Vertreter des Austropop. Bekannt wurde er insbesondere durch seine in der Tradition Georg Kreislers verfassten bissig-sarkastischen Texte, die er auf eine charakteristische Weise oft mit einer romantisch-melancholisch anmutenden Melodik kombinierte. Von 1975 bis 1979 war Hirsch Ensemblemitglied des Theaters in der Josefstadt.
- Lukschgasse, 1914 benannt nach dem Hufschmied Franz Luksch (1845–1913); der Hausbesitzer war 1908–1913 Mitglied des Wiener Gemeinderats für den Wahlbezirk Leopoldstadt. Auf Stadtplänen aus den 1880er-Jahren, wo sie nur als Projekt eingezeichnet war, hatte sie den Namen Waldmüllergasse; dieser Name wurde stattdessen 1888 für eine etwas längere Verkehrsfläche im seit 1900 20. Bezirk verwendet.
- Lusthausstraße, 1912 so auf dem Stadtplan, 1920 amtlich bestätigt, nach dem Lusthaus im Prater. Erstmals erwähnt wurde dieses 1560 als Casa verde, das grüne Lusthaus im damaligen kaiserlichen Jagdgebiet, und diente als Jagdhaus. Nach der Öffnung des Praters für die Bevölkerung 1766 wurde das Lusthaus 1781–1783 nach Plänen von Isidore Canevale neu erbaut; siehe die Canevalestraße im 23. Bezirk, Liesing. Im 19. Jahrhundert war das Lusthaus, wie der gesamte Prater, beliebter Treffpunkt von Adel und Bürgertum. Die Straße hieß davor Alte Lusthausstraße und Alte Lusthaus-Allee. Der Name bezieht sich darauf, dass die Hauptallee des Praters bis 1867 durch einen längeren Bogen des Heustadelwasser genannten Donauarms unterbrochen war und ein Fahrweg etwa auf der Trasse der Straße, vom 1. Rondeau zum 2. Rondeau, die beiden Teile der Hauptallee entlang des Donauarms verband und damit den Weg zum Lusthaus komplettierte.

## M

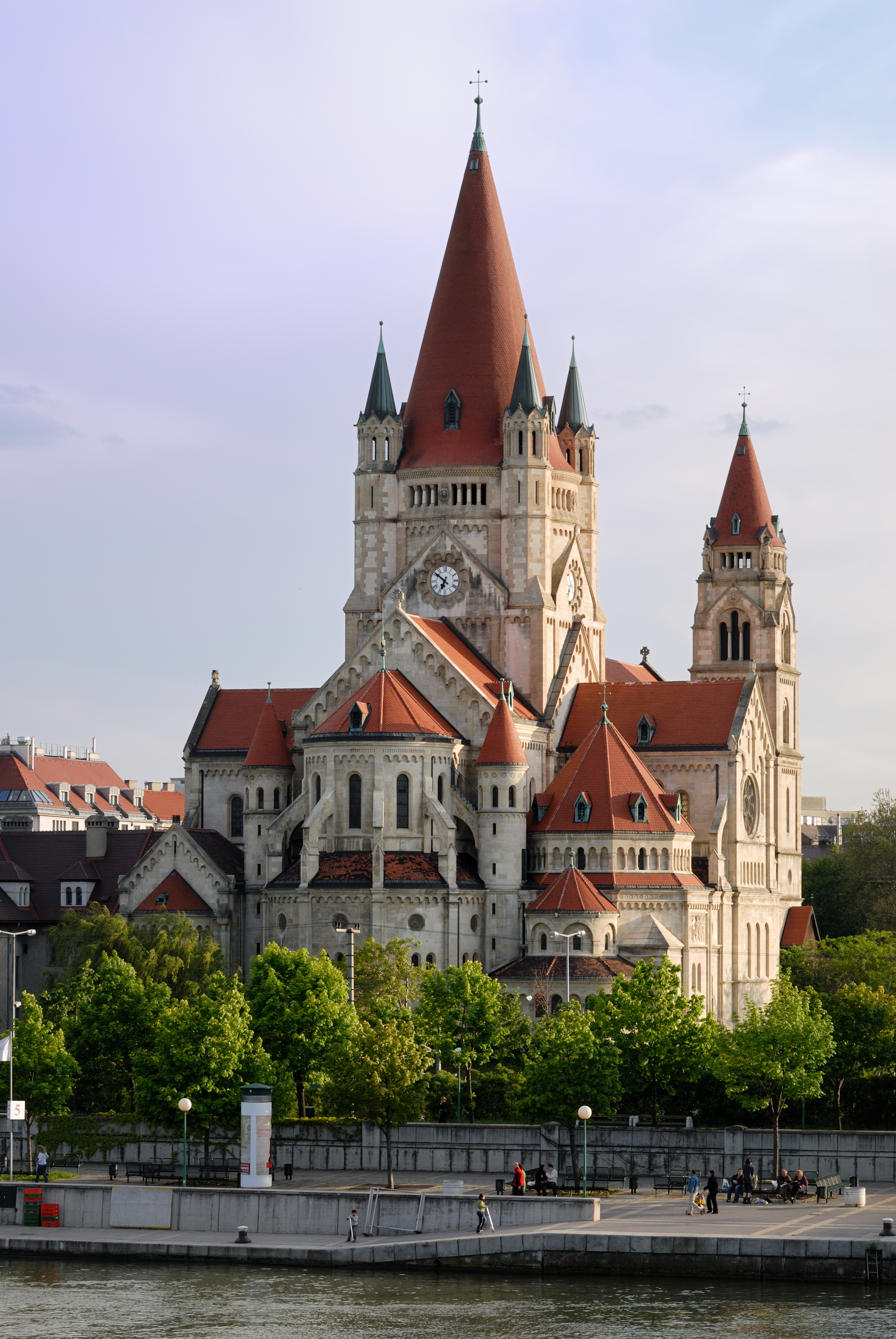
Franz-von-Assisi-Kirche, ursprünglich Kaiserjubiläums-Gedächtniskirche, auf dem Mexikoplatz

- Machstraße, 1919 als Platz, 1960 als Straße benannt nach dem Physiker, Philosophen und Wissenschaftstheoretiker Ernst Mach (1838–1916); er ist heute vor allem durch die nach ihm benannte Mach-Zahl bekannt, welche die Geschwindigkeit im Verhältnis zur Schallgeschwindigkeit beschreibt. Neben der Physik beschäftigte er sich überwiegend mit der Philosophie. So gilt er als einer der einflussreichsten Vertreter oder sogar als Mitbegründer des Empiriokritizismus. In der Psychologie machte er sich als Wegbereiter der Gestaltpsychologie bzw. Gestalttheorie einen Namen. Der Mondkrater Mach ist ebenfalls nach ihm benannt. Die Straße war bis 1919 Teil des Maria-Josefa-Platzes (nach Erzherzogin Maria Josepha, der Mutter von Kaiser Karl I.), der 1919–1960 in Machplatz umbenannt war.
- Malzgasse, 1862 benannt nach Malz, dem durch Mälzung gekeimten und getrockneten Getreide; die Benennung bezieht sich auf das ehemalige Leopoldstädter Brauhaus. Das Wiener Bürgerspital besaß ein Brauhaus vor den Stadtmauern, das 1529 von den Türken zerstört worden war. 1536 wurde stattdessen im Unteren Werd (heute: Leopoldstadt) eine neue Brauerei errichtet, einer der ersten Gewerbebetriebe in dieser Gegend. Von 1782 bis 1812 pachtete Franz Anton Dreher das Brauhaus, 1846 wurde es geschlossen. Der Ziegelbaron Alois Miesbach kaufte die Anlage, ließ die Gebäude demolieren und Zinshäuser errichten; siehe Aloisgasse und Miesbachgasse. Die Gasse hieß davor (z. B. auf dem Vasquez-Plan um 1830) Bräuhausgasse.
- Marathonweg, 2008 benannt nach dem Marathonlauf, einer auf Straßen oder Wegen ausgetragenen sportliche Laufveranstaltung über 42,195 Kilometer und zugleich der längsten olympischen Laufdisziplin in der Leichtathletik; er wird seit 1896 ausgetragen. Der Name bezieht sich auf die antike Legende, wonach ein Läufer nach der Schlacht bei Marathon (490 v. Chr.) die Siegesnachricht überbracht haben soll und befindet sich nahe dem Ernst-Happel-Stadion und dem Ferry-Dusika-Stadion. Ein Teil des Wegs hieß von 1993 bis 2008 Heinrich-Maxa-Gasse (nach einem ehemaligen Bezirksvorsteher-Stellvertreter), wurde jedoch nach Bekanntwerden der NSDAP-Mitgliedschaft Maxas in den bereits bestehenden Marathonweg einbezogen. Früher war ein Teil des Weges eine Gleisanlage der Straßenbahn, ursprünglich von der Linie 11 befahren.
- Margit-Czernetz-Promenade, 2022 benannt nach der Politikerin und Widerstandskämpferin Margit Czernetz (1910–1996). Die Promenade ist ein Teil des Gehwegs entlang des Donaukanals zwischen Siemens-Nixdorf-Steg und Rossauer Brücke.
- Marinelligasse, 1894 benannt nach dem Schauspieler, Schriftsteller und Theaterleiter Karl von Marinelli (1745–1803); er war zunächst Mitglied und später Leiter einer fahrenden Schauspieltruppe. 1781 gründete er an der heutigen Praterstraße das Leopoldstädter Theater, die erste ständige Volksbühne Wiens. Ab 1821 inszenierte Ferdinand Raimund als Regisseur, 1828–1830 leitete er das Theater; siehe Raimundgasse. 1838 kaufte Carl Carl das Schauspielhaus, ließ es neu bauen und eröffnete es 1847 als Carltheater, in dem viele Stücke des Alt-Wiener Volkstheaters von Johann Nestroy ihre Uraufführung erlebten. Nestroy war 1854–1860 auch Direktor des Theaters; siehe Nestroygasse und Nestroyplatz. 1944 wurde das Haus zerstört; die Gasse steht in keiner räumlichen Beziehung zu ihm. Siehe auch Komödiengasse.
- Max-Koppe-Gasse, 2003 benannt nach dem Schriftsetzer Max Koppe (1887–1968); er war ab 1914 Obmann der Kinderfreunde in der Leopoldstadt. Unter seiner Leitung entstanden nach 1918 in den Kinderfreunde-Lokalen in Kaisermühlen, das zu diesem Zeitpunkt noch zur Leopoldstadt gehörte, der unteren und der oberen Leopoldstadt sowie am Schüttel Hortgruppen, die von Erwachsenen geleitet wurden.[46] Die Kinderfreunde wurden 1908 von Anton Afritsch gegründet und sind heute eine Vorfeldorganisation der SPÖ; siehe auch die Afritschgasse im 22. Bezirk, Donaustadt.
- Max-Winter-Platz, 1949 benannt nach dem Reporter, Journalisten, Schriftsteller und Politiker Max Winter (1870–1937), Abgeordneter zum Reichsrat (1911–1918), Mitglied des Gemeinderats (1918–1923), Vizebürgermeister (1919/1920) und Stadtrat für Wohlfahrtswesen (1918–1920). Als Journalist schrieb er für das Neue Wiener Journal und die Arbeiter-Zeitung; er gilt dabei als Schöpfer der Sozialreportage im deutschsprachigen Raum. Neben realitätstreuen und detailreichen Reportagen nach dem Motto „Aufklärung und Aufdeckung“ schrieb er Gedichte, Märchen, Bühnenstücke und auch einen Roman. Der Park auf dem Platz ist ebenfalls nach ihm benannt. Der Platz hieß davor nach Admiral Maximilian Daublebsky von Sterneck, der in der Seeschlacht von Lissa 1866 das feindliche Flaggschiff versenkt hatte, seit 1898 Sterneckplatz.
- Mayergasse, vor 1840 (Vasquez-Stadtplan) benannt, 1862 amtlich registriert, nach dem Gärtner Matthäus Mayer (1761–1837); er war 1801–1811 Ortsrichter der Vorstadt Jägerzeile, in der sich die Seitengasse der heutigen Praterstraße befand. Die Gasse mündete in die Adelengasse, seit 1886 Teil der Czerningasse (siehe dort).
- Meiereistraße, benannt (Datum unbekannt; in Lehmann erstmals 1916 erfasst) nach der „Meierei“ in der Krieau (südlich der heutigen U-Bahn-Station Stadion; siehe: Generalstadtplan 1904), zu der diese Straße vom 1. Rondeau der Hauptallee des Praters führte. Die Meierei befand sich direkt neben der 1878 eröffneten Trabrennbahn Krieau. Sie war ein vom eleganten Publikum stark besuchtes, vornehmes Café-Restaurant im Besitz der Wiener Molkerei; siehe Molkereistraße.[47] Das um 1900 von Tina Blau gemalte Gebäude wurde 1945 vernichtet. „Meierei“ war und ist in Wien eine traditionelle Bezeichnung für manche Gaststätten, die primär Milchprodukte ausschenk(t)en.
- Messeplatz, 2003 benannt nach der Messe Wien, an deren Haupteingang der Platz liegt. Die neuen Gebäude der Messe wurden 2004 eröffnet und ersetzen die abgerissenen Bauten im ehemaligen „Messegelände“. Die Messe Wien verfügt über ein Areal von 15 Hektar mit 70.000 m² Ausstellungsfläche, ein angeschlossenes Kongresszentrum und einen eigenwilligen Büroturm. Der westliche Teil des Platzes war bis 1997 Teil der Lagerhausstraße, bis 2003 Teil der Messestraße (siehe dort), und nahm mit der Nordportalstraße die bis 2003 betriebene, Messeschleife genannte Umkehrschleife der Straßenbahn auf. Seit 2008 ist hier an der Ausstellungsstraße die U-Bahn-Station Messe-Prater der Linie U2 in Betrieb. Der Name Messeplatz wurde frei, als der ehemalige Messeplatz im 7. Bezirk, Neubau, mit Bezug auf die projektierte, 1998 begonnene Errichtung des MuseumsQuartiers im früheren Messepalast 1996 in Museumsplatz umbenannt wurde.
- Messestraße, 1997 benannt nach dem nahen Gelände der Messe Wien. Die Messe hat ihren Ursprung in der Weltausstellung 1873. Unmittelbar nach der Ausstellung wurden die Gebäude abgerissen, lediglich die Rotunde blieb als Ausstellungshalle erhalten; sie wurde jedoch 1937 durch einen Brand zerstört. Die Maschinenhalle der Weltausstellung wurde ab 1876 als städtisches Lagerhaus genützt. Ab 1921 wurde das frei gewordene Areal mit Pavillons bebaut, als Messegelände bezeichnet und als Wiener Internationale Messe betrieben. Das Lagerhausareal wurde nach der Zerstörung des Gebäudes 1945 in das Messegelände einbezogen. 1996–2004 wurden, zum Teil auf dem Grund des früheren Lagerhauses, in der nördlichen Hälfte des Areals neue Messehallen errichtet; der südliche Teil, den die Messestraße nordwestlich zum Teil begrenzt, ist das neue Areal der Wirtschaftsuniversität Wien (Campus WU), die hier 2013 eröffnet wurde, und der hier 2015 eröffneten Sigmund-Freud-Privatuniversität. In Hinblick auf diese wurde der Teil der Messestraße südwestlich der Perspektivstraße 2014 in Freudplatz umbenannt. Die Straße hieß vorher (in Lehmann erstmals 1884 genannt) Lagerhausstraße, bezog auch den heutigen Messeplatz ein und mündete in die Ausstellungsstraße.
- Mexikoplatz, 1956 benannt nach dem Staat Mexiko in Nordamerika, dem fünftgrößten Land auf dem amerikanischen Doppelkontinent. Weltweit liegt Mexiko mit einer Bevölkerungszahl von etwa 123 Millionen Menschen auf Platz elf. Die Benennung soll daran erinnern, dass Mexiko 1938 das einzige Land war, das vor dem Völkerbund gegen den „Anschluss“ Österreichs an das Deutsche Reich protestierte. Der im Zuge der Donauregulierung neu angelegte Platz um den rechtsufrigen Brückenkopf der Reichsbrücke hieß 1884–1919 Erzherzog-Karl-Platz (nach dem Feldherrn Erzherzog Karl), 1919–1935 Volkswehrplatz (nach der Volkswehr, dem ersten Militär der Ersten Republik) und 1935–1956 wieder Erzherzog-Karl-Platz.
- Miesbachgasse, 1852 benannt nach dem Unternehmer Alois Miesbach (1791–1857); er war einer der bedeutendsten Industriellen Österreichs. Er baute einen Baustoffkonzern auf, der sich – von seinem Neffen Heinrich Drasche weitergeführt – zum heutigen Weltkonzern Wienerberger entwickelte. Miesbach führte sein Unternehmen als Patriarch alten Stils. Er fühlte sich für seine Arbeiter verantwortlich und spendete einen Teil seiner Einnahmen für soziale Einrichtungen (Krankenhaus, Kinderbetreuungseinrichtungen) und Stiftungen. Seine Arbeiter rekrutierte er zumeist aus Böhmen und Mähren (Ziegelböhm). Er kaufte in der Leopoldstadt Grundstücke auf und baute ab 1850 zahlreiche Zinshäuser. Die Aloisgasse ist ebenfalls nach ihm benannt. Siehe auch Malzgasse
- Molkereistraße, 1906 benannt nach der Wiener Molkerei; die genossenschaftliche Molkerei war der größte Milchwirtschaftsbetrieb Wiens. Nachdem die frühere, 1881[48] eröffnete Molkerei in der Prager Straße (6–)8 (heute: Radetzkystraße 25) im 3. Bezirk zu klein geworden war, wurde 1898–1902 im Stuwerviertel eine neue Molkerei errichtet. Das prächtige Gebäude wurde von den Architekten Anton Drexler und Josef Drexler im Stil der Neorenaissance ausgeführt; die Längsfront maß 139 Meter, die Seitenfront 36–61 Meter, die Baufläche rund 10.000 m². Der Personalstand betrug 420 Personen, einschließlich der morgens bei der Zustellung Beschäftigten jedoch nahezu 800.[49] 1902 wurden 13,2 Millionen Liter Milch verarbeitet. Zur Molkerei gehörten Arbeiterwohnungen und soziale Einrichtungen. Die Wiener Molkerei betrieb auch die „Meierei“ in der Krieau; siehe Meiereistraße. Die Straße war vorher Teil der Harkortstraße und ist dem Wurstelprater direkt benachbart.
- Mühlfeldgasse, 1872 benannt nach dem Zoologen Karl Megerle von Mühlfeld (1765–1840) und dem Juristen Eugen Megerle von Mühlfeld (1810–1868). Karl Megerle von Mühlfeld war 1797–1835 Kustos am k.k. Naturalienkabinett und besaß eine bedeutende private naturwissenschaftliche Sammlung. Er war auch ein bekannter Münzsammler und betätigte sich als Fachschriftsteller. Seine Sammlung wurde anlässlich der Revolution 1848 bei einem Brand in der Hofburg zerstört. Eugen Megerle von Mühlfeld war einer der erfolgreichsten und angesehensten Rechtsanwälte Wiens. Er war Mitglied des niederösterreichischen Landtags und des Reichsrats sowie Präsident der Wiener Advokatenkammer. Er setzte sich für die Abschaffung der Todesstrafe und für die Schwurgerichtsbarkeit ein. Nach einem unbestätigten Gerücht soll er ein unehelicher Sohn Napoleon Bonapartes gewesen sein.[50]
- Mumbgasse, 1907 benannt nach dem Gastwirt Josef Mumb (1833–1905); er war Mitglied des Wiener Gemeinderats (1883–1891) und christlichsozialer Bezirksvorsteher der Leopoldstadt (1885–1900). Die Gasse befindet sich im Stuwerviertel

## N

Krananlagen am Nordwestbahnhof

- Negerlegasse, 1859 in der ersten Lehmann-Ausgabe genannt, 1862 amtlich registriert, nach dem Techniker und Kaufmann Michael Negerle (1786–1859); er war ursprünglich Leutnant in einem Landwehr-Bataillon in Brünn und dann Techniker bei Flussregulierungen und im Eisenbahnbau. 1820 war er Katastral-Inspektor in Österreichisch-Schlesien. Schließlich ließ er sich in der Leopoldstadt nieder, legte um 1841 die Gasse an und erbaute hier das erste Haus (1843 wurde die Gasse, die von der Taborstraße bis zum 1840 erbauten Schoellerhof, siehe Schoellerhofgasse, reichte, zur Lilienbrunngasse verlängert). Bei einer Überschwemmung des Donaukanals 1849 organisierte Negerle mit einer Pionier-Kompanie die Beseitigung der Hindernisse im Fluss und verhinderte eine noch größere Überflutung. Unterstützt wurde er dabei vom Hausbesitzer Konrad Ley, dem späteren Bezirksvorsteher der Leopoldstadt.[51]
- Nepomukgasse, 1862 benannt nach der Johann-Nepomuk-Kirche an der Praterstraße, an deren westlicher Längsseite sie entlangführt. Der Kirchenbau im Stil des Frühhistorismus wurde 1841–1846 als Ersatz für eine zu klein gewordene Kirche errichtet und ist dem heiligen Johannes Nepomuk geweiht. Nepomuk (eigentlich Jan Nepomucký, um 1350–1393) war ein böhmischer Priester und Märtyrer. Er wurde 1729 von Papst Benedikt XIII. heiliggesprochen und gilt nach Maria und Josef als der am dritthäufigsten dargestellte Heilige in Österreich. Johannes-Nepomuk-Darstellungen in Wien gibt es an zahlreichen Standorten. Die beim Kirchenbau neu angelegte Gasse hieß vorher (wie die im 1. und 3. Bezirk bestehende) Johannesgasse.
- Nestroygasse, 1872 benannt nach dem Schauspieler, Sänger, Dramatiker und Satiriker Johann Nestroy (1801–1862); er spielte ab 1831 am Theater an der Wien und wurde rasch zu einem der beliebtesten Volksschauspieler und Possendichter. Mit Stücken wie „Der böse Geist Lumpacivagabundus“, „Einen Jux will er sich machen“ und vielen weiteren feierte er Erfolge als Dichter. Von 1854 bis 1860 leitete er das Carltheater, das aus dem Leopoldstädter Theater hervorgegangen war; siehe auch Komödiengasse und Marinelligasse. Sein Werk gilt als literarischer Höhepunkt des Alt-Wiener Volkstheaters. Nach ihm ist weiters die ebenfalls 1872 zum 10. Todestag des Künstlers benannte Nestroygasse im 1938 eingemeindeten Bezirksteil Hadersdorf des 14. Bezirks benannt. 1898 entstand gegenüber dem Carltheater der Nestroyhof; 1932 wurde die Verkehrsfläche vor ihm Nestroyplatz benannt.
- Nestroyplatz, 1932 benannt nach dem Schauspieler, Sänger, Dramatiker und Satiriker Johann Nestroy; siehe Nestroygasse. Die U-Bahn-Station Nestroyplatz wurde 1979 eröffnet. Der Platz war früher der Teil von Czerningasse und Tempelgasse direkt an deren Einmündung in die Praterstraße.
- Nickelgasse, 1872 benannt nach Franz Nickel (1766–1833), bürgerlichem Bierversilberer und Hausbesitzer; er war von 1823 bis 1833 Ortsrichter der Leopoldstadt. Seine Vorgänger als Ortsrichter waren Johann Einfalt (1776–1784), Matthias Stelly (1784–1785), Ignaz Holzhauser (1786–1810; siehe Holzhausergasse) und Johann Rott (1810–1823).[52] Nickel ließ die Taborstraße und einen Teil der heutigen Praterstraße pflastern und deren Beleuchtung verbessern, das Gemeindehaus am Karmeliterplatz errichten und initiierte 1826 den Bau eines Armenversorgungshauses.[53] Weiters war er Mitbegründer und Kurator im Verein der Ersten österreichischen Spar-Casse.[54]
- Nikolai-Kobelkoff-Weg, benannt 2022 nach dem Schausteller Nikolai Kobelkoff (1851–1933).
- Nordbahnstraße, 1873 benannt nach dem k.k. Nordbahnhof der Kaiser Ferdinands-Nordbahn, der nahe dem Praterstern an dieser Straße lag. Der Bahnhof wurde (wie die Bahn) von einer privaten Gesellschaft 1837/1838 erbaut und 1859–1865 durch einen größeren, repräsentativen Bau (Nordbahngotik) ersetzt. Dahinter lag der Frachtenbahnhof, der sich zur Zeit seiner größten Ausdehnung fast bis ans Ufer der Donau erstreckte; siehe auch An den Kohlenrutschen. In der Zeit der k.u.k. Monarchie war der Nordbahnhof einer der bedeutendsten Bahnhöfe in Europa und der wichtigste Bahnhof Altösterreichs. Nach 1945 wurde der kunsthistorisch wertvolle, in der Schlacht um Wien beschädigte Bahnhofsbau dem Verfall preisgegeben und 1965 abgerissen. Das Gelände wird heute als Nordbahnviertel bebaut. Verkehrstechnisch wurde der Nordbahnhof durch den nahen, 1954–1959 errichteten Bahnhof Wien Praterstern ersetzt. Die Straße hieß davor Forstmeisterallee, weil sich (z. B. nach dem Vasquez-Plan um 1830) etwa dort, wo heute die Mühlfeldgasse verläuft, ein k.k. Forsthaus befand. Im nördlichsten Teil der Nordbahnstraße liegen die Häuser Nr. 2, 4, 6, 8 und 10 im 20. Bezirk; die Bezirksgrenze verläuft an der Vorderseite dieser Häuser.
- Nordpolstraße, 1875 benannt zur Erinnerung an die Österreichisch-Ungarische Nordpolexpedition. Die volkstümlich auch Payer-Weyprecht-Expedition genannte Forschungsfahrt startete 1872 unter der Leitung von Carl Weyprecht und Julius Payer und endete 1874. Sie wurde auf Initiative und mit finanzieller Förderung von Hans Graf Wilczek durchgeführt, um das Nördliche Eismeer näher zu erkunden. Die Expedition mit dem Schiff Admiral Tegetthoff entdeckte u. a. eine Inselgruppe, die sie nach Kaiser Franz Joseph I. „Franz-Josef-Land“ benannte. Siehe auch die Weyprechtgasse im 16. Bezirk Ottakring sowie die Julius-Payer-Gasse im 22. Bezirk Donaustadt. Die Vega-Payer-Weyprecht-Kaserne des Bundesheeres ist ebenfalls nach den Teilnehmern der Expedition benannt.
- Nordportalstraße, 1908 benannt als Zufahrtsstraße zum Gelände der Weltausstellung 1873 und später zum Messegelände. Die Straße führte am Nordportal der Rotunde vorbei bis zur heutigen Trabrennstraße, hieß bis 1884 (im Sinne der Besucherstromlenkung bei der Weltausstellung) (Kleine) Abfahrtstraße und dann (Nördliche) Concurrenzstraße. Vor Errichtung der Weltausstellung hieß das Areal Vermählungsmais. Später war sie östlich der heutigen Messestraße die Hauptstraße im eingefriedeten Messegelände. Heute ist sie auf den Abschnitt Ausstellungsstraße–Messestraße verkürzt. Siehe auch Südportalstraße.
- Nordwestbahnstraße, 1874 benannt nach dem Nordwestbahnhof, Kopfbahnhof der Österreichischen Nordwestbahn, der als zweitgrößter Bahnhof Wiens 1870–1873 erbaut wurde. Bis in die 2010er Jahre wurde das Bahnhofsareal als Frachtenbahnhof bzw. Güterterminal genützt; bis 2025 soll auf dem Gelände ein neuer Stadtteil gebaut werden. Die Straße entstand durch Zuschüttung des „Fahnenstangenwassers“ der unregulierten Donau; sie hieß ursprünglich Am Augartendamm. Siehe auch die Hellwagstraße im 20. Bezirk, Brigittenau, sowie Am Nordwestbahnhof und Bahnsteggasse im 21. Bezirk, Floridsdorf.
- Novaragasse, 1862 benannt zur Erinnerung an die Schlacht bei Novara 1849. Bei der Stadt Novara (in Norditalien, zwischen Turin und Mailand) schlugen die österreichischen Truppen unter Feldmarschall Radetzky die Truppen des Königreichs Sardinien-Piemont. Die Schlacht beendete den mit dem Volksaufstand von Mailand eingeleiteten ersten italienischen Unabhängigkeitskrieg. Siehe auch die Radetzkystraße und den Radetzkyplatz im 3. Bezirk Landstraße. Die Gasse hieß ursprünglich Drei-Herrgottgasse, dann Gartengasse, und dann bis 1862 Gärtnergasse. Sie hatte allerdings noch keinen direkten Zugang zur Taborstraße und wurde durch die Glockengasse begrenzt.

## O

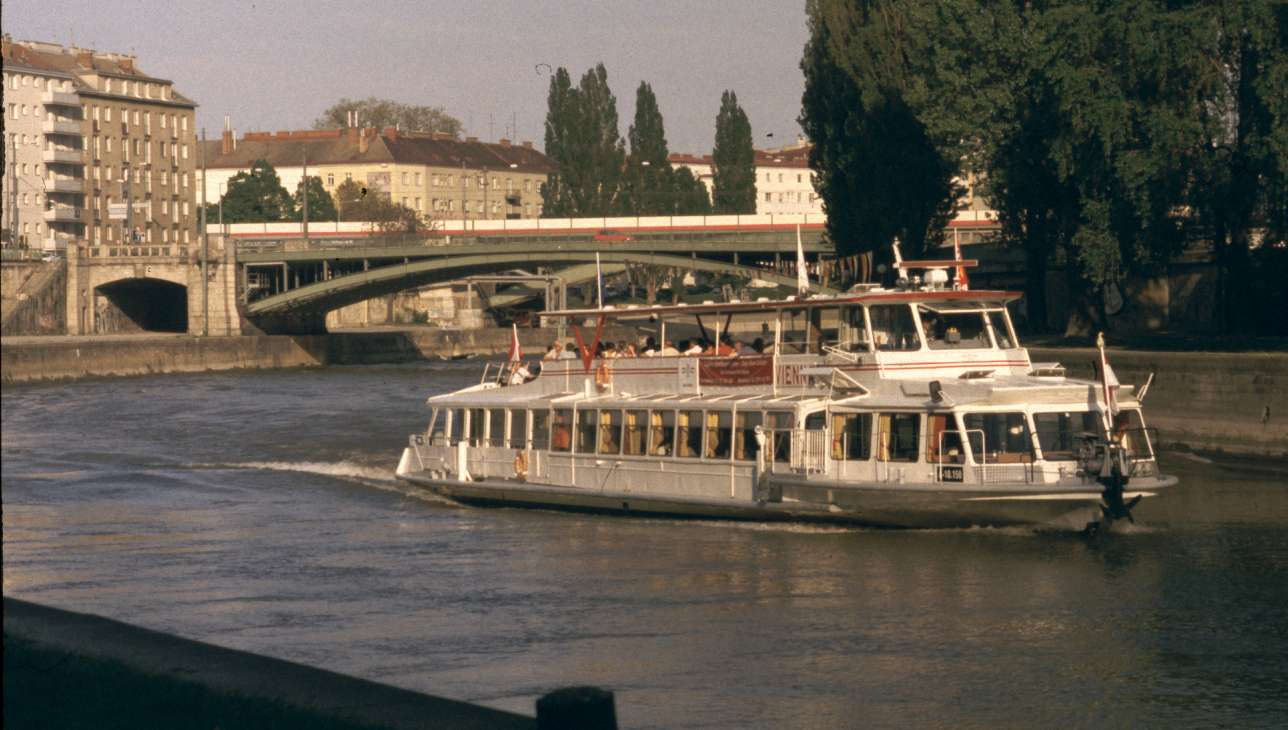
Der Donaukanal bei der Franzensbrücke

- Obere Augartenstraße, 1862 benannt nach ihrem Verlauf entlang des Augartens, eines 52,2 ha großen öffentlichen Parks mit der ältesten barocken Gartenanlage Wiens. Das ehemalige kaiserliche Jagdgebiet wurde 1775 von Kaiser Joseph II. der Allgemeinheit zugänglich gemacht. Der Name des Augartens stammt daher, dass Kaiser Ferdinand III. um 1650 in der ehemals unberührten Aulandschaft eine kleine Gartenanlage in holländischem Stil errichten ließ. Die Straße hieß ursprünglich Dammstraße (weil sie auf einer dammartig aufgeschütteten Trasse angelegt wurde) und führte bis 1698 zum Alten Tabor (siehe Am Tabor und Gaußplatz), um 1810 Hinter der Kaserne und Kaserngasse (nach der Leopoldstädter Kaserne) und dann bis 1862 Neue Gasse und Augartengasse. Siehe auch Untere Augartenstraße.
- Obere Donaustraße, 1857 benannt nach ihrem Verlauf am Ufer des Donaukanals, des ehemaligen Wiener Arms der Donau. Die Bezeichnung „Donaukanal“ kam gegen 1700 zusätzlich auf. 1598–1600 wurde der Fluss erstmals reguliert und im Zuge der Donauregulierung um 1870 nochmals ausgebaut. Der Name der Donau leitet sich vom Danuvius der Römerzeit ab, geht aber auf ältere Wurzeln zurück. Donau ist wie auch die Flussnamen Dnepr, Dnister, Donez und Don möglicherweise iranischen oder keltischen Ursprungs. Die Straße hieß An der Brücke, dann Donaustraße. Deren Teilung erfolgte 1857 beim Beginn der Taborstraße an der Schwedenbrücke; der flussaufwärts gelegene Straßenteil wurde zur Oberen, der flussabwärts gelegene zur Unteren Donaustraße. Eine in den heutigen Bezirken 21 und 22 in Floridsdorf und Kagran gelegene (Obere) Donaustraße wurde 1909 in An der oberen Alten Donau umbenannt.
- Obermüllnerstraße, 1899 benannt nach dem Maler Adolf Obermüllner (1833–1898); er war ab 1851 an die Akademie der bildenden Künste Schüler des Landschaftsmalers Franz Steinfeld; siehe die Steinfeldgasse im 19. Bezirk Döbling. Obermüllner betätigte sich vor allem als Landschaftsmaler und konzentrierte sich dabei auf die Alpen. 1861 engagierte ihn der österreichische Alpenverein für eine Alpen- und Gletscherexpedition, deren Hauptaufgabe die Vermessung war, sowie eine Bestandsaufnahme mittels Fotografien und Zeichnungen.
- Odeongasse, 1864 benannt nach dem Tanzsaal Odeon, der sich hier befand. Das Etablissement wurde 1844/1845 vom Blechwarenfabrikanten Paul Fischer erbaut. Es war mit einer Fläche von 4.641 m² (148 × 34 m) und einem Fassungsvermögen von 15.000 Personen der größte Tanzsaal Wiens. Drei Musikkapellen konnten gleichzeitig spielen, ohne einander akustisch zu stören. Das Odeon war das vornehmste Etablissement der 1840er Jahre; Johann Strauss Sohn spielte hier seinen Odeonwalzer. Im Zuge der Revolution 1848 brannte das Gebäude nieder. Es wurde nicht wieder aufgebaut, auf der freien Fläche entstand die Odeongasse. Der Odeonpark ist ebenfalls nach dem Tanzsaal benannt. In unmittelbarer Nähe entstand 1854 der Circus Renz (siehe Ernst-Renz-Gasse).
- Offenbachgasse, 1932 benannt nach dem französischen Komponisten und Cellisten Jacques Offenbach (1819–1880); er gilt als Begründer der modernen Operette als eigenständiges und anerkanntes Genre des Musiktheaters. Seine Operette Die Verlobung bei der Laterne wurde 1858 im Carltheater aufgeführt; in den folgenden Jahren beherrschten die Werke Offenbachs die Wiener Operettentheater. Offenbachs Erfolg der Schönen Helena, die 1865 im Theater an der Wien aufgeführt wurde, gab Johann Strauss Sohn den Anstoß, sich selbst ab 1870 als Operettenkomponist zu versuchen. Die Gasse hieß 1938–1947 Rollergasse.
- Ofnergasse, 1925 benannt nach dem Juristen, Sozialpolitiker und Rechtsphilosophen Julius Ofner (1845–1924); er war wesentlich beteiligt an der Ausarbeitung des Allgemeinen Bürgerlichen Gesetzbuches, an der Entwicklung des Arbeitsrechts (unter anderem Verbot der Kinderarbeit, Sonntagsruhebestimmungen, Zulassung von Frauen zu bestimmten Berufen, Fürsorge für entlassene Sträflinge) sowie an der Reform des Strafgesetzes. 1901–1918 war er Abgeordneter zum Reichsrat und 1918/1919 Mitglied der Provisorischen Nationalversammlung. Der Julius-Ofner-Hof im 5. Bezirk Margareten ist ebenfalls nach ihm benannt. Die Gasse hieß 1939–1949 Eduard-Kremser-Gasse (nach dem Komponisten Eduard Kremser).
- Olympiaplatz, 1977 benannt nach den Olympischen Spielen. Die Einführung der Olympischen Spiele der Neuzeit wurde 1894 als Wiederbegründung der antiken Festspiele in Olympia auf Anregung von Pierre de Coubertin beschlossen. Der Platz befindet sich vor dem Ernst-Happel-Stadion. Die Benennung des Olympiaplatzes bezieht sich darauf, dass das Stadion (damals: Praterstadion) 1931 anlässlich der 2. Arbeiterolympiade eröffnet wurde. An dieser Olympiade nahmen 25.000 Sportler teil, es gab Wettkämpfe in 117 Disziplinen. Siehe auch Pierre-de-Coubertin-Platz.
- Oswald-Thomas-Platz, 1974 benannt nach dem Astronomen Oswald Thomas (1882–1963). Er gründete 1907 das Astronomische Büro, war 1915–1922 Leiter der Urania-Sternwarte und gründete 1924 den Österreichischen Astronomischen Verein. 1927 wurde auf seine Initiative das Wiener Planetarium errichtet, das erste Zeiss-Planetarium außerhalb Deutschlands. Ab 1941 lehrte Thomas an der Universität Wien Astronomie. Der Asteroid (29427) Oswaldthomas ist zu seinen Ehren benannt. Der Vorplatz des Planetariums befindet sich im Wurstelprater. Im Historikerbericht Straßennamen Wiens seit 1860 als „Politische Erinnerungsorte“ aus dem Jahr 2013 ist die Verkehrsfläche Gruppe C (demokratiepolitisch relevante biographische Lücken) zugeordnet.[55]
- Otto-Futterknecht-Weg, 1996 benannt nach dem Gastwirt Otto Futterknecht (1911–1977); er gründete 1952 das Gasthaus „Futterknecht“ in der Kleingartenanlage Ober dem Heustadlwasser und engagierte sich hier auch als Funktionär. Er förderte die Modernisierung der Anlage, indem er Telefon- und Stromleitungen auf eigene Kosten einleiten ließ.[56]

## P

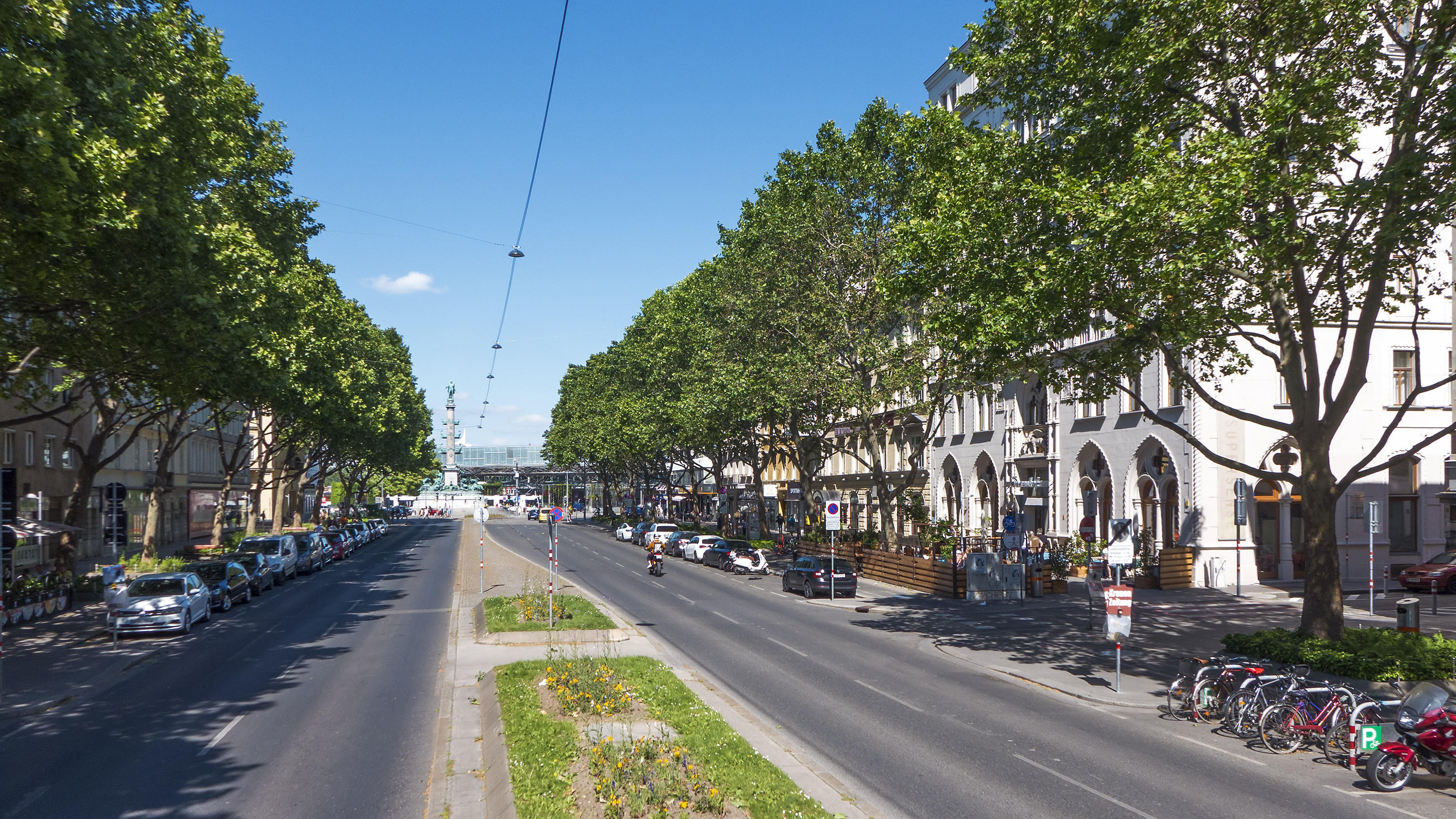
Die Praterstraße Richtung Praterstern

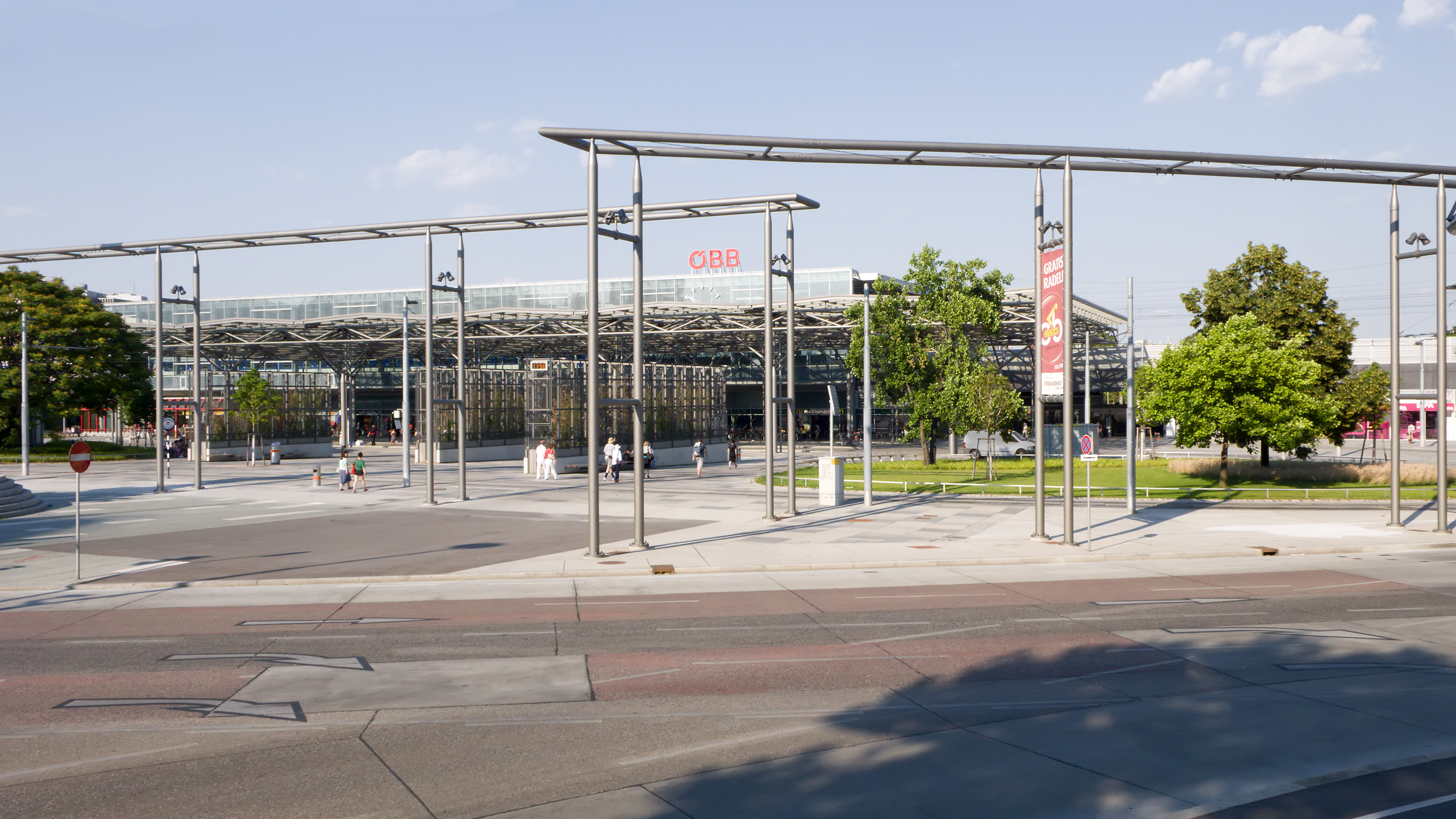
Praterstern, westlicher Teil

- Paffrathgasse, 1876 benannt nach dem Kaufmann Leopold Paffrath (1816–1875); er war als Mitglied der Mittelpartei im Bezirk Leopoldstadt von 1862 bis 1875 Mitglied des Wiener Gemeinderats. 1871 bekam er den Franz-Joseph-Orden, 1873 erhielt er den Ehrentitel kaiserlicher Rat.
- Pasettistraße, 1893 benannt nach Florian Pasetti (1793–1875), Sektionsrath im k.k. Ministerium für Handel, Gewerbe und öffentliche Bauten, 1854 Ritter von Friedenburg, ab 1856 Ministerialrath, 1867 in den Freiherrenstand erhoben,[57] Büroleiter der „Donauregulierungskommission“. Er schrieb über die Theiß-Regulierung 1846–1860 und unterstützte in den Expertendiskussionen über die Projekte zur Wiener Donauregulierung eine (kostengünstigere) Variante mit der heutigen Alten Donau als Hauptstrom, blieb damit aber in der Minderheit und trat zu Beginn der Regulierungsarbeiten 1868 in den Ruhestand.[58] Die bis dahin nur im 20. Bezirk bestehende Pasettistraße wurde 2008 von der Bezirksgrenze, der Innstraße, in das in Verbauung befindliche Nordbahnhofgelände verlängert.
- Pauline-Metternich-Promenade, 2016 benannt nach der Salonnière Pauline von Metternich (1836–1921); sie war wegen ihres sozialen Engagements und ihrer resoluten Art beim Volk sehr beliebt. Nach dem Tod der Kaiserin Elisabeth nahm sie eine quasi-offizielle Stellung als „grande dame“ von Wien ein. Sie organisierte jedes Jahr den beliebten Blumenkorso auf der Prater-Hauptallee. Die Verkehrsfläche befindet sich im Neubaugebiet Viertel Zwei bei der Trabrennbahn Krieau.
- Pazmanitengasse, 1867 benannt nach einem ehemaligen Meierhof der Pazmaniten, der sich hier befand. 1623 wurde in der Schönlaterngasse in der heutigen Inneren Stadt ein katholisches Kollegium errichtet, das Pazmaneum genannt wurde; die Schüler hießen volkstümlich Pazmaniten.[59] Gegründet wurde die Schule von dem ungarischen Theologen Péter Pázmány (1570–1637), Hauptfigur der Gegenreformation im königlichen Ungarn. Pázmány übte am Wiener Hof bedeutenden Einfluss aus und war 1618 maßgeblich an der Wahl Ferdinands II. zum ungarischen König beteiligt. Das Wiener Pazmaneum besteht (im 9. Bezirk) bis heute.[60]
- Perinetgasse, 1919 benannt nach dem Schauspieler und Theaterdichter Joachim Perinet (1763–1816). Ab 1785 arbeitete er am Leopoldstädter Theater. Sein Engagement endete 1797, und 1798 begann seine Tätigkeit als Autor und Schauspieler am Theater auf der Wieden bei Emanuel Schikaneder. Dort blieb Perinet bis 1803 und ging dann für drei Jahre zurück zu seinem Freund Karl Friedrich Hensler an das Leopoldstädter Theater. Die Gasse, an deren südlichem Rand die Bezirksgrenze 2/20 verläuft, hieß davor Mathildengasse (siehe den anschließenden, bis 1919 Mathildenplatz genannten Gaußplatz).
- Perspektivstraße, zur Weltausstellung 1873 benannt, 1878 definitiv, nach der schönen Aussicht, die man von dieser neu angelegten, auf deren nordwestliche Seitenfront zulaufenden Straße aus auf die Rotunde im Ausstellungsgelände hatte. Plätze und Straßen, von denen aus man bestimmte Gebäude gut sehen konnte, bezeichnete man früher als Perspektiv. Siehe auch Rotundenallee und Rotundenplatz, sowie Kaiserallee, Nordportalstraße, Südportalstraße, Zufahrtsstraße und Harkortstraße. Früher hieß das Areal Vermählungsmais.
- Pfeffergasse, 1862 benannt nach dem Zahnarzt Peter Pfeffermann (1809–1870); er schrieb 1862 des Lehrbuch Fassliche Darstellung der gesamten Zahnheilkunde nach dem neuesten Standpunkte,[61] erhielt 1863 ein Patent für eine „privilegierte Zahnpasta“[62] und erfand ein „Mundwasser, welches im Munde eine angenehme Kühle verbreite und unangenehmen Geruch benehme“.[63] Er kaufte um 1860 ein Haus an der Taborstraße und baute es um, wodurch zwischen deren Hausnummern 61 und 63 diese kurze Seitengasse entstand. Warum die Gasse nicht nach dem vollständigen Namen als Pfeffermanngasse benannt wurde, bleibt unerklärlich.
- Pierre-de-Coubertin-Platz, 1991 benannt nach dem französischen Pädagogen, Historiker und Sportfunktionär Pierre de Coubertin (1863–1937); er trat ab 1880 – beeinflusst durch archäologische Ausgrabungen im griechischen Olympia – für die Wiederbelebung der antiken Olympischen Spiele ein. 1896 wurden schließlich in Athen die ersten Olympischen Spiele der Neuzeit eröffnet. Von 1896 bis 1925 war Coubertin Präsident des IOC. Der Platz befindet sich vor dem Ernst-Happel-Stadion neben dem Olympiaplatz.
- Pillersdorfgasse, 1862 benannt nach dem Beamten und Staatsmann Franz von Pillersdorf (1786–1862); er war in der Finanzverwaltung tätig, wurde 1824 Vizepräsident der Hofkammer, 1832 Geheimer Rat und 1842 Kanzler der Hofkanzlei. Im Revolutionsjahr 1848 wurde Pillersdorf von Kaiser Ferdinand I. zum Minister des Innern und kurz darauf zum Ministerpräsidenten ernannt. Die von ihm geschaffene liberale „Pillersdorfsche Verfassung“ konnte sich nicht durchsetzen; nach der Niederschlagung der Revolution verlor er die meisten politischen Ämter.
- Platz der Erdarbeiterinnen, 2023 nach jenen Arbeiterinnen benannt, die 1848 gegen ihre schlechten Arbeitsbedingungen protestierten. Dies gipfelte in der so genannten Praterschlacht (der Niederschlagung dieser Demonstration durch die Nationalgarde) und gilt als erste Frauendemonstration in der Geschichte Wiens. Der „Platz“ ist de facto keine Verkehrsfläche, sondern eine Grünfläche am Ende des Unteren Heustadelwassers und wird daher auch in der Parkliste geführt.
- Praterspitzstraße, 1904 erstmals in Lehmann genannt, angeblich 1910 amtlich registriert. Der Fahrweg verläuft direkt am Donauufer, zwischen Strom und Donauuferbahn, vom nördlichen Abschnitt der Freudenauer Hafenstraße abzweigend, bis zum Kraftwerk Freudenau (Freytag-Berndt-Buchplan 2012). Abweichend von Angaben in Lehmann führt der Weg nicht zu der (über die Seitenhafenstraße erreichbaren) schmalen Landzunge namens „Praterspitz“ an der Einmündung des Donaukanals in den Hauptstrom, dem südlichsten Punkt der vom 2. und vom 20. Bezirk eingenommenen Donauinsel.
- Prater-Platz, benannt (Datum unbekannt) nach dem Wurstelprater, in dem sich der Platz befindet. Der Wurstelprater verdankt seinen Namen einer Figur des Volkstheaters, dem von Joseph Anton Stranitzky kreierten „Hanswurst“; siehe die Stranitzkygasse im 12. Bezirk, Meidling. In der Zeit der Aufklärung wurden viele Theaterbühnen von den Marktplätzen der Inneren Stadt vertrieben und fanden im Prater als Wurstelprater ihre neue Heimstatt. 1895 wurde das Vergnügungsareal Venedig in Wien errichtet; 1897 in dessen Mitte das Riesenrad. 1938 ging der Prater in das Eigentum der Gemeinde Wien über.
- Praterstern, 1879 amtlich registriert (aber z. B. schon 1838 so genannt), nach der sternförmigen Anlage des Platzes am nordwestlichen Ende des Praters. Bereits um 1782 gab es hier einen Platz, in den sieben Alleen mündeten. Nach der Errichtung des ersten Nordbahnhofes, 1838, des ersten Bahnhofs für Wien überhaupt, entwickelte sich die benachbarte Kreuzung sukzessive zu einem Verkehrsknotenpunkt, insbesondere nach der Donauregulierung 1868–1875. 1954–1955 wurde der Kreisverkehr stark vergrößert, die ursprüngliche Sternform des Platzes ist seither nicht mehr erkennbar. Seit 1962 Schnellbahnstation, seit 1981 U-Bahn-Station (U1, ab 2008 auch U2).
- Praterstraße, 1862 amtlich benannt (aber zuvor schon so genannt) nach dem Wiener Prater, zu dem sie von der Inneren Stadt (bei der Schwedenbrücke) führt. Der Name „Prater“ leitet sich wahrscheinlich von pratum (lat. für Wiese) bzw. prato (ital. für „Flussaue“) her. Pratum wurde erstmals in einer Urkunde gefunden, die Kaiser Friedrich Barbarossa 1162 in Bologna ausgestellt hat und eine Schenkung von Auwiesen bei Wien beurkundet. Die Straße hieß früher Jägerzeile, da sie eine Siedlung der habsburgischen Jagdaufseher und Holzarbeiter in den Donauauen mit der Stadt verband.
- Prater 80er Linie, benannt (Datum unbekannt) nach der ehemaligen Straßenbahnlinie 80, die von 1909 bis 1969 in den Prater fuhr.[64] Die Strecke führte von der Rotundenbrücke (Thugutstraße) zum Lusthaus. Zusätzlich verkehrte 1910–1951 an Renntagen eine Linie 81 zur Galopprennbahn Freudenau. Die Straße Prater 80er Linie führt entlang der Trasse dieser ehemaligen 81er-Linie.
- Präuscherplatz, 1963 benannt nach dem Schausteller und Dompteur Hermann Präuscher (1839–1896); der gelernte Löwenbändiger kam durch einen großen Wettgewinn zu Geld und erbaute damit 1871 im Wurstelprater sein Präuschers Panoptikum. Ausgestellt wurden unzählige Tierpräparate, 886 Präparate mit menschlichen Körperteilen, ein Wachsfigurenkabinett mit rund 2000 Figuren und eine Sammlung von Folterwerkzeugen. Daneben gab es einen Irrgarten, ein Kaleidoskop und ein Kunstkabinett. Das Gebäude und die Sammlung verbrannten im Rahmen der Schlacht um Wien 1945. Der Platz befindet sich im Wurstelprater.

## R

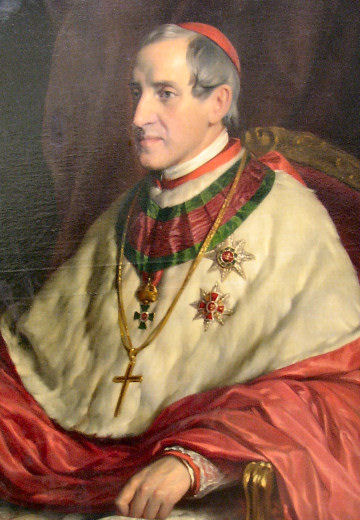
Fürsterzbischof Joseph Othmar von Rauscher

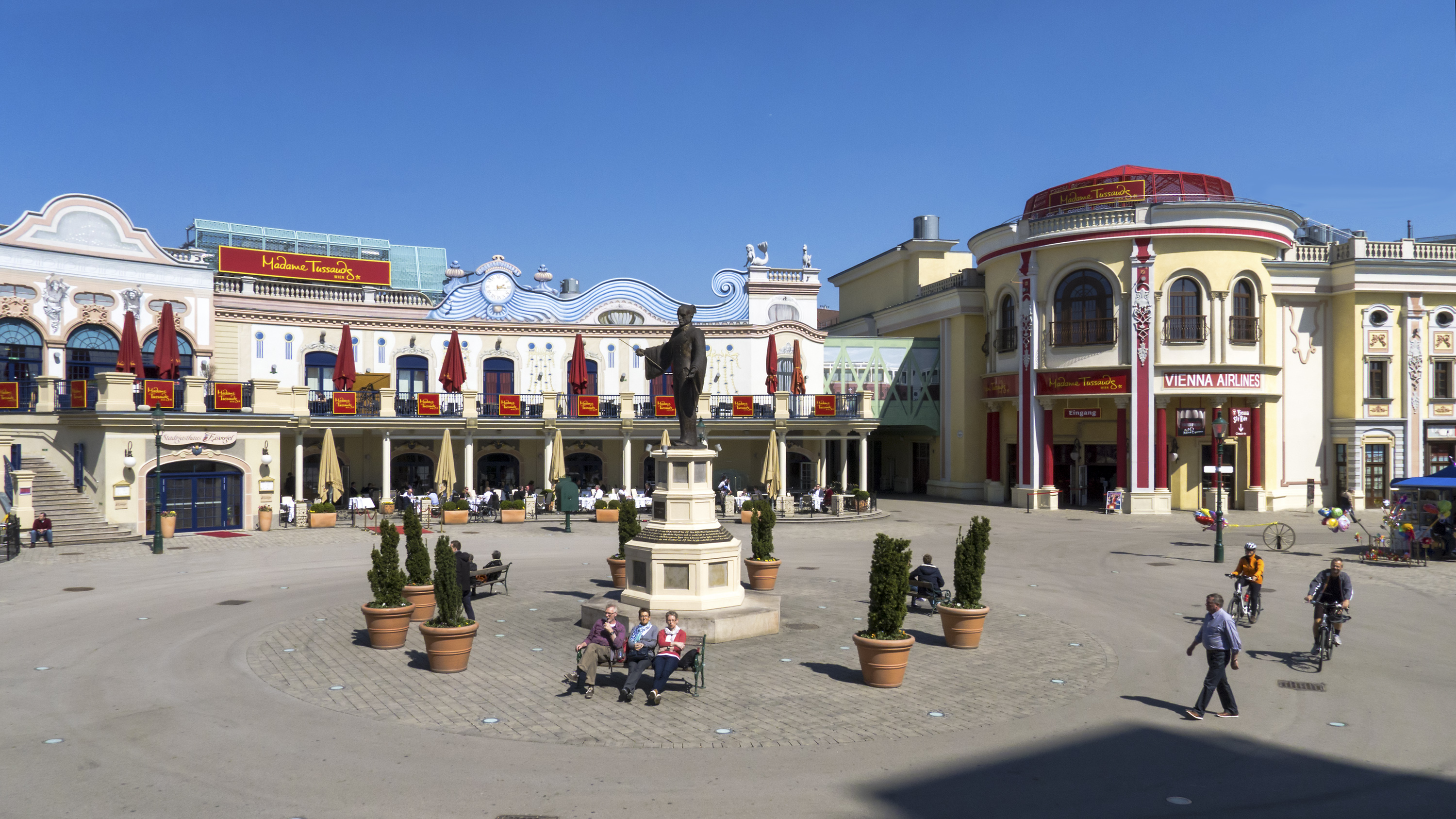
Der Riesenradplatz im Wurstelprater

- Rabbiner-Friedmann-Platz, 2008 benannt nach dem Rabbiner Israel Friedmann (1854–1933). Der Großrabbiner stammte aus Czortków in Galizien und floh während des Ersten Weltkriegs nach Wien. Der kleine, zwickelartige Platz an der bei der Einmündung der Großen Stadtgutgasse breiteren Heinestraße war vorher unbenannt und liegt dem privaten Bethaus, das Friedmann hier auf Nr. 35 besaß, genau gegenüber.
- Rabbiner-Schneerson-Platz, 1999 benannt nach Menachem Mendel Schneerson (1902–1994), genannt „Lubawitscher Rebbe“, einem prominenten Vertreter des orthodoxen Judentums in seiner chassidischen Ausprägung. Chabad Lubawitsch erstreckt sich als religiöses Netzwerk über 70 Länder. Der kleine Platz im 2. und 20. Bezirk liegt unmittelbar vor dem Lauder Chabad Campus, einem jüdischen Bildungszentrum im Augarten, an der Einmündung der Rauscherstraße (20. Bezirk) in die Nordwestbahnstraße und der Abzweigung der Lampigasse.
- Rabensburger Straße, 2008 benannt nach der Marktgemeinde Rabensburg im Bezirk Mistelbach in Niederösterreich, die rund um die mittelalterliche Rabensburg entstanden ist. Die Benennung bezieht sich darauf, dass der grenznahe Ort an der Nordbahn liegt, die vom ehemaligen Nordbahnhof (heute: Wien Praterstern) kommend hinter Rabensburg und Bernhardsthal die Staatsgrenze in Richtung Břeclav (Lundenburg, Tschechien) passiert. Die Straße liegt im Nordbahnviertel.
- Radingerstraße, 1905 benannt nach dem Maschinenbauingenieur Johann von Radinger (1842–1901). Er war ab 1867 Mitarbeiter (Adjunkt) am Polytechnischen Institut, das 1872 in Technische Hochschule umbenannt wurde, ab 1875 außerordentlicher Professor, ab 1879 ordentlicher Professor des Maschinenbaus, 1881–1885 Dekan und 1891/1892 Rektor der heutigen TU Wien. Radinger war als Planer, Konstrukteur und Gutachter für viele Industrieanlagen in Österreich-Ungarn tätig. 1892 war er als Bauleiter für die Einrichtungen der Staatsdruckerei und des Hauptmünzamtes zuständig. Die Straße hieß vorher Rüdigerstraße.
- Raimundgasse, 1862 benannt nach dem Schriftsteller Ferdinand Raimund (1790–1836); er war gemeinsam mit Johann Nestroy der Hauptvertreter des Alt-Wiener Volkstheaters. Seine Stücke sind große szenische Sinnbilder vom Glück in einer geordneten Welt mit utopischen Ausblicken in ein höheres Reich der Liebe und Freiheit. Ab 1817 gehörte er dem Ensemble des Leopoldstädter Theaters an, von 1828 bis 1830 war er dessen Direktor. Hier spielte Raimund nicht nur, sondern führte auch Regie. Siehe auch Komödiengasse, Marinelligasse und Nestroygasse. Das Raimundtheater ist nach ihm benannt; ab 1972 war sein Porträt auf der 50-Schilling-Banknote abgebildet.
- Rauscherstraße, 1869 benannt nach dem Wiener Erzbischof und Kardinal Joseph Othmar von Rauscher (1797–1875); er war maßgeblich am Zustandekommen des Konkordates zwischen der katholischen Kirche und dem Kaiserhaus beteiligt. Das Konkordat wurde 1855 unterzeichnet und beendete den Josephinismus. Die Othmargasse im 20. Bezirk Brigittenau und der dortige Kardinal-Rauscher-Hof sowie der Kardinal-Rauscher-Platz im 15. Bezirk Rudolfsheim-Fünfhaus sind ebenfalls nach ihm benannt. Sein Vorgänger war Vincenz Eduard Milde (siehe den Mildeplatz im 16. Bezirk Ottakring); sein Nachfolger war Johann Rudolf Kutschker (siehe die Kutschkergasse im 18. Bezirk Währing). Die Rauscherstraße liegt mit beiden Straßenseiten im 20. Bezirk; nur die entlang der historischen Augartenmauer errichteten Gebäude befinden sich wie der Augarten im 2. Bezirk.
- Rembrandtstraße, 1875 benannt nach dem niederländischen Maler Rembrandt van Rijn (1606–1669); er gilt als der bedeutendste und bekannteste niederländische Künstler des Barocks. Rembrandt betätigte sich als Maler, Radierer und Zeichner, führte eine Werkstatt und bildete Künstler aus. Sein Werk umfasst unter anderem Porträts, Landschaften sowie biblische und mythologische Themen. Nach Abzug zahlreicher Fälschungen geht die Fachwelt davon aus, dass sein Gesamtwerk etwa 350 Gemälde, 300 Radierungen und 1.000 Zeichnungen umfasst. Die Straße wurde auf ehemaligem Gartengrund neu angelegt. An einem Teil der geraden Seite befindet sich der Zinshauskomplex Rembrandthof.
- Rennbahnstraße, nicht amtlich benannt nach der Galopprennbahn Freudenau, entlang der die Straße vom Lusthaus im Prater aus verläuft. Die Rennbahn für den Galopprennsport wurde 1839 eröffnet. 1858 wurden in Anwesenheit von Kaiser Franz Joseph I. die Tribünen eingeweiht, die vom Architekten Carl Hasenauer entworfen und von dessen Bruder, dem Hof-Zimmermeister Christoph Hasenauer, erbaut worden waren. Im Stil des Historismus gehalten, zeichnet sich die Anlage durch feingliedrige Gusseisen-Architektur aus und besitzt fünf Tribünen. Die Straße war 1972 auf dem Freytag-Berndt-Stadtplan noch unbenannt, 1976 nicht mehr.
- Riesenradplatz, 2008 benannt nach dem an diesem Platz befindlichen Riesenrad im Wurstelprater. Geplant wurde das Riesenrad vom Theaterdirektor und Unternehmer Gabor Steiner (siehe den Gabor-Steiner-Weg), ausgeführt wurde es 1896 von englischen Ingenieuren unter Hubert Cecil Booth. Das Riesenrad besaß 30 (heute: 15) Waggons, hat einen Durchmesser von 60,96 Meter (abgeleitet von 200 engl. Fuß) und ein Gesamtgewicht von 430 Tonnen. Die Zeit für eine vollständige Umdrehung beläuft sich auf 255 Sekunden.
- Robertgasse, 1862 benannt nach dem Industriellen Florentin Robert (1795–1870); er gründete 1823 in Wien ein Großhandelshaus. In der Folge erwarb bzw. errichtete er mehrere Industriebetriebe in Österreich und Mähren. 1837 gründete er in Seelowitz eine bedeutende Zuckerfabrik; dort entwickelte er 1865 das nach ihm benannte Verfahren der Robert-Diffusion zur Saftextraktion bei der Rübenzuckerherstellung.[65] In der Leopoldstadt stellte Robert 1856 die Gründe für die Erbauung der ersten Häuser in dieser Gasse zur Verfügung.
- Rondeau, nicht amtlich benannter, kreisrunder Platz an der Kreuzung von Jantschweg und Leichtweg im Wurstelprater. Kreisförmige Plätze wurden in Österreich gelegentlich Rondell genannt (von französisch rondelle = runde Scheibe) und im Prater als Rondeau (1825: Rondo) bezeichnet. Im Freytag-Berndt-Buchplan heute als Rondeau zu finden, ist der Platz auf dem elektronischen Stadtplan der Wiener Stadtverwaltung als Rondeau-Volksprater (der Bindestrich ist irrig) eingetragen, wohl zur Unterscheidung von den 1912 auf dem Stadtplan auffindbaren beiden Rondeaus (eines davon schon 1825 genannt) an der Hauptallee bei deren Kreuzungen mit dem Heustadelwasser. Der Wurstelprater war bereits 1825 als Volksprater bekannt. Anlässlich der Weltausstellung 1873 wurde der Begriff offiziell; er wird heute fast ausschließlich von Ämtern verwendet. Auf dem Stadtplan um 1925 scheint der Platz als 2. Rondeau im Wurstelprater auf; als 1. Rondeau im Wurstelprater war damals das 1963 zum Calafattiplatz umbenannte verzeichnet.
- Rosl-Berndt-Platz, 2019 benannt nach der Sängerin und Kabarettistin Rosl Berndt (eigentlich Rosa Dunkelblau, 1903–1996); sie war ein Publikumsliebling der Wiener Kabarett- und Varieteszene mit Auftritten im Ronacher, Simpl und Raimundtheater. 1936 zog sie nach Bukarest und heiratete einen Rumänen, 1947 zog sie nach England und heiratete einen Briten. 1963 versuchte sie ein Comeback als Schauspielerin in Wien, fiel jedoch durch.
- Rotenkreuzgasse, 1788 benannt nach dem ehemaligen Hausschild „Zum roten Kreuz“. Die Gasse hieß vorher Richtergasse.
- Rotensterngasse, um 1830 auf dem Vasquez-Stadtplan eingetragen, 1859 in der Lehmann-Erstausgabe als Rothe Sterngasse, benannt nach dem ehemaligen Hausschild „Zum roten Stern“. Die Gasse hieß um 1710–1770 In der Froschlacken und um 1773 Froschlackengasse. Der Abschnitt zwischen Taborstraße und Glockengasse wurde nach 1830 durchgebrochen und hieß 1862–1885 Hufgasse.
- Rothschildplatz, 2016 benannt nach der Familie Rothschild. Ihre Mitglieder sind seit dem 18. Jahrhundert vor allem als Bankiers bekannt geworden; sie zählten im 19. Jahrhundert zu den einflussreichsten und wichtigsten Finanziers europäischer Staaten. Salomon Rothschild (1774–1855) gründete und finanzierte 1835 die Kaiser Ferdinands-Nordbahn von Wien nach Brünn. 1838 wurde mit dem Nordbahnhof der wichtigste und größte Bahnhof der Habsburgermonarchie eröffnet. Platz im Nordbahnviertel.
- Rotundenallee, 1935 benannt nach der (1937 abgebrannten) Rotunde, zu der sie führte. Die Rotunde war ein Kuppelbau, der anlässlich der Weltausstellung 1873 im Prater errichtet wurde. Sie war zu ihrer Zeit mit einem Durchmesser von 108 m die mit Abstand größte Kuppel der Welt. Der Innenraum hatte eine Fläche von rund 8.000 m² und diente während der Weltausstellung als zentraler Treffpunkt für Besucher und für offizielle Anlässe. In den folgenden Jahrzehnten diente sie als Ausstellungshalle. Im Jahr 1936 prüfte die Stadt Wien neue Nutzungsmöglichkeiten; kurz darauf brannte sie jedoch ab. Siehe auch Harkortstraße, Perspektivstraße und Rotundenplatz. Die Rotundenbrücke (bis 1919: Sophienbrücke) ist ebenfalls nach dem Ausstellungsgebäude benannt. Die Allee hieß bis 1919 Sophienbrückenallee und 1919–1935 Rotundenbrückenallee.
- Rotundenplatz, nicht amtlich benannt nach der Rotunde; siehe Rotundenallee. An den Platz an der Südportalstraße grenzte bis 1937 das Südportal der Rotunde mit der repräsentativsten Zufahrt, die daher bis heute Kaiserallee´heißt, und später das Hauptportal des heute nicht mehr bestehenden Messegeländes. In Buchplänen war der Platz 2002 noch nicht mit Namen vermerkt, dieser schien aber 2007 bereits auf.
- Rueppgasse, 1870 benannt nach Anton Ruepp (1792–1868); er war 1850–1862 der erste Bezirksvorsteher des neuen 2. Bezirks, Leopoldstadt. Ruepp gründete eine Kleinkinderbewahranstalt und hinterließ den Großteil seines Vermögens für wohltätige Zwecke.
- Rustenschacherallee, 1921 benannt nach einem alten Flurnamen. Der Wortteil „Rusten“ ist eine alte Form von „Rüster“, dem verarbeiteten Holz der Ulmen. Die Allee, die zum Pratercottage zählt, hieß ursprünglich Kronprinzstraße; nach dem Selbstmord von Kronprinz Rudolf 1889 wurde auch, in Lehmann vorrangig, der Name Prater-Gürtelstraße verwendet, während etwa Freytag-Berndt 1898 ausschließlich die Kronprinzstraße nennt; 1910–1919 Prinzenallee.

## S
- Schaafweg, 2022 benannt nach der Schaustellerfamilie Schaaf, die ab 1866 über mehrere Generationen im Wiener Prater tätig war.
- Scherzergasse, 1875 benannt nach dem Gastwirt und Unternehmer Johann Georg Scherzer (1776–1858); er war Gerichtsbeisitzer in der Leopoldstadt und 1819 Mitgründer der Ersten österreichischen Spar-Casse. Er kaufte 1806 das Wirtshaus „Zum Sperlbauer“ und baute es 1807 zum Tanzlokal Zum Sperl um. Durch das Auftreten von Musikern wie Michael Pamer, Joseph Lanner und Johann Strauss Vater wurde das Etablissement sehr beliebt und zählte zu den populärsten Vergnügungsstätten Wiens. Siehe auch Kleine Sperlgasse und Große Sperlgasse.
- Schiffamtsgasse, um 1830 auf dem Vasquez-Stadtplan eingetragen, 1862 offiziell erfasst; benannt nach dem ehemaligen k.k. Obersten Schiffamt, das sich hier befand. Das Amt wurde (zunächst an anderer Stelle) 1655 errichtet; 1688 übersiedelte es auf das Grundstück Ecke Schiffamtsgasse / Obere Donaustraße direkt am Donaukanal. Das Amt besaß das „Wasserrecht“, also u. a. das Privileg, alle leeren Schiffe und Flöße auf der Donau zwischen Krems und Wien zu kaufen. Zur Zeit Maria Theresias wurden die Aufgaben dem Militär übertragen. 1843 wurde das Schiffamt aufgelöst, das Gebäude in eine Pionierkaserne umgewandelt. Ab 1860 war es Amtssitz des Leopoldstädter Bezirksgerichts, dem ab 1912 ein Gefangenenhaus angeschlossen war; 1945 wurde es durch Bomben zerstört. Heute befindet sich an der Stelle das Bundesamt für Eich- und Vermessungswesen.
- Schipanygasse, 1996 benannt nach dem Feinmechaniker Franz Schipany (1915–1941); er gehörte ab 1939 der Widerstandsgruppe „Tschechische Sektion der KPÖ“ an. 1941 wurde er von der Gestapo verhaftet und gemeinsam mit 19 anderen Widerstandskämpfern im KZ Mauthausen erschossen.[66] Die kurze Verbindung zwischen Handelskai und Wehlistraße nahe dem Heustadelwasser war zuvor unbenannt.
- Schmelzgasse, 1684 benannt nach der Gießerei Civitatis Schmelzhütten, die sich hier befand. Der Betrieb ist bereits ab ca. 1450 nachweisbar; nach den Zerstörungen der Zweiten Türkenbelagerung wurde er 1684 aufgegeben. Was genau gegossen wurde, ist unklar; möglicherweise wurden Rinder- und Schaffett geschmolzen und zu Kerzen und Seifen gegossen. Der Beruf des Gießers wurde seinerzeit Schmelzer genannt. Die Gasse hieß zuvor seit 1678 Ochsengasse (nach dem Wirtshaus „Zum goldenen Ochsen“). Um 1830 hieß der Abschnitt zwischen Taborstraße und Großer Mohrengasse (damals Großer Hafnergasse) Brunngasse; die Einbeziehung in die Schmelzgasse erfolgte 1862.
- Schoellerhofgasse, 1909 benannt nach dem um 1840 erbauten Schoellerhof. Der weitläufige Gebäudekomplex reichte von der Oberen Donaustraße bis zur Negerlegasse und war eines der größten Zinshäuser der Leopoldstadt. In ihm befand sich das Tanzlokal Kettenbrückensaal. Erbaut wurde die Zinshausanlage von dem Großindustriellen und Bankier Alexander von Schoeller (1805–1886); er gründete u. a. das Großhandelshaus „Schoeller & Co.“, die Schoellerbank, die Berndorfer Metallwarenfabrik und die „Ternitzer Eisenwerke Reichenbach“, aus denen die Schoeller-Bleckmann Stahlwerke entstanden. Daneben besaß er ausgedehnte Ländereien und war Mitbegründer der Leipnik-Lundenburger-Zuckerfabrik. Am nördlichen Ende der Gasse verläuft die Negerlegasse; sie entstand fast gleichzeitig mit dem Schoellerhof.
- Scholzgasse, 1874 benannt nach dem Schauspieler Wenzel Scholz (1787–1857); er wurde vor allem als Komiker des Alt-Wiener Volkstheaters und als kongenialer Partner von Johann Nestroy in dessen Possen und Lustspielen bekannt. Von 1832 bis 1852 spielte er am Leopoldstädter Theater (ab 1847: Carltheater), wo ihm Nestroy viele Rollen auf den Leib schrieb. In Nestroys Dialogentwürfen sind die Hauptfiguren gewöhnlich mit N. und Sch. bezeichnet, den Anfangsbuchstaben von Nestroy und Scholz. Wenzel Scholz ist auf dem Eisernen Vorhang des Theaters an der Wien neben Nestroy, Raimund und Mozarts Zauberflöte verewigt. Die Gasse bildete zuvor die nördliche Begrenzung des Areals der bis 1865 abgerissenen Leopoldstädter Kaserne.
- Schönngasse, 1898 benannt nach dem Maler Alois Schönn (1826–1897); er war ab 1861 Mitglied der Genossenschaft der bildenden Künstler Wiens, 1866 Mitglied der Wiener Akademie und ab 1877 dort Professor. Schönn war vor allem Historien- und Genremaler und spezialisierte sich auch auf orientalische Genrebilder. Die Gasse wurde auf zuvor unbebautem, zum Oberen Prater zählendem Gelände nördlich der Ausstellungsstraße (heute: Stuwerviertel) neu angelegt.
- Schreygasse, 1802 benannt nach dem akademischen Bildhauer Johann Michael Schrey († 1796) und seiner Ehefrau Eleonore Schrey († 1801). Nach dem Tod ihres Mannes gründete Eleonore Schrey 1801 in Penzing eine soziale Stiftung für zwölf arme Lehrlinge.[67] Im gleichen Jahr errichtete sie in ihrem Haus (Schreygasse 2, Ecke Untere Augartenstraße) die Eleonore Schrey’sche Schulprämien-Stiftung, durch die 1802 eine Schule für 60 bedürftige Kinder eröffnet wurde. Die Schule bestand hier bis 1838 und wurde dann in die Untere Augartenstraße 3 verlegt. Das Schrey’sche Stiftungshaus besteht noch und steht unter Denkmalschutz (Listeneintrag)
- Schrottgießergasse, benannt (Datum unbekannt) nach einer ehemaligen Schrot(t)gießerei, die sich im 16. Jahrhundert hier befand. Die Gießerei verarbeitete vermutlich nicht Schrott (Altmetall), sondern stellte Schrot als Geschoße her; der Name wurde im 19. Jahrhundert nämlich die längste Zeit ohne Doppel-t als Schrotgießergasse geschrieben. Die heutige Fahrbahn der Gasse führt diagonal über das ehemalige Grundstück des Carltheaters. Als das Theater noch bestand, führte die Gasse nur direkt an den Häusern Nr. 1 bis 5 entlang; sie hieß auf dem Vasquez-Stadtplan um 1830 Schrotgasse, in der Lehmann-Erstausgabe 1859 Schrotgießergasse. Seit der Ausgabe 1893 führte Lehmann sie in der Schreibung mit Doppel-t.
- Schrotzbergstraße, 1899 im neuen Stuwerviertel angelegt und benannt nach dem Maler Franz Schrotzberg (1811–1889), Mitglied der Wiener Akademie (ab 1843). Er widmete sich vor allem der Porträtmalerei und gehörte er zu den begehrtesten Malern repräsentativer Damenporträts in Wien. Seine Ölgemälde des Kaiserhauses und des Hochadels dienten oft als Vorlage für Porträtlithografien. Schrotzbergs opulenter Stil war allerdings unter seinen Zeitgenossen umstritten.
- Schüttelstraße, 1876 benannt nach der Anschüttung, die für die Anlage dieser Straße am Ufer des Donaukanals erforderlich war. Vor der Donauregulierung war der Prater eine hochwassergefährdete Gegend; so wurde eine Straße „angeschüttet“, die höher als die Umgebung lag. Die Straße hieß früher (z. B. um 1830) Am Schüttel. Die gesamte Gegend um die heutige Schüttelstraße wurde zuvor ebenfalls Schüttel genannt, da hier Schutt abgelagert wurde, um das Areal zu planieren. Ein werblicherer Name für einen Teil der Gegend war seit dem ausgehenden 19. Jahrhundert Pratercottage.
- Schwarzenstockallee, 1891 benannt nach dem Schwarzen Stockwasser, einem alten Nebenarm der Donau im Bereich der Freudenau, der bis zur Donauregulierung 1870/75 bestand. Die Allee beginnt am Lusthaus und verliert sich im Augebiet des Praters.
- Schwarzingergasse, 1894 benannt nach der Beamtengattin Barbara Schwarzinger (1816–1891); sie spendete 200.000 Kronen für das damalige Leopoldstädter Kinderspital. Das Krankenhaus in der Oberen Augartenstraße 26–28 wurde 1871/1872 nach Plänen des Architekten Carl von Hasenauer errichtet, der die Planung unentgeltlich durchführte. Es wurde 1873 eröffnet und 1886 erweitert. 1892/1893 konnte dank der Spende von Barbara Schwarzinger ein Erweiterungsbau erstellt und als Infektionsabteilung eingerichtet werden. Das Spital wurde 1951 geschlossen; das Gebäude beherbergt heute das Martha-Frühwirt-Zentrum für Medizinische Selbsthilfegruppen. Die Gasse hieß davor Winkelgasse, weil sie nicht geradlinig verläuft; die damals großteils noch unverbaute Verbindung von der heutigen Leopoldsgasse zur heutigen Kleinen Pfarrgasse war, namenlos, bereits um 1830 auf dem Stadtplan zu finden.
- Schweidlgasse, 1890 benannt nach dem Beamten Karl Schweidl (1819–1889), k.k. Rechnungsrath; er war Armenrat in der Leopoldstadt und Mitglied des Bezirksausschusses. Armenräte waren von ca. 1850 bis 1918 Männer, die in bestimmten Sprengeln für die Betreuung der Armen, die Verteilung von Spenden und Pfründen, die Ausstellung von Armutszeugnissen usw. zuständig waren. Die Gasse wurde mittels einer Unterführung unter der Nordbahn durch das Stadtentwicklungsgebiet Nordbahnhof bis zur Vorgartenstraße verlängert.
- Schwemmgasse, benannt (Datum unbekannt, in Lehmann 1864 erfasst) nach einer ehemaligen Pferdeschwemme, die sich um 1862–1873 hier befand. Eine Pferdeschwemme war eine Stelle in einem Gewässer (hier: am Donaukanal), an der Pferde nach der Arbeit ins Wasser geführt und gesäubert werden konnten. Im Sommer wurden die erhitzten Pferde in der Schwemme abgekühlt. Um 1830 stand hier, quer über die heutige Gasse, das Städtische Körner-Magazin.
- Sebastian-Kneipp-Gasse, 1900 im neu angelegten Stuwerviertel benannt nach dem bayrischen Priester und Hydrotherapeuten Sebastian Kneipp (1821–1897). Er ist Namensgeber der Kneipp-Medizin, eines Behandlungsverfahrens, das Wasseranwendungen, Pflanzenwirkstoffe, Bewegungs- und Ernährungsempfehlungen beinhaltet. Kneipp errichtete in Bad Wörishofen ein Kurzentrum, in dem 1893 33.130 Kurgäste Behandlung suchten.
- Seitenhafenstraße, 1912 benannt als Zufahrt zu einem (1980 zugeschütteten) Hafenbecken des Hafens Freudenau, das Seitenhafen genannt wurde. Die Straße endete ursprünglich als Sackgasse am Donaukanal. Seit 2011 führt die anschließende, neu errichtete Seitenhafenbrücke in den 11. Bezirk, Simmering. Der von dieser Brücke bis zur Freudenauer Hafenbrücke zwischen Hafen und Donaukanal verlaufende Fahrweg ist auf dem elektronischen Stadtplan der Wiener Stadtverwaltung als Teil der Seitenhafenstraße eingetragen. Siehe auch Freudenauer Hafenstraße, Hafenzufahrtsstraße und Handelskai.
- Sellenygasse, 1891 benannt nach dem Maler Joseph Selleny (1824–1875); er nahm 1857–1859 an der Novara-Expedition teil und dokumentierte diese. In der Folge betätigte er sich als Landschaftsmaler, Aquarellist, Zeichner und Lithograf. Selleny machte sich auch als Gartenarchitekt einen bleibenden Namen; er entwarf sowohl die Gartenanlage des Wiener Stadtparks (siehe auch die Siebeckstraße im 22. Bezirk Donaustadt) als auch die von Schloss Miramare bei Triest.
- Sillerweg, 1934 nicht amtlich benannt nach Franz Siller (1893–1924), Präsident des „Zentralverbandes der Kleingärtner-, Siedler- und Kleintierzüchtervereine Österreichs“; er spielte eine führende Rolle bei der Organisation der Kleingartenbewegung im hungernden Wien nach 1918. Ebenfalls nach ihm benannt sind der Sillerweg im 11. Bezirk, Simmering, der Franz-Siller-Weg im 12. Bezirk, Meidling, die Sillergasse und der Sillerplatz im 13. Bezirk, Hietzing, die Sillerstraße im 19. Bezirk, Döbling, und die Franz-Siller-Gasse im 22. Bezirk, Donaustadt. Weg in der Kleingartenanlage „Wasserwiese“ bei der Stadionallee. Der Weg hieß 1927–1934 nach Rudolf Boeck (1865–1927), Maler und Förderer der Siedlerbewegung, Rudolf-Boeck-Gasse.

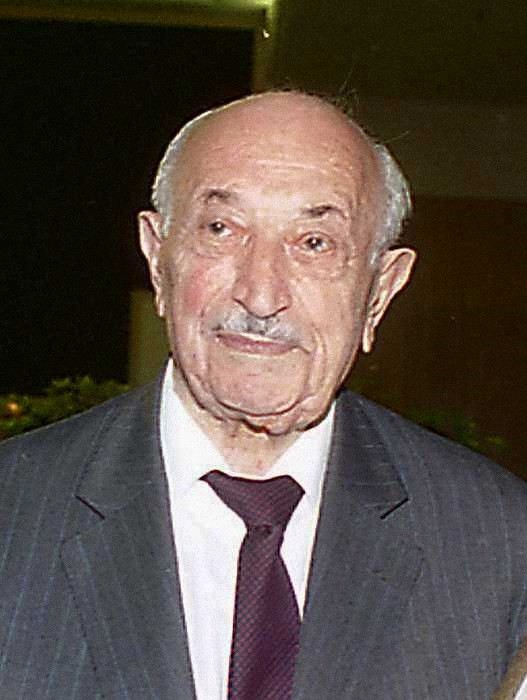
Simon Wiesenthal

- Simon-Wiesenthal-Gasse, 2006 benannt nach dem Architekten, Publizisten und Schriftsteller Simon Wiesenthal (1908–2005). Nach seiner Befreiung aus dem Konzentrationslager Mauthausen im Mai 1945 machte er die „Suche nach Gerechtigkeit für Millionen unschuldig Ermordeter“ zu seiner Lebensaufgabe. Er gründete das Dokumentationszentrum Jüdische Historische Dokumentation in Linz und später das Dokumentationszentrum des Bundes Jüdischer Verfolgter des Naziregimes in Wien. Die Gasse hieß vorher seit 1975 nach dem Schriftsteller Franz Ichmann (1898–1965) Ichmanngasse.
- Spielmannplatz, 2011 benannt nach dem Schachmeister Rudolf Spielmann (1883–1942); er nahm an ungefähr 120 Turnieren teil, von denen er 33 gewann. Sein größter Erfolg war der Turniersieg auf dem Semmering 1926; Spielmann gewann vor Alexander Aljechin, Milan Vidmar, Aaron Nimzowitsch und Savielly Tartakower. Seine beste historische Elo-Zahl betrug 2716; er erreichte sie im Jänner 1913. Der unmittelbar neben dem Ernst-Happel-Stadion gelegene Platz unterbricht den Marathonweg.
- Sportklubstraße, 1912 benannt nach den Sportanlagen des Wiener Athletiksport Clubs (WAC), zu denen die Straße führt. In der Anfangszeit war die Fußballabteilung sehr erfolgreich. Die 1900 gegründete Hockeyabteilung ist Aushängeschild des Vereines und bedeutendster Vertreter dieses Sports in Österreich. Im Tennis stellt der WAC Damen- und Herren-Landesligamannschaften sowie mehrere Jugend-, Nachwuchs- und Seniorenteams. Der Verein bietet auf seiner landschaftlich anspruchsvollen Anlage im Prater 19 Tennis-Sandplätze im Freigelände sowie zwei Hallen-Sandplätze und einen Hartplatz an. Die Straße war vorher Teil der auch Prater-Gürtelstraße genannten Kronprinzstraße.
- Springergasse, 1872 benannt nach dem kaiserlichen Rat Daniel Lazarus Springer (1614–1687); er war zunächst Mitglied des Inneren Raths und dann 1670–1673 und 1678–1679 Wiener Bürgermeister. In seine Amtszeit fiel die Errichtung der Leopoldskirche sowie der Ausbruch der Beulenpest in Wien. 1680 nahm er als Altbürgermeister an der Einweihung der Pestsäule am Graben teil. Springer war Besitzer des repräsentativen Gundelhofs in der Inneren Stadt. Sein Nachfolger war Johann Andreas von Liebenberg; siehe die Liebenberggasse im 1. Bezirk Innere Stadt.
- Stadionallee, 1937 benannt nach dem Praterstadion (seit 1992: Ernst-Happel-Stadion), in dessen Richtung die Allee – von der Stadionbrücke kommend – führt. Das Stadion wurde 1929–1931 nach Plänen des Architekten Otto Ernst Schweizer erbaut und anlässlich der 2. Arbeiterolympiade 1931 eröffnet (siehe auch Olympiaplatz). Schweizer erbaute auch das daneben liegende Stadionbad (mit 400.000 m² Grundfläche das größte Freibad Europas). Das Praterstadion fasst heute 50.865 Zuschauer (früher bis zu 90.000), Eigentümer ist die Stadt Wien (Magistratsabteilung 51 – Sportamt der Stadt Wien). Die Allee hieß 1874–1919 Kaiser-Joseph-Brücken-Allee und 1919–1937 Schlachthausbrückenallee (nach den beiden früheren Bezeichnungen der Stadionbrücke).
- Stella-Klein-Löw-Weg, 2003 benannt nach der Politikerin Stella Klein-Löw (1904–1986), Lehrerin an einem Mädchengymnasium in Mariahilf (ab 1946), Direktorin eines Realgymnasiums in Floridsdorf (1950–1970). Sie war maßgeblich am Aufbau der Nachkriegs-SPÖ beteiligt und war Bezirksvorstandsmitglied der SPÖ Leopoldstadt. 1959–1970 war sie Abgeordnete zum Nationalrat sowie SPÖ-Bildungssprecherin. Der Stella-Klein-Löw-Hof in der Taborstraße ist ebenfalls nach ihr benannt.
- Stemmerallee, 1891 benannt nach einem alten Flurnamen. Der Wortbestandteil „Stemmer“ ist eine alte Form für (Baum-)Stämme und bezieht sich auf den Baumbestand im Prater. Weg in der Kleingartensiedlung „Unteres Heustadelwasser“.
- Stephanie-Endres-Straße, 2022 benannt der Lehrerin Stephanie Endres (1891–1974), Funktionärin und Förderin des schulischen und außerschulischen Sports, insbesondere des Mädchen- und Frauensports. Die Straße war zuvor Teil der Engerthstraße.
- Stoffellagasse, 1938 benannt nach dem Internisten Emil Stoffella (1835–1912), Privatdozent (ab 1862), außerordentlicher Professor (ab 1878) und Professor der medizinischen Pathologie und Therapie an der Universität Wien (ab 1882). Er verfasste wissenschaftliche Beiträge über Pulsmessung, über Hydrotherapie des Typhus abdominalis, über Cholera und Morbus Basedow, über das kochsche Heilverfahren, das Fettherz, über die Epilepsie und Hystero-Epilepsie, über Symptome bei Perikarditis und über die Therapie von Tuberkulose. Die Gasse hieß vorher Emiliengasse.

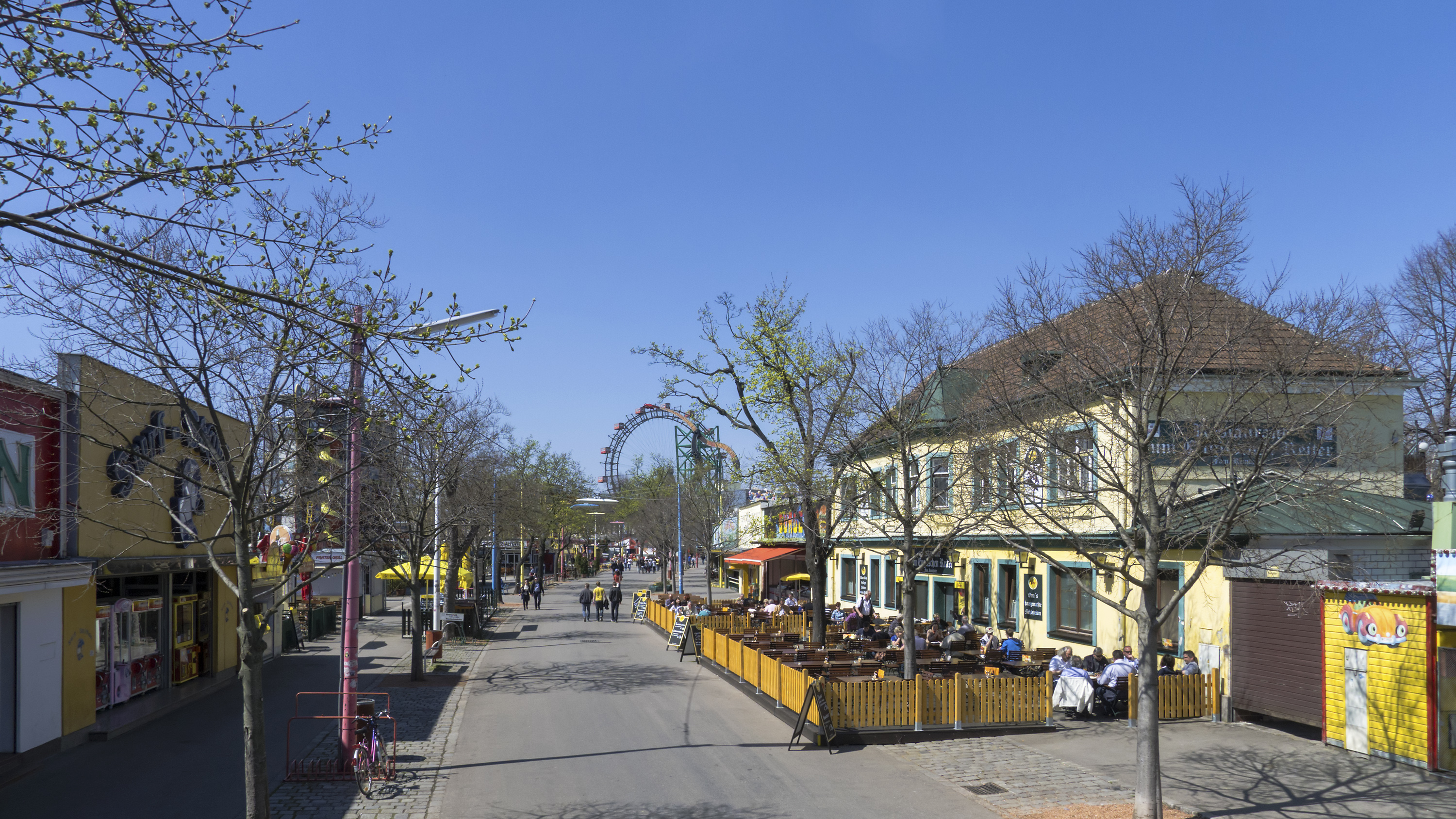
Die Straße des Ersten Mai im Wurstelprater

- Straße der Wiener Wirtschaft, 2018 benannt nach dem Haus der Wiener Wirtschaft, einem Bürogebäude der Wirtschaftskammer Wien, das sich seit 2019 an dieser Straße befindet. Mit einer genutzten Fläche von rund 22.000 Quadratmetern, 3.000 davon für die Betreuung der rund 140.000 Mitglieder, ist das Gebäude die größte Service-Einheit für Unternehmen in Österreich.[68] Die Straße war vorher der in den Praterstern einmündende Teil der Walcherstraße.
- Straße des Ersten Mai, 1920 benannt nach dem Ersten Mai, an dem als Tag der Arbeit bzw. Maifeiertag traditionell der „Kampftag der Arbeiterbewegung“ stattfindet. Die Maikundgebungen der Wiener Arbeiterschaft fanden 1890–1918 hier im Prater statt. Der Aufmarsch am 1. Mai 1890 war mit mehr als 100.000 Teilnehmern die bis dahin größte Kundgebung in der Geschichte Wiens. Bis 1907 stand der Kampf für das allgemeine und gleiche Wahlrecht (der Männer) im Zentrum der Maifeiern. Seit 1921 findet die Maifeier am Rathausplatz statt. Die Straße ist die Hauptstraße des Wurstelpraters und hieß davor Große Zufahrtsstraße (als Zufahrt zum Gelände der Weltausstellung 1873).
- Strawanzerweg, nicht amtlich benannter Weg im Wurstelprater. Strawanzer ist ein mundartlicher Ausdruck für Herumtreiber bzw. Strolch. 1983 drehte der Regisseur Peter Patzak den Film Strawanzer (Die letzte Runde). 1976 veröffentlichten Die Original Wiener Schrammeln in ihrem Album Im Prater blüh’n wieder die Bäume den „Strawanzer-Marsch“.
- Sturgasse, 1909 benannt nach dem Mönch Michael Stur (1840–1909); er war Provinzial – also Leiter der Ordensprovinz – der Barmherzigen Brüder in der Leopoldstadt. Die Barmherzigen Brüder vom heiligen Johannes von Gott sind ein katholischer Krankenpflegeorden, als dessen Ordensvater der heilige Johannes von Gott gilt (siehe den Johannes-von-Gott-Platz). Das Krankenhaus der Barmherzigen Brüder wurde 1614 gegründet und besteht an der Großen Mohrengasse bis heute; siehe auch Trunnerstraße.

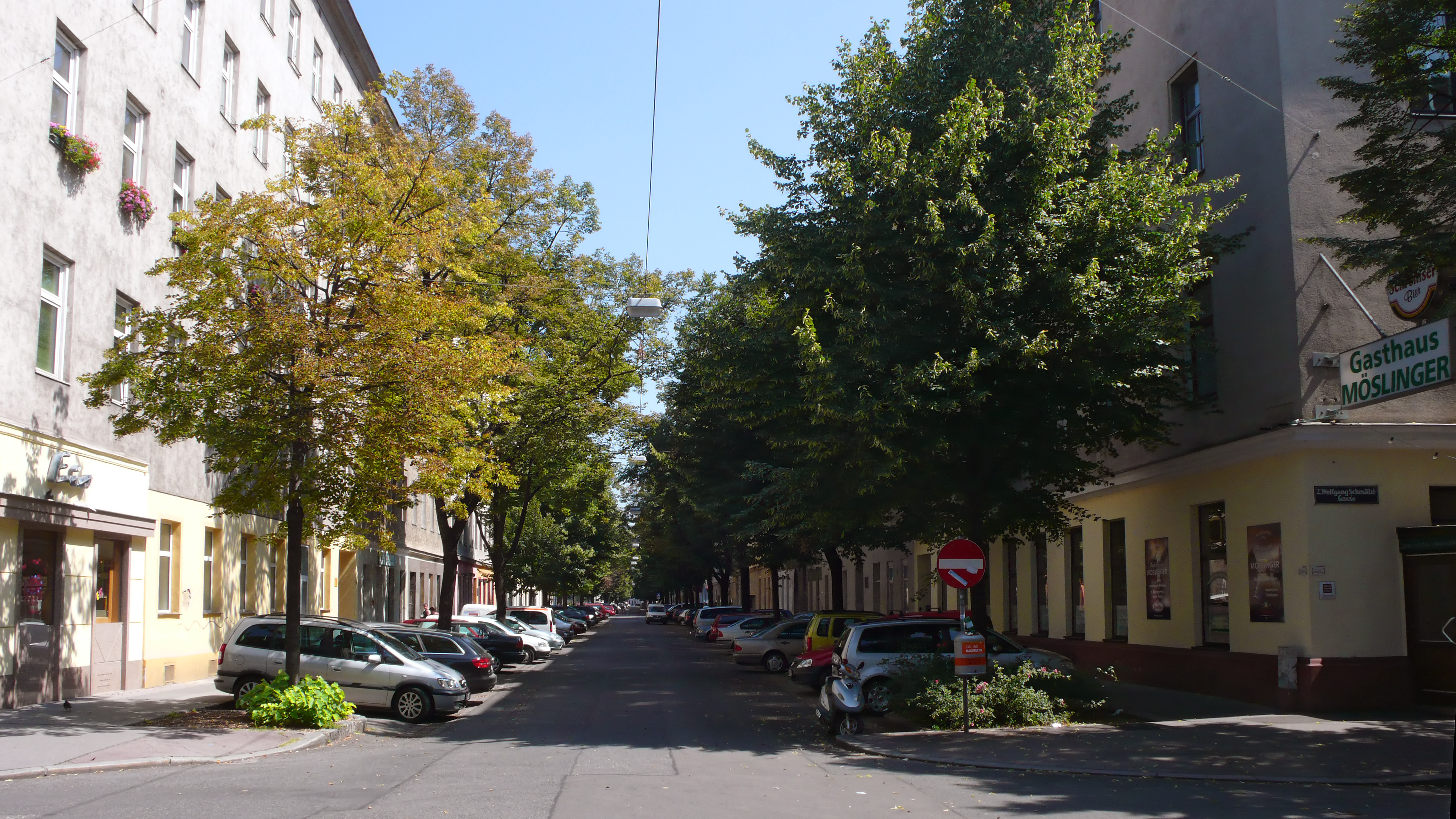
Stuwerstraße

- Stuwerstraße, 1898 im nach der Donauregulierung neu projektierten Stadtteil benannt nach dem Unternehmer und Pyrotechniker Johann Georg Stuwer (eigentlich Johannes Stubenrauch, 1732–1802); er war in den Jahren 1773 bis 1799 für seine Feuerwerke im Prater berühmt und baute diese zu Kunstspektakeln aus. (Die Spektakel fanden auf der Feuerwerkswiese etwa am Ort der heutigen Stuwerstraße statt.) Stuwer verwendete für seine Feuerwerke Themen aus der Mythologie sowie aus der Bibel und inszenierte auch Schlachtendarstellungen. 1784 gelang Stuwer vor etwa 15.000 Zuschauern im Prater der erste bemannte Ballonaufstieg in Österreich. Die Stuwerstraße ist namensgebend für das Stuwerviertel, das früher Schwimmschulmais, Feuerwerksmais bzw. Feuerwerksplatz hieß.
- Südportalstraße, 1904 benannt als südliche Zufahrtsstraße zur 1873 erbauten Rotunde im Gelände der Weltausstellung 1873. Sie führte später zum Südportal des „Messegeländes“; seit dessen Auflassung führt sie am Südrand des Geländes vorbei, auf dem bis 2013 die neue Wirtschaftsuniversität Wien errichtet wurde. Die Straße hieß vorher 1884–1904 Auffahrtsstraße (Auffahrt zur Rotunde); ihr Pendant auf der Nordseite der Rotunde war die Abfahrtsstraße (siehe Nordportalstraße).

## T

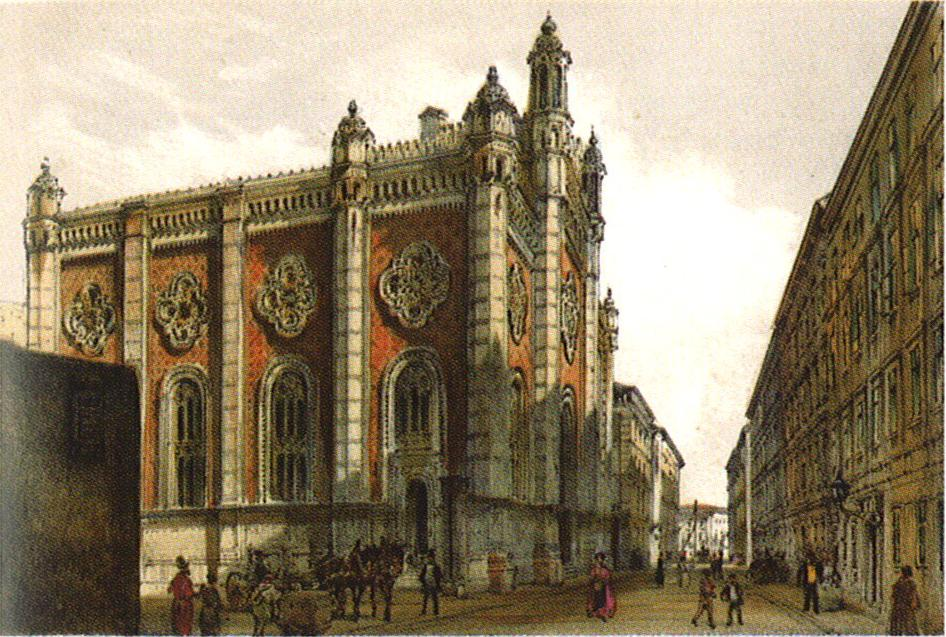
Die 1938 zerstörte Synagoge in der Tempelgasse

- Taborstraße, benannt (Datum unbekannt) nach der Befestigungsanlage Tabor, die die dortige Donaubrücke sicherte und auch als Mautstelle diente. Die Straße führte von der Schlagbrücke (heute: Schwedenbrücke), der ersten Brücke zwischen der heutigen Altstadt und der späteren Leopoldstadt, zum Tabor; die Mautstelle befand sich bis 1698 beim heutigen Gaußplatz (20. Bezirk) und dann Am Tabor (siehe dort). Die Straße ist die älteste Straße des Bezirks; sie wurde 1406 als Kremser Straße erwähnt, im 17. Jahrhundert hieß sie Hauptstraße. Die Straße wurde laut Projekt von 2011 mittels einer Unterführung unter der Nordbahn im Stadtentwicklungsgebiet Nordbahnhof bis zur Vorgartenstraße verlängert.
- Tandelmarktgasse, benannt (Datum unbekannt) nach dem Tandelmarkt, der sich etwa 70 Jahre lang hier befand. „Tand“ ist eine veraltete Bezeichnung für ein hübsches Ding, das wenig Wert hat. Der Markthandel mit gebrauchten Kleidungsstücken und diversen Gebrauchsgegenständen fand in Wien ab 1404 auf der Brandstätte (gegenüber dem Riesentor von Sankt Stephan) statt. 1614 wurde der Markt zum Kärntner Tor (etwa beim heutigen Hotel Sacher) verlegt. Nach der Vertreibung der Juden vom Unteren Werd (heute: Leopoldstadt) erteilte Kaiser Leopold I. 1671 den dortigen Bewohnern das Privileg, an drei Tagen wöchentlich einen „Tandel Marckt“ abzuhalten.[69] Ab 1730 wurde der Tandelmarkt wieder ausschließlich an Kärntner Tor abgehalten. Im September 1859 wurde der Markt in die Viaduktbögen unter den Weißgärbern der im selben Jahr fertiggestellten Verbindungsbahn (Abschnitt Hauptzollamt–Nordbahnhof) abgesiedelt.[70]
- Tempelgasse, 1862 benannt nach dem Leopoldstädter Tempel. Die Synagoge wurde 1854–1858 nach Plänen von Ludwig Förster errichtet und bot 2.000 Sitzplätze. Der Tempel war ein Beispiel des Mitte des 19. Jahrhunderts in Wien herrschenden historisierenden Klassizismus bzw. des romantischen Historismus und diente als Vorbild für zahlreiche weitere europäische Synagogen im orientalischen Stil. Während der Novemberpogrome 1938 wurde das Gebäude mit Ausnahme der Seitentrakte zerstört. Die Gasse hieß vorher Wällische Gasse (Wällisch = welsch) und Quergasse; 1938–1945 hieß sie Mohapelgasse (nach dem von Nationalsozialisten politisch vereinnahmten Mordopfer Josef Mohap(e)l, 1904–1925).
- Tethysgasse, 2014 benannt nach dem ehemaligen Ozean Tethys, der im Erdmittelalter existierte. Aus seinen Ablagerungen entstanden durch Faltung u. a. die Alpen. Der Geologe Eduard Suess benannte dieses Meer nach der griechischen Meeresgöttin Tethys, der Schwester und Gemahlin des Titanen Okeanos. Die Tethysgasse führt von der Praterstraße zur Afrikanergasse, wo sich auf Nr. 9 das Wohn- und Sterbehaus von Eduard Suess befindet. Die Tethysgasse ist mit 11 m die kürzeste Straße Wiens. Siehe auch die Eduard-Sueß-Gasse im 15. Bezirk, Rudolfsheim-Fünfhaus.
- Teuffenbachstraße, 1899 in altertümlicher Schreibweise benannt nach dem Feldherrn Rudolf von Tiefenbach (1582–1653); er nahm 1620 an der Schlacht am Weißen Berg bei Prag teil, mit der Habsburg seine Macht in Böhmen durchsetzte, und übernahm 1621 den Oberbefehl über die kaiserlichen Truppen in Ungarn. 1623–1631 war er unter Wallenstein Feldmarschall. Friedrich Schiller lässt in seinem Drama Wallensteins Lager einige Angehörige seines Regiments auftreten, die „Tiefenbacher“ genannt werden. 1650 stiftete Tiefenbach in der Leopoldstadt 20.000 Gulden, von deren Zinsen arme Mädchen eine Heiratsausstattung erhielten.
- Thugutstraße, 1877 benannt nach dem Staatsmann Johann Amadeus Franz von Thugut (1736–1818); er war ab 1769 Geschäftsträger und ab 1771 Internuntius Österreichs beim Osmanischen Reich in Konstantinopel. 1793 wurde er als Nachfolger von Wenzel Anton Kaunitz zum Außenminister der Staaten der Donaumonarchie ernannt. Als entschiedener Gegner Preußens sicherte er Österreich in der Dritten polnischen Teilung 1795 Gebietsgewinne. Thugut war auch einer der entscheidenden Motoren für die Bildung der Koalition gegen das revolutionäre Frankreich. Nach den Siegen Frankreichs trat er 1801 zurück.
- Tiergartenstraße, 1876 benannt nach dem 1863 eröffneten Tiergarten am Schüttel. Die Zoologen Gustav Jäger und Alexander Ussner errichteten im Prater einen auf neuesten wissenschaftlichen Erkenntnissen basierenden Tiergarten; die Tiere sollten etwa in einem ihren natürlichen Lebensraum entsprechenden Ambiente untergebracht sein. Direktor war Friedrich Knauer; siehe die Friedrich-Knauer-Gasse im 10. Bezirk, Favoriten. 1864 hatte der Zoo 230.000 Besucher. Bereits 1866 musste er jedoch aus wirtschaftlichen Gründen schließen; die Investoren August Graf Breuner und Johann Nepomuk Wilczek hatten sich verkalkuliert (siehe die Wilczekgasse in Favoriten).[71] Eine kurze Wiederbelebung 1894–1901 hatte wenig Erfolg.
- Tobogganplatz, nicht amtlich benannter Platz im Wurstelprater. Am Platz befindet sich das Fahrgeschäft Toboggan, ein 25 Meter hoher Rutschturm in Holzbauweise. Der Toboggan wurde 1913 unter dem Namen Teufels Rutsch vom russischen Schausteller Nikolai Kobelkoff errichtet. Nach der Zerstörung im Zweiten Weltkrieg wurde er 1947 nach den Originalplänen neu gebaut und 2008/09 generalsaniert; er steht unter Denkmalschutz (Listeneintrag).
- Trabrennstraße, 1952 benannt nach der 1878 eröffneten Trabrennbahn Krieau in der namensgebenden Krieau, einem Teil des Praters. Die Anlage hat eine Länge von 1100 Meter und eine Breite von neun Pferden je Startreihe; ihr Belag ist Sand. Die in den 1910er Jahren erbauten Tribünen sind sachlich gestaltete, dreigeschoßige Stahlbetonbauten. Auf der Ehrentribüne sind bunte Majolika-Reliefs im Stil der Wiener Werkstätte angebracht. Gegenüber befindet sich ein Verwaltungsgebäude mit Fachwerk-Elementen, das Ende des 19. Jahrhunderts errichtet wurde. Die Trabrennbahn schloss (siehe Stadtplan um 1925) südöstlich an die (1937 abgebrannte) Rotunde an; der Weg zwischen den beiden Gebäuden war unbenannt, die Durchfahrt zur Vorgartenstraße noch nicht vorhanden.
- Trunnerstraße, 1890 benannt nach dem Mönch Wunnibald Trunner (1829–1885), Prior des Ordens der Barmherzigen Brüder in der Leopoldstadt. Das 1614 gegründete Krankenhaus der Barmherzigen Brüder wurde 1883–1885 in der Amtszeit von Wunnibald Trunner nach Plänen von Carl von Hasenauer, Otto Hofer und Anton Schönmann durch Stadtbaumeister Cajetan Miserovsky neu errichtet. Siehe auch Sturgasse.

## U
- Ulrichgasse, 1862 benannt nach dem Küchengärtner Leopold Ulrich (1769–1847), Mitglied des äußeren Raths, Träger der goldenen Civil-Ehrenmedaille, letzter Ortsrichter der 1850 nach Wien eingemeindeten Vorstadt Jägerzeile. Die Gasse hieß ursprünglich Obere Fischergasse und dann bis 1862 Fischergasse.
- Untere Augartenstraße, 1862 benannt; die Straße führt – von der Augartenbrücke kommend – zum Augarten, einem 52,2 ha großen öffentlichen Park mit der ältesten barocken Gartenanlage Wiens. Das ehemalige kaiserliche Jagdgebiet wurde 1775 von Kaiser Joseph II. der Allgemeinheit zugänglich gemacht. Der Name des Augartens stammt daher, dass Kaiser Ferdinand III. um 1650 in der ehemals unberührten Aulandschaft eine kleine Gartenanlage in holländischem Stil errichten ließ. Die Straße hieß 1777–1862 Neue Gasse. Siehe auch Obere Augartenstraße.
- Untere Donaustraße, 1857 benannt nach ihrem Verlauf am Ufer des Donaukanals, des ehemaligen Wiener Arms der Donau. Die Bezeichnung „Donaukanal“ kam gegen 1700 zusätzlich auf. 1598–1600 wurde der Fluss erstmals reguliert und im Zuge der Donauregulierung um 1870 nochmals ausgebaut. Der Name der Donau leitet sich vom Danuvius der Römerzeit ab, geht aber auf ältere Wurzeln zurück. Donau ist wie auch die Flussnamen Dnepr, Dnister, Donez und Don möglicherweise iranischen oder keltischen Ursprungs. Die Teilung der Donaustraße erfolgte 1857 beim Beginn der Taborstraße an der Schwedenbrücke; der flussaufwärts gelegene Straßenteil wurde zur Oberen, der flussabwärts gelegene zur Unteren Donaustraße. Die Straße hieß ab etwa 1700 Am hangenden Ort.

## V

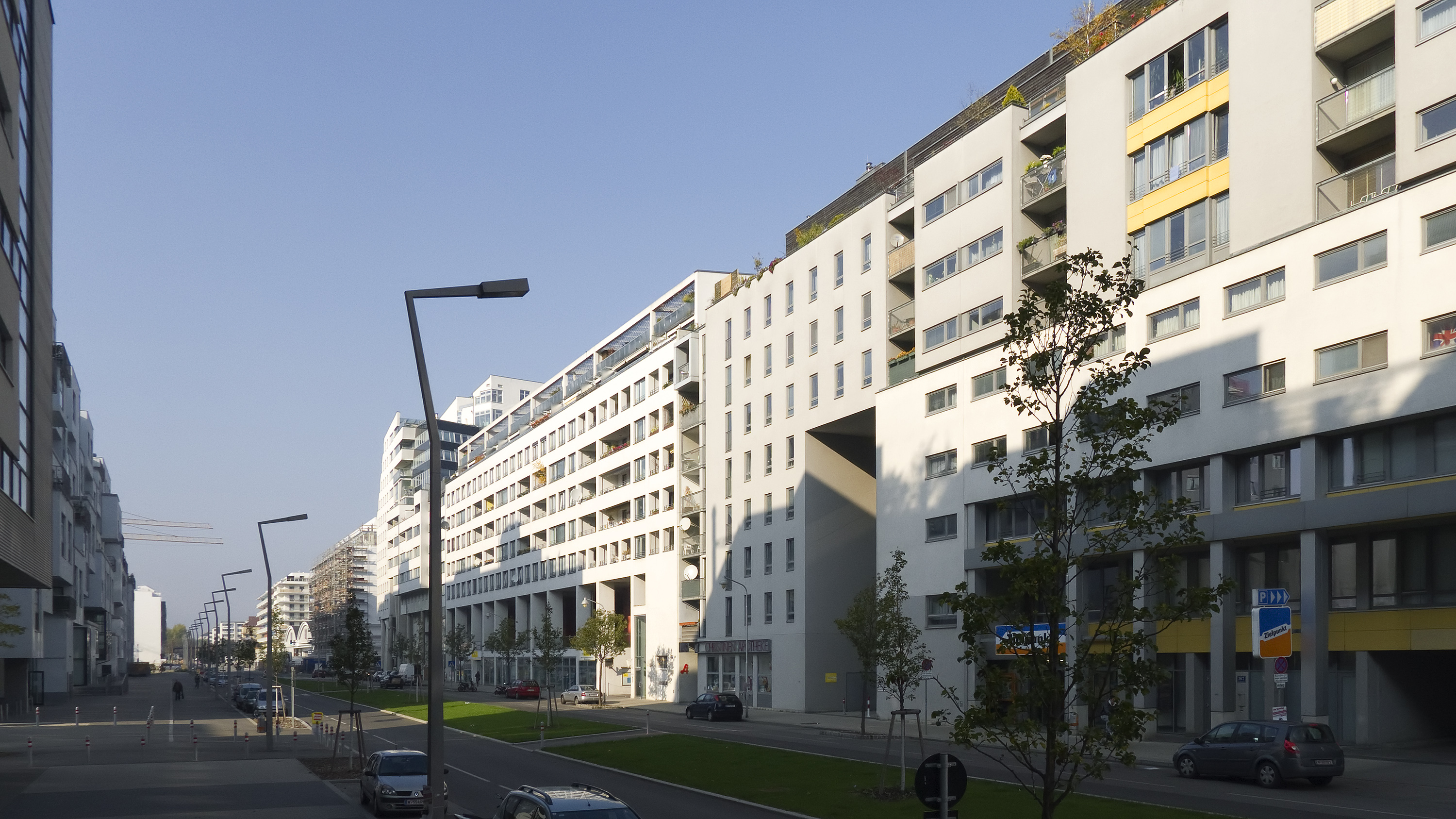
Vorgartenstraße

- Venediger Au, 1905 benannt; die Benennung bezieht sich wahrscheinlich auf die Ausstellung „Venedig in Wien“, die sich 1895–1901 hier befand. Errichtet wurde der Vergnügungspark von dem Unternehmer Gabor Steiner; siehe den Gabor-Steiner-Weg. Das Gebiet rund um die Straße heißt ebenfalls Venediger Au, wurde 1377 erstmals erwähnt und erinnert an die alten Handelsbeziehungen mit Venedig. Allerdings war damals das Areal der Jägerzeile (heute: Praterstraße) gemeint. Später erhielt das Gebiet nordöstlich davon den Namen Venediger Au; es war bis 1945 Bestandteil des im Krieg stark beschädigten Wurstelpraters und ist seit 1949, da die nördlich der Ausstellungsstraße gelegenen Praterattaktionen nicht wieder aufgebaut wurden, eine Parkanlage.
- Vereinsgasse, 1862 benannt nach dem Vereinshaus des katholischen Leopoldstädter Gesellenvereins, das 1856 hier erbaut wurde. Initiiert wurde der Gesellenverein von dem deutschen Priester Adolph Kolping (1813–1865). Er gründete zahlreiche katholische Gesellenvereine (in Wien 1852), aus denen später das Kolpingwerk entstand; siehe die Kolpingstraße im 23. Bezirk, Liesing. Das Kolpinghaus in der Vereinsgasse 4 ist heute ein Studentenwohnheim. Siehe auch Bundesrealgymnasium Vereinsgasse.

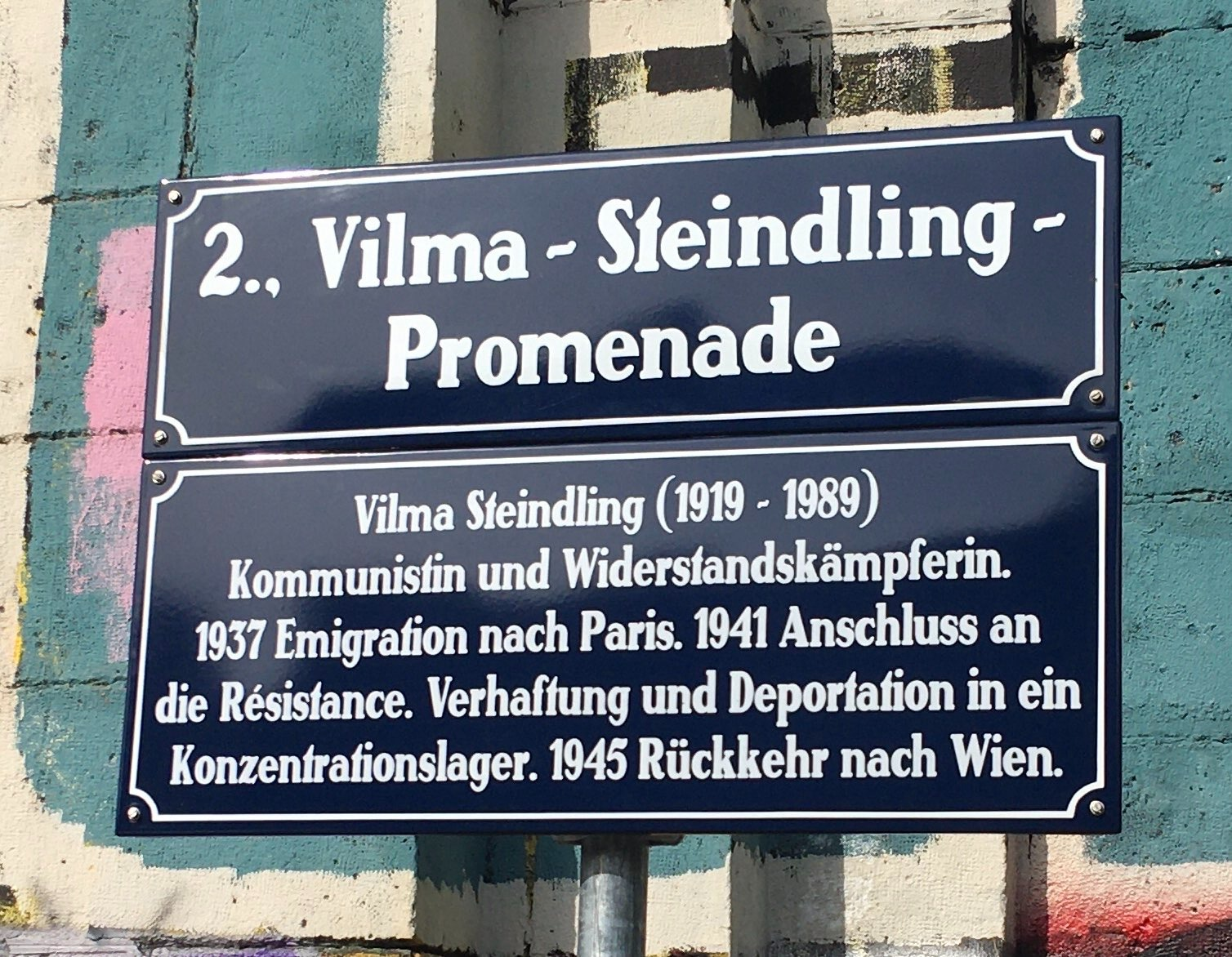
Straßenschild: Vilma-Steindling-Promenade

- Vilma-Steindling-Promenade, 2022 benannt nach der Sozialarbeiterin, Widerstandskämpferin und Holocaust-Überlebenden Vilma Steindling (1919–1989). Die Promenade ist ein Teil des Gehweges entlang des Donaukanals, zwischen Schützengebäude und Marienbrücke.
- Vivariumstraße, 1957 als neu angelegte Verkehrsfläche benannt nach dem ehemaligen Vivarium am Beginn der Hauptallee im Prater. Die Anlage wurde 1873 zunächst als Schau-Aquarium errichtet; Leiter war der Zoologe Friedrich Knauer (siehe die Friedrich-Knauer-Gasse im 10. Bezirk, Favoriten). 1888 wurde das Institut mit dem Tiergarten am Schüttel fusioniert (siehe die Tiergartenstraße) und in Vivarium umbenannt. Nach dessen Konkurs wurde das Gebäude 1903 als Forschungsanstalt für experimentelle Biologie eingerichtet. In der Schlacht um Wien 1945 wurde das Gebäude von der SS niedergebrannt, 1947 wurde es endgültig abgetragen. Auf einem Stadtplan Anfang der 1950er Jahre ist die Straße noch nicht einmal als Projekt ersichtlich; östlich der Bahntrasse befanden sich Lagerhäuser.
- Volkertplatz, 1872 benannt nach den Grafen Volckhra, deren Name im Volksmund zu Volkert verballhornt wurde. Bereits 1527 wurde Wolfgang Volckhra als Hofmarschall erwähnt, 1555 Andreas Volckhra als Hof- und Obristen-Jägermeister und Ferdinand Volckhra als Truchsess. Die Grafen hatten hier umfangreichen Grundbesitz; der kaiserliche Kämmerer Otto Ferdinand Gottlieb Graf von Volckhra errichtete 1662 Am Tabor 22 (heute im Häuserblock nördlich des Platzes) ein prachtvolles Palais, das von einem englischen Garten umgeben war. Wegen Überschuldung der Familie wurde das Palais samt Grundbesitz 1783 Leopoldstädter Bürgern überschrieben, 1830 in ein Knabenerziehungsheim umgestaltet, 1864 in eine Metallwarenfabrik umgebaut und 1903 demoliert.[72][73] Die Gegend um den Volkertplatz hieß früher Am Volkert und wurde 1873–1875 verbaut; sie war Teil des nach dem einstigen nahen Nordbahnhof benannten Nordbahnviertels und heißt heute Volkertviertel. Der Platz ist namensgebend für den Volkertmarkt. Siehe auch die Volkragasse in Hirschstetten im 22. Bezirk.
- Volkertstraße, 1872 benannt nach den Grafen Volckhra; siehe Volkertplatz.
- Vorgartenstraße, 1903 benannt nach dem Begriff Vorgarten, dem Eingangsbereich eines Grundstücks, der zwischen dem Gebäude und der Straße liegt und als Garten gestaltet ist. Die Benennung bezieht sich darauf, dass für diese Straße 1893 in der Bauordnung festgelegt worden war, vor den Häusern Vorgärten zu errichten. Die parallel zur Donau verlaufende Straße erstreckt sich in nicht durchgehend befahrbaren Teilstücken vom Friedrich-Engels-Platz im 20. Bezirk bis zur U-Bahn-Station Stadion im 2. Bezirk. Die Hausnummerierung der Straße beginnt, dem elektronischen Stadtplan der Wiener Stadtverwaltung folgend, im Norden mit den Nr. 27 und 28. Der nördliche Abschnitt der Straße im 2. Bezirk bildet die nordöstliche Begrenzung des Stadtentwicklungsgebiets Nordbahnhofgelände.

## W

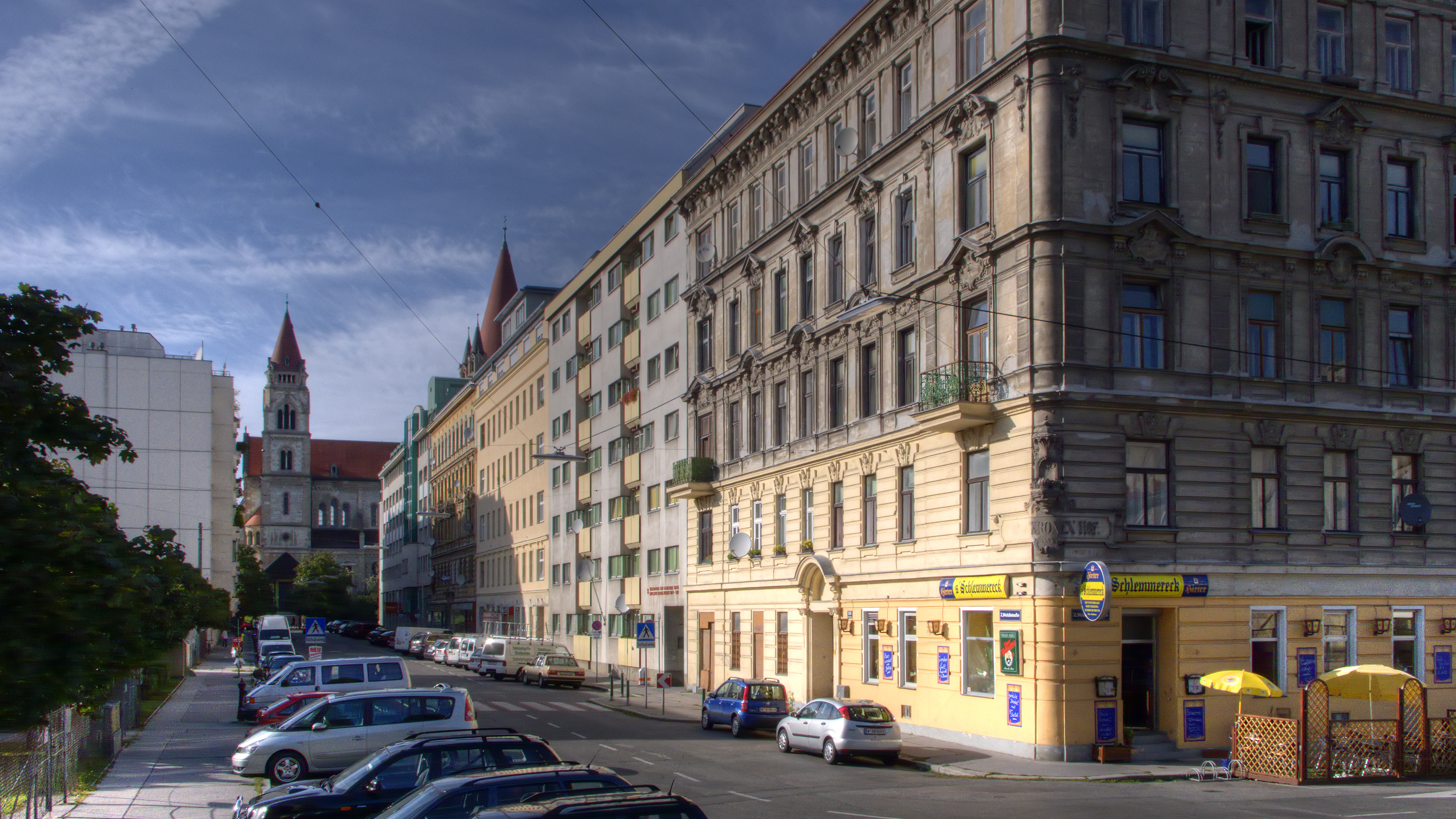
Die Wehlistraße nahe der Franz-von-Assisi-Kirche

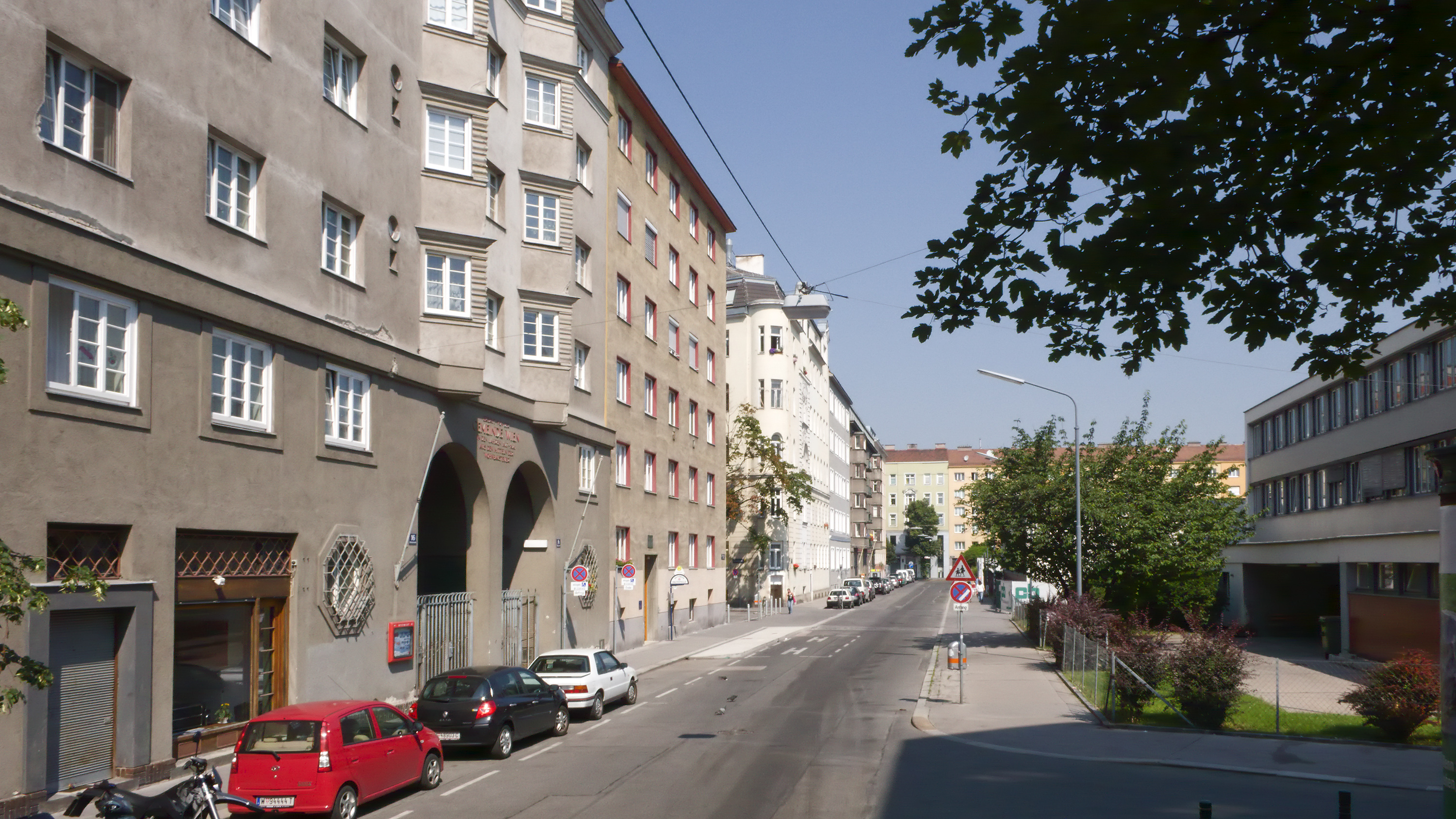
Wohlmutstraße

- Wachaustraße, 1897 benannt nach der Wachau, dem Tal der Donau zwischen Melk und Krems. Sie ist das bedeutendste österreichische Weinanbaugebiet. Die Bezeichnung Wachau (in der Schreibweise Vuachoua) findet sich bereits in einer Urkunde Kaiser Ottos I. aus dem Jahr 972. An der Wachaustraße befindet sich der Gemeindebau Wachauer Hof.
- Walcherstraße, 1897 benannt nach dem Jesuiten, Mathematiker und Physiker Joseph Walcher (1719–1803), Professor der hebräischen Sprache in Graz (1750–1751), Professor der Ethik in Wien (1752), Professor der Logik und Metaphysik (1753) und der experimentellen Physik (1754) in Linz, Professor der Mathematik am Theresianum in Wien und an der Universität Wien (1755–1773). Nach Auflösung des Jesuitenordens war er 1773–1783 Navigationsdirektor an der Donau, wo er sich besondere Verdienste um die Sprengung des Donaufelsens bei Grein erwarb. (Für eine spätere Sprengung in diesem Bereich siehe die Haussteinstraße.) Walcher war dann 1784–1797 Assessor der obersten Gebäudedirektion, 1797–1802 Professor der Mechanik und Hydraulik am Theresianum und 1802 Direktor der mathematischen und physikalischen Wissenschaften an der Universität Wien.[74] Die ursprünglich nur zwei Häuserblöcke lange Straße (Radingerstraße bis Mexikoplatz, Ecke Engerthstraße) wurde 2003 auf dem früheren Nordbahnhofareal um vier Häuserblöcke nach Südwesten bis zur Einmündung der Lassallestraße in den Praterstern verlängert. 2018 wurde der dem Praterstern nächstliegende Teil in Straße der Wiener Wirtschaft umbenannt, weil dort die Wirtschaftskammer Wien 2019 ihr neues Hauptquartier bezog.
- Waldsteingartenstraße, 1908 benannt nach dem ehemaligen Waldsteingarten an der Hauptallee. Das traditionelle Prater-Gasthaus „Zum schwarzen Adler“ (1802 erstmals erwähnt) wurde 1820 in ein Sommerhaus umgestaltet und 1823 von Fürst Nikolaus II. Esterházy angekauft; siehe die Esterházygasse im 6. Bezirk, Mariahilf. Dessen Sohn Paul III. Esterházy verkaufte den Besitz 1857 an den Major und kaiserlichen Kämmerer Graf Ernst Waldstein-Wartenburg (1821–1904); nach ihm erhielt der Waldsteingarten seinen Namen. Die Anlage kam 1873 in Staatsbesitz, war ab 1922 ein Gastronomiebetrieb und brannte 1945 ab. Die Straße hieß vorher nach den Vorbesitzern Esterházystraße.
- Waschhausgasse, 1862 benannt nach dem kaiserlichen Hofwaschhaus am Donaukanal. Das Waschhaus in der Leopoldstadt wurde um 1650 angelegt und hatte vor allem die Aufgabe, die Wäsche des kaiserlichen Hofes zu waschen;[75] es befand sich ursprünglich an der (heutigen) Unteren Donaustraße 7–15. Wegen Baufälligkeit wurde die Wäscherei in ein neues Gebäude (Waschhausgasse 3 bzw. Franzensbrückenstraße 30) verlegt; das alte Waschhaus wurde 1834 abgebrochen. Die neue Wäscherei brannte während der Oktoberrevolution 1848 ab, wurde aber wieder aufgebaut und 1919 in eine Bundeswaschanstalt umgewandelt. Ab 1924 war sie ein Lehrlingsheim, 1945 wurde das Gebäude zerstört.
- Wasnergasse, 1885 benannt nach dem Schiffsmeister Josef Wasner (1815–1881); er war 1874–1881 Mitglied des Wiener Gemeinderats für den Bezirk Leopoldstadt. Die Gasse, die die nördliche Begrenzung des Augartens bildet, liegt zur Gänze im 1900 von der Leopoldstadt abgetrennten 20. Bezirk; die Bezirksgrenze 2/20 verläuft an der Augartenmauer. Die Gasse hat (ungerade) Hausnummern nur an ihrer nördlichen Seite; sie hieß bis 1885 Augartendamm.
- Wasserwiesenweg, 2002 benannt; der Weg führt zum Vereinshaus des Kleingartenvereins Wasserwiese. Die Kleingartenanlage wurde 1916 unter Kaiser Franz Joseph I. aus kriegswirtschaftlichen Gründen geschaffen. Die zur Verfügung gestellten Gründe durften daher von den Siedlern nur zum Anbau von Nahrungsmitteln, im Besonderen von Gemüse und Erdäpfeln, zur Pflanzung von Obstbäumen und zur Haltung von Kleintieren verwendet werden. Diese Funktion des Gartens stand auch in den Kriegs- und Nachkriegsjahren des Zweiten Weltkriegs im Vordergrund.[34] Siehe auch Klaschkaweg, Krammerweg und Sillerweg.
- Wehlistraße, 1892 benannt nach dem Juristen August von Wehli (1810–1892), wirklicher Geheimer Rat, Sektionschef und interimistischer Leiter des k.k. Ministeriums des Inneren, Mitglied des Herrenhauses, Vizepräsident der Donauregulierungskommission.[76] Die Straße hieß 1938–1945 nach Reinhard Scheer Admiral-Scheer-Straße. Die zögerliche Entwicklung des Gebiets an der Donau, das erst um 1900, also einige Jahrzehnte nach der Donauregulierung, dichter verbaut wurde, bewirkte, dass die ursprüngliche Parzellierung an vielen Stellen durchbrochen wurde. Die Wehlistraße besteht daher aus fünf nicht miteinander verbundenen Teilen, die sich vom oberen Teil der Brigittenau bis zur Querung des Praters durch die Ostbahn erstrecken.
- Weintraubengasse, schon um 1830 erfasst, 1909 amtlich benannt nach dem Hausschild „Zur blauen Weintraube“ auf Nr. 2, nächst dem Carltheater; im Haus befand sich bis 1895 eines der bekanntesten Bierlokale (!) der Wiener Vorstädte. Die Weintraubengasse ist als kurze Sackgasse von der Jägerzeile aus auf dem Vasquez-Stadtplan um 1830 ersichtlich und wurde im 20. Jahrhundert in Etappen (das Wiener Haus des Zirkusses Renz war im Weg) bis zur Novaragasse ausgebaut; dort ist die Kleine Stadtgutgasse ihre Verlängerung.
- Welthandelsplatz, 2012 benannt nach der Wirtschaftsuniversität Wien (WU), die 1919–1975 Hochschule für Welthandel hieß. Sie ist mit 78 Professoren, 435 wissenschaftlichen Mitarbeitern und ca. 25.900 Studierenden die größte Wirtschaftsuniversität in Europa. Die Universität wurde 1898 als k.k. Exportakademie gegründet und war im Palais Festetics im 9. Bezirk beheimatet. 1919 übersiedelte sie in den 19. Bezirk und 1982 in das Universitätszentrum Althanstraße. 2009–2013 wurde im Prater östlich der Messestraße und nördlich der Südportalstraße der neue WU-Campus errichtet; der Welthandelsplatz, durch das Campusareal verlaufende Verbindung der beiden Straßen, wurde 2013 mit Hausnummer 1 zur neuen Hauptadresse der WU erklärt.
- Weschelstraße, 1906 benannt nach dem Beamten Leopold Matthias Weschel (1786–1844), k.k. Hofkriegs-Konzipist. Er betätigte sich als Maler, Schriftsteller und Lokalhistoriker und veröffentlichte 1824 die umfangreiche Monografie Die Leopoldstadt bey Wien, die eine bedeutende Quelle für die Geschichte des Bezirks darstellt. Die Straße hieß vorher Feldgasse.
- Wilhelmine-Moik-Platz, 2009 benannt nach der Gewerkschafterin und Politikerin Wilhelmine Moik (1894–1970); sie war 1932–1934 Mitglied des Wiener Gemeinderats (SDAP) und arbeitete eng mit der Arbeiterkammer sowie mit der Leiterin des dortigen Frauenreferats, Käthe Leichter, zusammen; siehe die Käthe-Leichter-Gasse im 13. Bezirk, Hietzing. 1945–1962 war sie Abgeordnete zum Nationalrat und engagierte sich vor allem für die Anliegen der Frauen und für soziale Belange. Der Platz ist eine kleine Fläche an der Rückseite des ÖGB-Gebäudes „Catamaran“.
- Wittelsbachstraße, 1876 benannt nach der bayrischen Dynastie Wittelsbach (1180–1918), einem der ältesten deutschen Adelsgeschlechter. Stammsitz ist die Burg Wittelsbach in Aichach, Bayerisch-Schwaben. Die Benennung bezieht sich darauf, dass Kaiserin Elisabeth, Frau des Kaisers Franz Joseph I., dem Haus Wittelsbach entstammte; siehe die Elisabethstraße im 1. Bezirk, Innere Stadt, die Elisabethallee im 12. und 13. Bezirk und die frühere Elisabethpromenade, die heutige Rossauer Lände, im 9. Bezirk, Alsergrund.
- Wohlmutstraße, 1899 benannt nach dem aus Überlingen am Bodensee stammenden Baumeister und Bildhauer Bonifaz Wolmut (auch Wohlmuth und, z. B. bei Felix Czeike, Wolmuet, um 1505–1579); er arbeitete ab 1522 in Wien, erwarb 1543 das Wiener Bürgerrecht und wurde 1547 Zunftmeister der Wiener Steinmetze. Nach der Ersten Türkenbelagerung 1529 hatte er großen Anteil am Wiederaufbau der Vorstädte. 1547 gab er einen Plan von Wien heraus, der als detaillierte Wiedergabe des Grundrisses der Altstadt ein wichtiges historisches Dokument darstellt. 1559–1570 war er als kaiserlicher Baumeister am Prager Hof Urheber bzw. Mitschöpfer aller Bauten dieses Zeitraums am Hradschin; seinen Lebensabend hat er vermutlich in Wien verbracht.
- Wolfgang-Schmälzl-Gasse, 1898 in falscher Schreibweise benannt nach dem Schulmeister, Komponisten und Dichter Wolfgang Schmeltzl (um 1500–um 1564). Er war von 1540 bis 1553 Lehrer am Wiener Schottenstift, ließ dort Komödien nach biblischen Themen aufführen und begründete damit das deutschsprachige Schuldrama in Österreich. Sein Lobspruch der Hochlöblichen weitberümbten Khünigklichen Stat Wienn in Osterreich (1547) ist ein bedeutendes Werk der Wiener Kulturgeschichte. Schmeltzl sammelte Wiener Volkslieder und publizierte sie in Sammlungen.[77]

## Y
- Ybbsstraße, 1905 benannt nach der Ybbs, einem rechten Nebenfluss der Donau in Niederösterreich. Die Quelle befindet sich in der Nähe von Mariazell an der niederösterreichisch-steirischen Grenze. Der Fluss trägt anfangs den Namen Weiße Ois, nach etwa 5 km Fließstrecke heißt er dann Ois, und ungefähr ab Lunz am See bis zur Mündung in die Donau bei Ybbs an der Donau Ybbs.

## Z
- Zirkusgasse, 1862 benannt nach dem Circus Renz. Der deutsche Artist und Zirkusdirektor Ernst Renz (1815–1892) gründete 1842 einen Wanderzirkus, siedelte sich 1846 in Berlin an und benannte ab 1850 sein Unternehmen „Circus Renz“. Der Wiener Circus Renz wurde 1854 in der heutigen Zirkusgasse eröffnet; er hatte 40 Meter Durchmesser und 3.559 Sitzplätze. 1883–1884 wurde das Gebäude umgebaut. Der Zirkus musste 1897 schließen und diente in der Folge als Varieté. Das Gebäude wurde 1944 durch einen Bombenangriff stark beschädigt und 1957 abgetragen. Die an seiner Stelle errichtete Wohnhausanlage heißt Renzhof.[16] Siehe auch Ernst-Renz-Gasse. Die Gasse hieß vorher Große Fuhrmannsgasse.
- Zufahrtsstraße 1921 benannt nach der ehemaligen Zufahrt zur 1873 erbauten Rotunde im Gelände der Weltausstellung 1873; ihre Verlängerung ist die Südportalstraße. Die Straße hieß vorher 1873–1921 Kleine Zufahrtsstraße; die ehemalige Große Zufahrtsstraße heißt seit 1920 Straße des Ersten Mai.
- Zwerggasse, 1875 benannt nach der Kürze dieser Gasse (44 Meter). „Zwerg“ (von althochdeutsch: twerc) bezeichnet umgangssprachlich abwertend einen Menschen mit siehe Minderwuchs; eine Eigenschaft, die hier auf einen Verkehrsweg übertragen wurde. Die gesamte ungerade Seite wird vom denkmalgeschützten Teil des Zinshauskomplexes Rembrandthof eingenommen.

## Historische Straßennamen

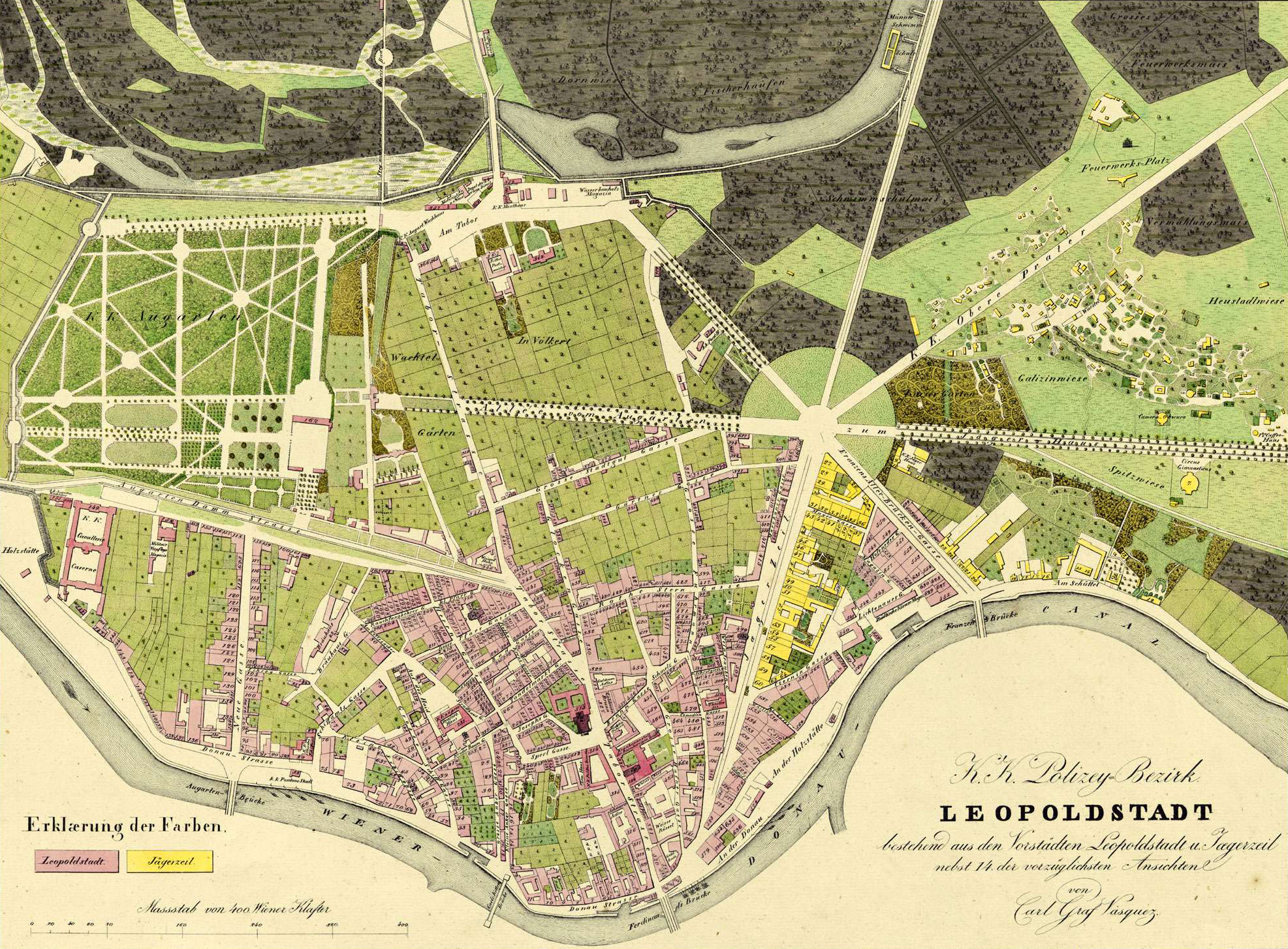
Die Leopoldstadt um 1830

In diese Liste nicht aufgenommen sind Verkehrsflächen im 1900 aus dem 2. Bezirk ausgegliederten 20. Bezirk, Brigittenau, im 1938 ausgegliederten Bezirksteil Kaisermühlen (heute Teil des 22. Bezirks) und im 1954 / 1955 zum 2. Bezirk zählenden Albern (heute Teil des 11. Bezirks).
- Abfahrtstraße: zur Wagenabfahrt von der Rotunde; siehe Nordportalstraße
- Adelengasse: siehe Mayergasse
- Alleegasse: siehe Brigittenauer Lände
- Alte Lusthausstraße: siehe Lusthausstraße
- Am Augartendamm: siehe Nordwestbahnstraße
- Am Fugbach: siehe Fugbachgasse
- Am Gottesacker: siehe Leopoldsgasse
- Am Schüttel: siehe Schüttelstraße
- An der Holzstätte: siehe Ferdinandstraße
- Antonsgasse: siehe Hammer-Purgstall-Gasse
- Auf der Heide: siehe Im Werd
- Auffahrtstraße: zur Wagenauffahrt zur Rotunde; siehe Südportalstraße
- Augarten-Allee: siehe Heinestraße
- Augartendamm: siehe Wasnergasse
- Augarten-Damm-Straße: siehe Obere Augartenstraße
- Badgasse: siehe Haidgasse
- Bräuhausgasse: siehe Malzgasse
- Brunngasse: siehe Schmelzgasse
- Concurrenzstraße: siehe Nordportalstraße
- Czihakgasse: siehe Hillerstraße
- Donaustraße: siehe Brigittenauer Lände
- Drei-Herrgottgasse: siehe Novaragasse
- Emiliengasse: siehe Stoffellagasse
- Erlafstraße: siehe Arnezhoferstraße
- Erzherzog-Karl-Platz (1884–1919 und 1935–1956): siehe Mexikoplatz
- 1. Rondeau (im Wurstelprater): siehe Calafattiplatz
- Esterházystraße: siehe Waldsteingartenstraße
- Feldgasse: siehe Weschelstraße
- Feuerwerksallee: siehe Ausstellungsstraße
- Flecksiedergasse: siehe Schwarzingergasse
- Florianigasse: siehe Floßgasse
- Forstmeisterallee: siehe Nordbahnstraße
- Freilagergasse: bestand zwischen Franzensbrückenstraße und Emiliengasse, Zufahrt zu Lagerhäusern jenseits der Verbindungsbahn; später ersetzt durch Vivariumstraße
- Eva-Popper-Gasse: siehe Eva-Popper-Weg
- Gartengasse: siehe Novaragasse
- Gärtnergasse: siehe Novaragasse
- Große Ankergasse: siehe Hollandstraße
- Große Fuhrmannsgasse: siehe Zirkusgasse
- Große Gasse: siehe Große Sperlgasse
- Große Hafnergasse: siehe Große Mohrengasse
- Große Zufahrtsstraße: siehe Straße des Ersten Mai
- Hauptgasse: siehe Große Sperlgasse
- Herrengasse: siehe Große Sperlgasse
- Hufgasse: siehe Rotensterngasse
- Ichmanngasse: siehe Simon-Wiesenthal-Gasse
- Jägerzeile: siehe Praterstraße
- Johannesgasse: siehe Nepomukgasse
- Josef-Christ-Gasse: siehe Kafkastraße
- Josephsgasse: siehe Karmelitergasse
- Kaiser-Joseph-Straße: siehe Heinestraße
- Kleine Ankergasse: siehe Hollandstraße
- Kleine Fuhrmanngasse: siehe Kleine Mohrengasse
- Kleine Schiffgasse: siehe Franz-Hochedlinger-Gasse
- Kleine Zufahrtsstraße: siehe Zufahrtsstraße
- Krongasse: siehe Krummbaumgasse
- Kronprinz-Rudolf-Straße: siehe Lassallestraße
- Kronprinzstraße: siehe Rustenschacherallee bzw. Schüttelstraße
- Krumme Baumgasse: siehe Krummbaumgasse
- Lagerhausstraße: siehe Messestraße
- Machplatz: siehe Machstraße
- Magazingasse: siehe Körnergasse
- Mariengasse: siehe Josefinengasse
- Marokkanergasse: siehe Afrikanergasse
- Mathildengasse: siehe Perinetgasse
- Mittlere Gasse: siehe Haidgasse
- Mohrengasse: siehe Große Mohrengasse
- Müller-Cohen-Platz: siehe Anitta-Müller-Cohen-Platz
- Neue Gasse: siehe Untere Augartenstraße
- Obere Fischergasse: siehe Fischergasse
- Ochsnergasse: siehe Schmelzgasse
- Prager Reichsstraße: Rest der historischen Ausfallstraße Wiens Richtung Prag; siehe Alliiertenstraße
- Prater-Gürtelstraße: siehe Rustenschacherallee bzw. Sportklubstraße
- Prinzenallee: siehe Rustenschacherallee
- Quergasse: siehe Hillerstraße
- Rauchfangkehrergasse: siehe Kleine Pfarrgasse
- Richtergasse: siehe Rotenkreuzgasse
- Rüdigerstraße: siehe Radingerstraße
- Rudolf-Boeck-Gasse: siehe Sillerweg
- Santa-Lucia-Platz: siehe Elderschplatz
- Schabdenrüsselgasse: siehe Czerningasse
- Schalichstraße: siehe Friedrich-Hillegeist-Straße
- Schavel-Allee: siehe Heinestraße
- Schauspielgasse: siehe Komödiengasse
- Stephaniestraße: siehe Hollandstraße
- Sterneckplatz: siehe Max-Winter-Platz
- Strafarbeitshaus, K.k.nö.: siehe Karmelitermarkt
- Strafhausgasse: siehe Leopoldsgasse
- Theresiengasse: siehe Adambergergasse
- Valeriestraße: siehe Böcklinstraße
- Vermählungsmais: Nordportalstraße bzw. Perspektivstraße
- Vierundachtzigerplatz: siehe Elderschplatz
- Volkswehrplatz (1919–1935): siehe Mexikoplatz
- Wällische Gasse: siehe Tempelgasse
- Winkelgasse: siehe Schwarzingergasse
- 2. Rondeau (im Wurstelprater): siehe Rondeau

1938–1945:
- Admiral-Scheer-Straße: siehe Wehlistraße
- Eduard-Kremser-Gasse: siehe Ofnergasse
- Mohapelgasse: siehe Tempelgasse
- Reichsbrückenstraße: siehe Lassallestraße
- Rollergasse: siehe Offenbachgasse
- Schönererstraße: siehe Heinestraße

### Weitere historische topographische Namen
- Brigittabrücke (1871–1926): heute Friedensbrücke; seit 1900 im 20. Bezirk
- Carls Kettenbrücke (1866–1919): heute Salztorbrücke
- Ferdinandsbrücke (1819–1920): heute Schwedenbrücke, zuvor hieß die Brücke am selben Ort Schlagbrücke, bis 1792, 1368 erstmals urkundlich erwähnt.
- Feuerwerksmais: heute Stuwerviertel
- Feuerwerksplatz: heute Stuwerviertel
- Im Völkert: später Nordbahnviertel, heute Volkertviertel
- Kaiser-Franz-Josef-Brücke: heute Floridsdorfer Brücke
- Kaiser-Josef-Brücke (1872–1919): heute Stadionbrücke
- K. K. nö. Strafarbeitshaus: heute Karmelitermarkt
- Nordbahnhof, siehe auch Nordbahnviertel
- Kronprinz-Rudolf-Brücke (bis 1919): heute Reichsbrücke
- Rasumofskybrücke (1811–1819): heute Rotundenbrücke
- Schlachthausbrücke (1919–1937): heute Stadionbrücke
- Schwimmschulmais: heute Stuwerviertel
- Sophienbrücke (1825–1919?): heute Rotundenbrücke
- Staatsbahn: heute Ostbahn; siehe auch Ostbahnbrücke
- Staatsbahnbrücke: heute Stadlauer Brücke
- Stephaniebrücke: heute Salztorbrücke
- Wachtelgründe: heute Taborstraße

1945–1955:
- Brücke der Roten Armee: heute Reichsbrücke
- Malinowskibrücke: heute Floridsdorfer Brücke, seit 1900 im 20. Bezirk